# Santiago de Querétaro
Querétaro (del purépecha: Kꞌerhiretarhu ‘Lugar de la gran ciudad’), oficialmente llamada Santiago de Querétaro, es la ciudad más poblada, así como capital, del estado de Querétaro, además de ser la cabecera del municipio homónimo. Está localizado en el sur del Bajío mexicano, a 221 kilómetros al noroeste de la Ciudad de México. Tiene una altitud media de 1820 m s. n. m.
Según cifras del INEGI, Santiago de Querétaro contaba con 794 789 habitantes en 2020, por lo que es la 20.ª ciudad más poblada de México mientras que la población de la zona metropolitana de Querétaro es de 1 594 212 habitantes, convirtiéndola en la 8.ª área  metropolitana más poblada de México y de las de mayor crecimiento e inmigración.
Santiago de Querétaro colinda al este con el municipio de El Marqués y la localidad queretana de San Isidro de Miranda, al poniente con el municipio de Corregidora y las localidades queretanas de San Pedro Mártir y Tlacote el Bajo; al sur con el municipio Huimilpan y al norte con las localidades queretanas de Juriquilla y El Salitre.
Es célebre por su importante papel en la historia de México: en 1810 fue sede de la conspiración de Querétaro donde se fraguó el movimiento que a la postre llevaría a la Independencia de México. En 1867 fue derrotado, capturado y fusilado Maximiliano de Habsburgo por las fuerzas republicanas, restableciendo el régimen republicano en México. En 1917 fue sede del congreso constituyente que promulgó la Constitución Política de los Estados Unidos Mexicanos, que continúa vigente. En 1929 se fundó el partido político que fuera el protagonista de la política mexicana en el siglo XX, el Partido Nacional Revolucionario, hoy conocido como Partido Revolucionario Institucional. 
En el año de 1996, la Zona de monumentos históricos de Querétaro fue declarada Patrimonio Cultural de la Humanidad, por lo que la ciudad cuenta con uno de los tres sitios declarados del estado.
En la actualidad, Querétaro es un centro económico en el país sobre todo en la industria aeronáutica, por lo que el 45 por ciento de la inversión extranjera directa que arriba al país para este sector se centra en Querétaro, lo que ha propiciado que existan 80 empresas e instituciones relacionadas con la aeronáutica que conforman el clúster. Además, es la sexta ciudad con mayor volumen de producto interno bruto, solo después de la Ciudad de México, Monterrey, Guadalajara, Puebla,Tijuana y León de los Aldama.

## Elementos identitarios

### Toponimia
Su nombre tiene origen en la advocación al apóstol Santiago (Santiago Matamoros), su santo patrono. Querétaro proviene de una castellanización del purépecha Kꞌerhiretarhu (K'eri = grande, ireta = pueblo, -rhu = lugar) o Kꞌerendarhu (kꞌerenda = peñasco, -rhu = lugar), que significa "lugar de piedras grandes o peñascos". En 2011, después de una votación en línea, "Querétaro" fue elegida por la RAE como la palabra más bonita del español.
Desde el 12 de septiembre de 1996, por ley decretada, se cambió de nombre la ciudad de solo Querétaro a Santiago de Querétaro.

### Símbolos
El escudo fue otorgado a la Muy Noble y Leal Ciudad de Santiago de Querétaro por decreto real, del rey Felipe IV de España, el 29 de octubre de 1655. Está dividido en tres campos, el superior contiene un sol oscurecido coronado por una cruz, sobre el cielo nocturno que se revela en la presencia de dos estrellas en las esquinas superiores.
Este cuartel representa el eclipse en el que se aparecieron tanto el apóstol Santiago como la cruz, siguiendo el mito fundacional de la ciudad. En el campo inferior izquierdo, está una imagen del apóstol Santiago, ataviado con ropa de militar y montado sobre un caballo blanco. El apóstol empuña en una mano una espada y en la otra un estandarte de la realeza española. En el campo inferior derecho, se representa una vid cargada de uvas, y cinco espigas de trigo, que representan la fertilidad del suelo queretano.

## Historia

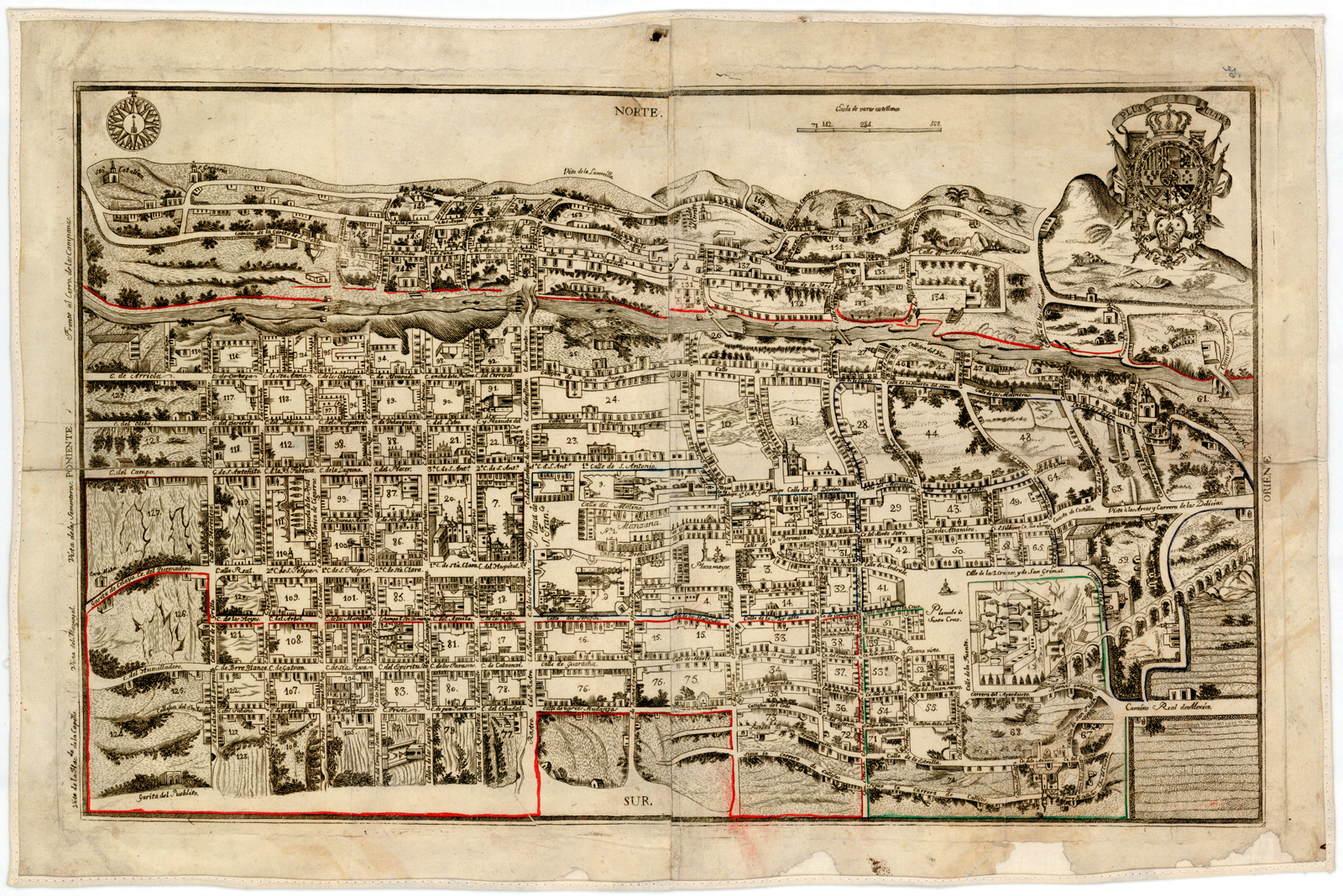
Plano de Querétaro, 1796

### Época Prehispánica
En 1521 el asentamiento se vio afectado con la caída de México-Tenochtitlán. Surgen migraciones, la más importante fue la encabezada por Conín, proveniente de Jilotepec. Este indígena, desde principios del siglo XVI comerciaba entre las tierras chichimecas y el Imperio Azteca, cambiando sal y mantas de Tenochtitlán por flechas y pieles que se vendían muy bien en el imperio.
En 1522 Andamaxei fue fundado como un pequeño asentamiento en la cañada donde hoy está Villa del Marqués (junto a la ciudad), por Conín. Ahí empezó a sembrar y a cultivar, y una parte de sus cosechas las ofreció como regalo a sus vecinos chichimecas; con este hecho, Conín se ganó la confianza de éstos, que más tarde algunos emigraron a Andamaxei, convirtiéndolo en lo que sería un "Pueblo de indios".

### La Conquista
En 1529, Conín se convierte en cacique, al haber sido convencido por el encomendero Hernán Pérez de Bocanegra de convertirse al catolicismo. Fue bautizado por Juan Sánchez de Alanís, criado de Bocanegra, recibiendo el nombre español de Fernando de Tapia. Más tarde Bocanegra salió rumbo a Michoacán (actual Tzintzuntzan), a traer a un fraile franciscano para que evangelizara estas tierras, dicho fraile fue Fray Jacobo Daciano. Alanís se quedó con Fernando de Tapia quienes catequizaban a los indios de Andamaxei.
Un mes después de haber conquistado Itzacchichimecapan y haber fundado ahí San Juan Bautista (hoy San Juan del Río) el 24 de julio, Fernando envió un mensaje a los otomíes y chichimecas de Querétaro anunciando que iba a llegar con la nueva doctrina. Los indios regresan el mensaje diciendo que si quiere conquistarlos querían una muestra de su valentía proponiendo una batalla sin armas. La propuesta fue aceptada.
En la madrugada del martes 25 de julio de 1531 se inicia la Batalla de la Loma del Sangremal, una lucha carente de armas, cuerpo a cuerpo. La batalla duró cerca de 12 horas. A partir de aquí hay desacuerdo en cuanto a lo sucedido: unos afirman que se declaró un empate y convinieron en vivir en paz como iguales; otros aseguran que ocurrió un eclipse total de sol, que apareció el apóstol Santiago en el cielo y que los chichimecas se rindieron. Esto último es más una leyenda que realidad pues los cálculos astronómicos han demostrado que no hubo ningún eclipse en esas fechas. Sea como fuere, después de esto, la ciudad, conocida como Créttaro, fue fundada con el nombre de Santiago de Querétaro, siguiendo la muy extendida costumbre de fundar un nombre católico español con el topónimo indígena original.

### La Colonia y el Virreinato

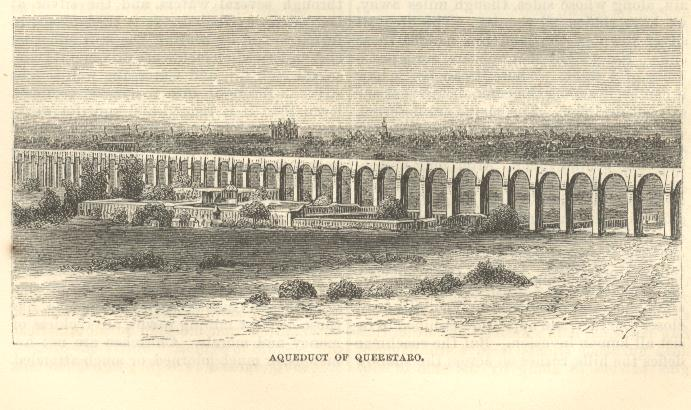
Acueducto de Querétaro, 1874

Se dice que en el año de 1531 el 25 de julio los habitantes indígenas de la región, los chichimecas, relatan que durante la batalla contra los españoles se apareció la imagen de Santiago Apóstol, por ello los chichimecas se rindieron debido a que estaban anonadados al ver lo que ocurría aquella tarde. Es por eso que se le llamó “Santiago de Querétaro”, sin olvidar al gran hombre Fernando de Tapia, mejor dicho su nombre otomí: Conin, al que se le aparece directamente Santiago Apóstol.

Escudo de Armas de la ciudad de Santiago de Querétaro, durante el reinado de Carlos III

A Querétaro le nombraron de varias formas. Los chichimecas le llamaban Xico y los otomíes Nda Maxei, ambos nombres quieren decir juego de pelota; los mexicas le nombraron Tlacheco que también significa juego de pelota; en tanto a los tarascos lo llamaron Queréndaro, que significa lugar de peñas. Este último nombre fue el que prevaleció y que al ser pronunciado por los españoles se transformó en Querétaro. Otros cuentan que la ciudad simplemente se formó al llegar los españoles, es decir, que sólo dieron un cambio al nombre y por tanto la forma de escritura y pronunciación.
Se determinó que la ciudad recuperará el nombre que llevó durante la mayor parte del periodo novohispano: Santiago de Querétaro, ya que la figura del apóstol está presente en la vida de los queretanos desde los orígenes de la población en el siglo XVI. En la segunda mitad del siglo XVII, las capitulaciones de Querétaro firmadas en octubre de 1655 por el enviado real Andrés del Rosal y Ríos y por los vecinos del pueblo de Querétaro, que permitieron elevar a la población al rango de ciudad y consecuentemente a establecer su cabildo, consagraron su nombre oficial. A partir de entonces, su denominación legal y oficial fue la de Santiago de Querétaro.
En 1655, el duque de Alburquerque otorga el título de Muy Noble y Muy Leal Ciudad de Santiago de Querétaro. El título fue reafirmado por el rey Felipe V en 1712.
En 1671, por su influencia religiosa en el norte de la Colonia, su ubicación estratégica entre la Ciudad de México y las minas de Zacatecas y de Guanajuato, por ser la entrada al centro norte del territorio de la Nueva España, entre otras razones, es nombrada Tercera Ciudad del Reino.
El 26 de diciembre de 1726, el marqués inicia la construcción del acueducto de Querétaro, con un coste total de $131 099.00 (cifra con la cual, en ese tiempo, era más que suficiente para construir un convento) de la cual don Juan Antonio donó de sus recursos la inmensa cantidad de $88 000 (en números redondos), casi el 70 %. La obra se inició a petición de las monjas capuchinas, quienes expresaron que era triste que una ciudad tan bella no contara con agua limpia, pura y transparente. La construcción de la arquería monumental terminó en 1735.

### Guerra de Independencia

Campaña de Miguel Hidalgo (1810-1811)

Al haber sido descubierta la Conjura de Valladolid (actual Morelia) en 1810, se inició la Conspiración de Querétaro, en la casa del corregidor don Miguel Domínguez con la excusa de fiestas, o bien en la Academia Literaria, donde se planeaba el levantamiento de independencia para el 12 de diciembre. Querétaro se convierte en cuna del movimiento independiente.
La conspiración fue descubierta y por protección a su esposa doña Josefa Ortiz de Domínguez, don Miguel Domínguez, la encerró en su casa, en la planta alta. Nadie escuchó sus gritos de auxilio y, sabiendo que el guardia don Ignacio Pérez estaba en la planta baja, golpeó con sus tacones el suelo para llamar su atención. Al no poder liberarla, ella escribió un mensaje que le pasó por la cerradura. El salió, tomó un caballo que encontró fuera de una barbería, y fue a llevar el mensaje de doña Josefa a San Miguel el Grande. Allá encontró al capitán Ignacio Allende y de ahí partieron a Dolores a avisar a Miguiel Hidalgo, quien comenzó la revuelta. Así, el inicio de independencia se adelantó 3 meses, al 15 de septiembre de 1810. En 1821, Agustín de Iturbide toma el convento de la cruz como cuartel, y logra poner fin al régimen virreinal en Querétaro.

### México Independiente

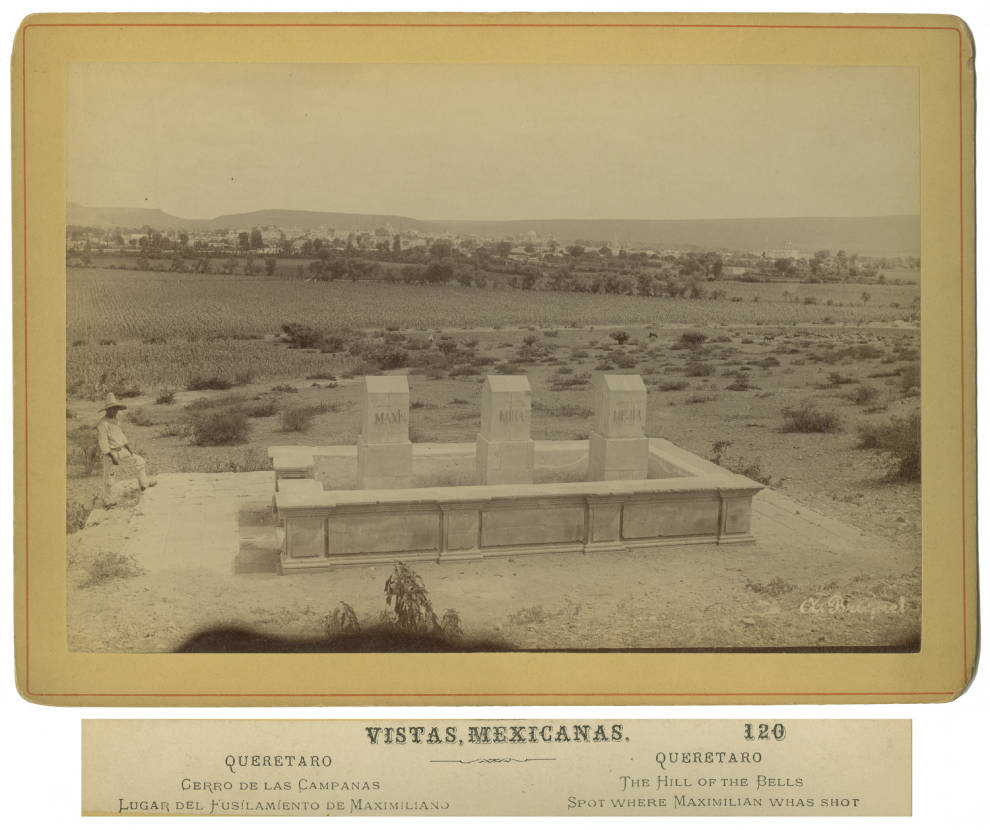
Cerro de las Campanas, lugar del fusilamiento de Maximiliano.

Durante el congreso constituyente en la Ciudad de México, en el año de 1824 el tulanguense Félix Osores Sotomayor, diputado por Querétaro, defiende a la región, logrando que se constituya el Estado de Querétaro. En su recuerdo, una delegación de la ciudad lleva su nombre.
En 1846, se desata la invasión estadounidense. El viejo Molino Colorado ha pasado por 9 diferentes dueños desde Diego de Tapia y en este año fue vendido a don Cayetano Rubio, un importantísimo magnate industrial que convirtió al molino en la fábrica El Hércules, que desde entonces es una de las más importantes del país. La fábrica inició sus funciones el 15 de agosto de ese año.
En 1847, Querétaro se convierte en Capital de la Nación. El presidente Don Manuel de la Peña y Peña citó al Congreso Nacional para iniciar las sesiones que darían pie al tratado de Guadalupe-Hidalgo.

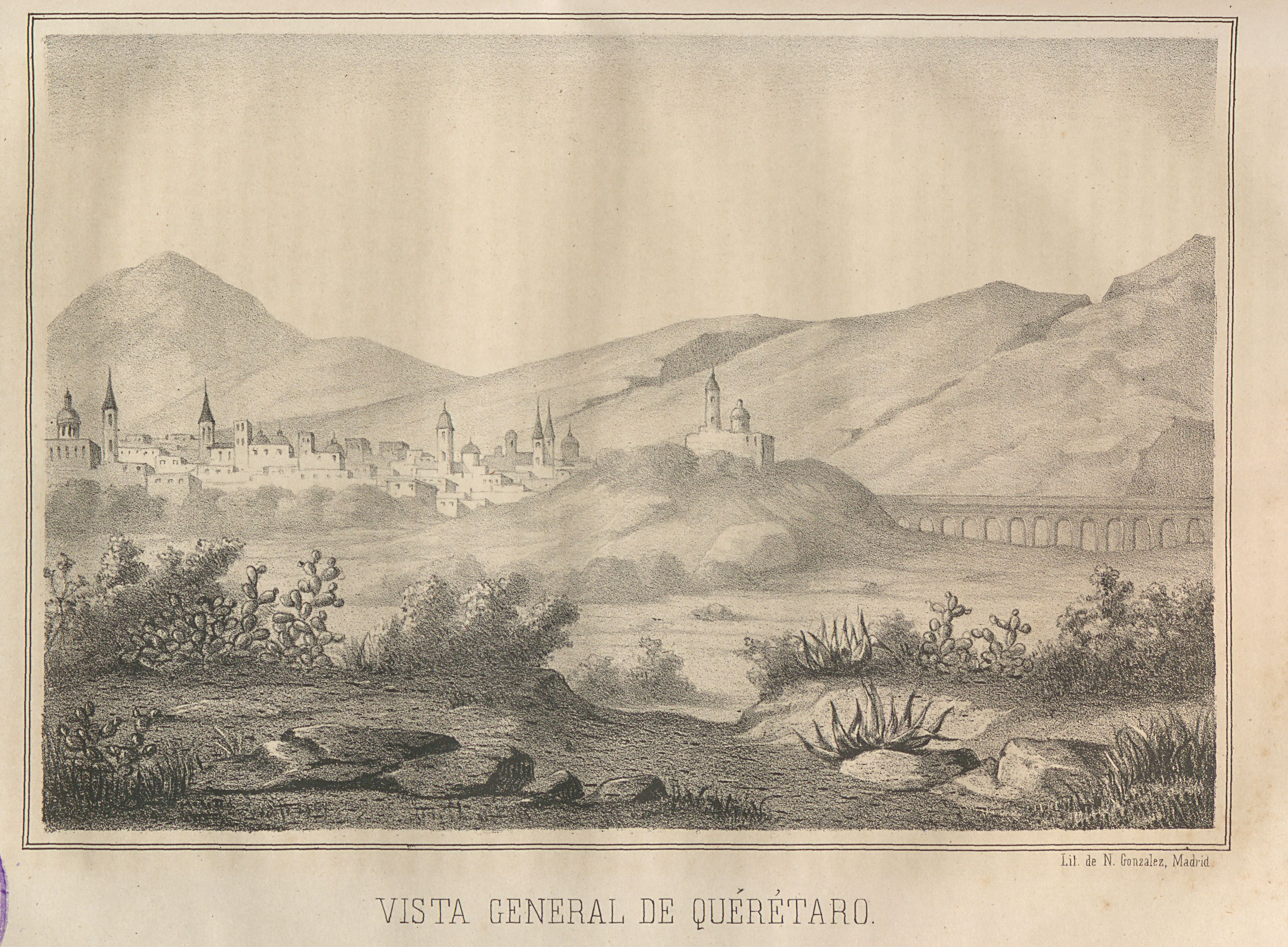
Querétaro en una litografía de mediados del

En 1848, se firma en la ciudad el Tratado de Guadalupe-Hidalgo que pone fin a la Guerra con Estados Unidos. Ahí se establece la nueva frontera común por la que México pierde 2 millones de kilómetros cuadrados, la mitad norte de su territorio. En 1854, se ensaya, por primera vez, en el Teatro Iturbide, el Himno Nacional Mexicano, antes de ser estrenado el 15 de septiembre de este mismo año.
En 1857, es debatida y promulgada en Querétaro la Constitución de 1857. Inicia la guerra de Reforma. La ciudad sufre irreparables destrucciones en su arquitectura religiosa, principalmente el Convento de Santa Clara y gran parte del convento de San Francisco.
En 1867, el Ejército Republicano al mando del general Mariano Escobedo se enfrenta a Maximiliano. El Sitio de Querétaro duró varios meses; hubo numerosas escaramuzas y batallas, incluyendo 2 en las faldas del cerro de las Campanas. La batalla de Casa Blanca fue la más sangrienta, donde en un día murieron más de 2000 republicanos luchando por la libertad. El 15 de mayo Maximiliano es capturado y ofrece su espada a Escobedo en símbolo de rendición. El Emperador es enjuiciado en el Teatro Iturbide, encontrado culpable de los cargos y encarcelado en el convento de la Santa Cruz. Después de haber pasado por distintas cárceles, el monarca y sus generales Miguel Miramón y Tomás Mejía salen en la mañana del 19 de junio hacia el cerro de las Campanas, donde fueron fusilados.

### El Porfiriato y La Revolución

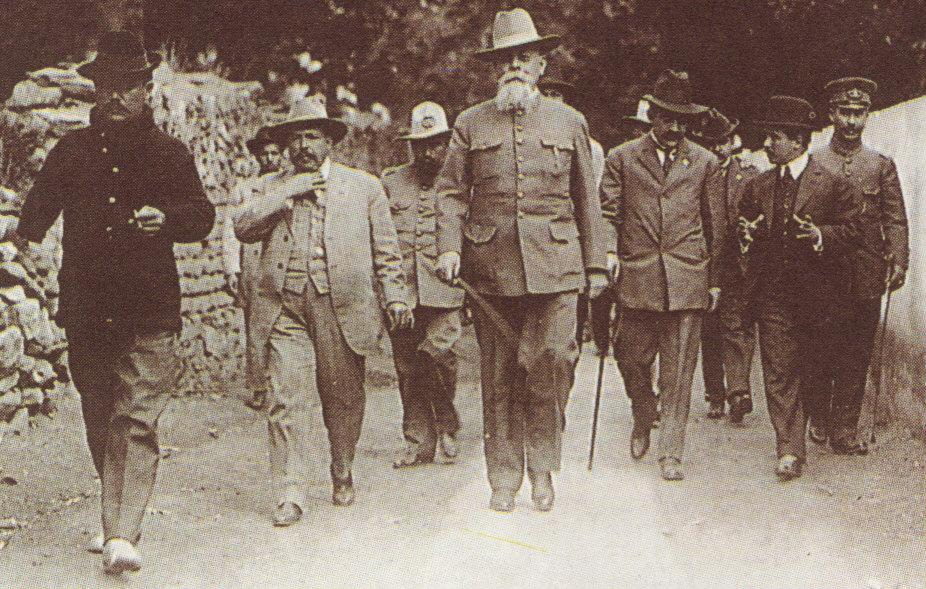
Venustiano Carranza en La Cañada, 1916

En 1876, Porfirio Díaz llega al poder y en Querétaro inicia el primer periodo de gobierno de Francisco Gonzáles Cosío, que se reeligió casi paralelamente a Díaz.
En 1878, se inicia la construcción del ferrocarril que enlaza a Querétaro, San Juan del Río y Ciudad de México. En el Teatro Iturbide se realiza una convención científica en la cual se llevan a cabo experimentos con el recién inventado fonógrafo.
En 1901, en el cerro de las Campanas se termina la capilla erigida en memoria de Maximiliano y costeada por la Casa Real de Austria. En la ceremonia asistieron representantes de los gobiernos de Austria, Bélgica, Alemania, Suecia y Noruega, además de la señora Concepción Miramón de Fortuño, hija del General Miguel Miramón.
En 1916, Querétaro es declarada capital de la República por el presidente Venustiano Carranza. El Congreso Constituyente inicia sus debates a fines del año.

Cada 5 de febrero el presidente de la república encabeza una ceremonia por el aniversario de la promulgación de la Constitución de 1917 en el Teatro de La República.

En 1917, se promulga la Constitución de 1917 en el Teatro Iturbide, que después de este hecho cambia su nombre a Teatro de la República. Perfecto Arvizu, queretano con estudios de caligrafía en Nueva York, fue designado calígrafo oficial; de su puño y letra salió el manuscrito original de la nueva Carta Magna.

### SiglosXXyXXI
En 1946, el 18 de enero se refunda en la ciudad el Partido Revolucionario Institucional (PRI). En 1967, se instalan 11 grandes plantas industriales. En 1970, inicia una explosión demográfica sin precedentes en Querétaro. 
En 1970 se constuye el bulevar Bernando Quintana, una vialidad que conectaba con la zona industrial Benito Juárez con el centro de Querétaro, siendo las más importantes de Querétaro en la actualidad. 
El acueducto ya no es capaz de brindar sus servicios a la ciudad. A mediados de esta década la mancha urbana envuelve a la carretera federal 57 y esta se traslada 2 kilómetros más al sur. El trazo antiguo se convierte en avenida Constituyentes, principal arteria en sentido oriente - poniente. Aunque 10 años después se repitió la escena, ya no se cambió el trazo de la carretera 57.
En 1990, Querétaro ha triplicado la población que tenía veinte años atrás. Población de 1970: 112 900 hab. Población para 1990: 385 503 habitantes para la ciudad y 456 458 para el municipio. Gran parte de ese crecimiento se debe a las varias empresas y universidades surgidas en las décadas de 1980 y 1990. Querétaro es de las primeras ciudades en desarrollar la informática gracias a esas instituciones de educación superior y su uso de Bitnet e Internet.
En 1996, la Zona de Monumentos Históricos de la ciudad de Santiago de Querétaro es declarada Patrimonio Cultural de la Humanidad por la Unesco, convirtiéndola en la 7.ª ciudad y el 13° sitio en obtener el título en México.
Después de que ya no recibe agua del antiguo acueducto, en 2010, inició la construcción del Acueducto II, el proyectado era para mitigar la sobreexplotación del Acuífero del Valle de Querétaro, consiste de traer agua de una línea de conducción de 123 kilómetros que transporta el agua de los manantiales del río Moctezuma, a cuatro kilómetros por debajo del Cañón del Infiernillo, en los límites entre Cadereyta, Querétaro y Zimapán, Hidalgo, a la capital Queretana.

## Geografía

### Localización

Ubicación de Santiago de Querétaro respecto al municipio de Querétaro

La ciudad de Santiago de Querétaro se encuentra al oeste del Estado de Querétaro, en el centro de México, al sureste de la macrorregión del Bajío. Es atravesada de oriente a poniente por el río Querétaro, que forma parte de la cuenca del Río Lerma. Desde su fundación en 1531, hasta mediados del siglo XX, el Río Querétaro fue al norte el límite natural de la ciudad; así como al sur fueron las faldas del cerro del Cimatario. Actualmente es complicado delimitar geográficamente a la ciudad de Santiago de Querétaro, pues poco a poco incorpora a su zona metropolitana poblaciones de los municipios de Querétaro, Corregidora y El Marqués, por lo que solamente se consideran parte de Santiago de Querétaro los asentamientos urbanos contiguos al casco histórico de la ciudad que forman parte del municipio de Querétaro.

### Orografía
El municipio de Santiago de Querétaro está conformado por llanuras, lomeríos y sierras. Los lomeríos se conforman de colinas redondeadas que se extienden de sur a norte del municipio.

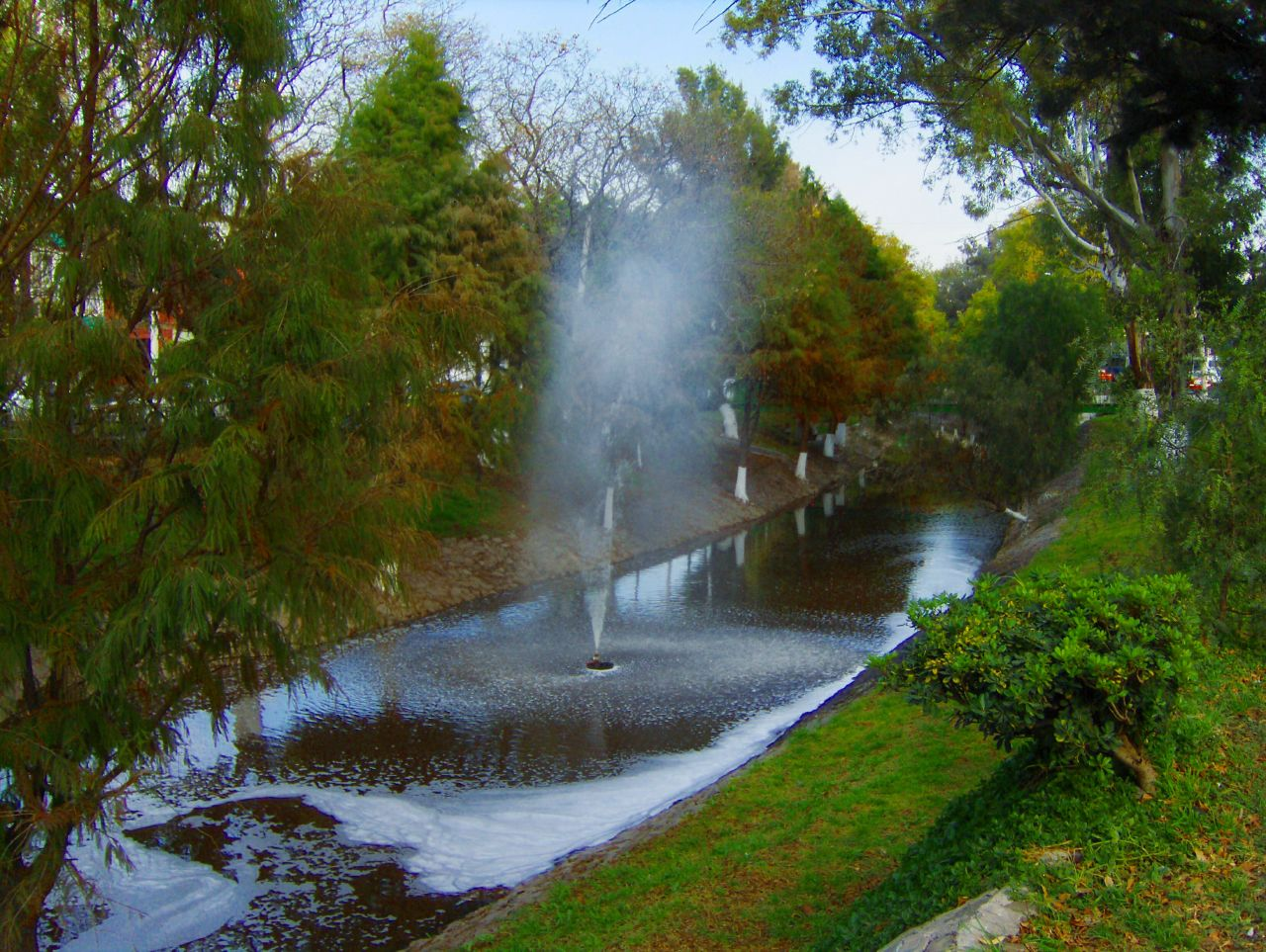
El Río Querétaro atraviesa de este a oeste la ciudad.

La llanura comprende sedimentos aluviales en las partes bajas, laderas de areniscas y conglomerados y, en las partes altas, rocas ígneas extrusivas. Esta región está comprendida desde el poblado de la región norte denominado Ojo de Agua, y se prolonga hacia el sur por los poblados de La Barreta, La Estacada, La Huerta, Casa Blanca, Santa Rosa Jáuregui, El Pie, Jurica, El Salitre, Santa María del Zapote, Tlacote, San Pedro Mártir y Peñuelas.
La altura de este municipio varía de 1900 a 2150 m s. n. m. No obstante, se tienen algunas elevaciones mayores como El Buey (2210 m s. n. m.), Pie de Gallo (2340 m s. n. m.), El Patol (2460 m s. n. m.), La Rochera (2650 m s. n. m.), El Pinalito (2720 m s. n. m.) y por último pero no menos importante, el cerro del Cimatario (2350 m s. n. m.); este último, realmente es un volcán extinto y es muy visible desde la ciudad de Santiago de Querétaro; por lo cual es un punto de referencia desde cualquier parte de la ciudad. La llanura en el municipio se desarrolla en la ciudad de Santiago de Querétaro y se extiende al noroeste y suroeste con una altitud que varía de 1800 a 1900 m s. n. m.

### Clima
El clima de Santiago de Querétaro es templado, presentando estaciones muy marcadas: un invierno con heladas frecuentes por las noches y pocas precipitaciones pluviales, una primavera seca con temperaturas estables, pero con, un verano cálido y húmedo y un otoño ventoso que a menudo es extremoso. La temporada de lluvias (período de estiaje) va de abril a septiembre.
| Parámetros climáticos promedio de Santiago de Querétaro | Parámetros climáticos promedio de Santiago de Querétaro | Parámetros climáticos promedio de Santiago de Querétaro | Parámetros climáticos promedio de Santiago de Querétaro | Parámetros climáticos promedio de Santiago de Querétaro | Parámetros climáticos promedio de Santiago de Querétaro | Parámetros climáticos promedio de Santiago de Querétaro | Parámetros climáticos promedio de Santiago de Querétaro | Parámetros climáticos promedio de Santiago de Querétaro | Parámetros climáticos promedio de Santiago de Querétaro | Parámetros climáticos promedio de Santiago de Querétaro | Parámetros climáticos promedio de Santiago de Querétaro | Parámetros climáticos promedio de Santiago de Querétaro | Parámetros climáticos promedio de Santiago de Querétaro |
| Mes                                                     | Ene.                                                    | Feb.                                                    | Mar.                                                    | Abr.                                                    | May.                                                    | Jun.                                                    | Jul.                                                    | Ago.                                                    | Sep.                                                    | Oct.                                                    | Nov.                                                    | Dic.                                                    | Anual                                                   |
| ------------------------------------------------------- | ------------------------------------------------------- | ------------------------------------------------------- | ------------------------------------------------------- | ------------------------------------------------------- | ------------------------------------------------------- | ------------------------------------------------------- | ------------------------------------------------------- | ------------------------------------------------------- | ------------------------------------------------------- | ------------------------------------------------------- | ------------------------------------------------------- | ------------------------------------------------------- | ------------------------------------------------------- |
| Temp. máx. abs. (°C)                                    | 27.4                                                    | 33.3                                                    | 33.4                                                    | 37.0                                                    | 36.8                                                    | 35.5                                                    | 32.5                                                    | 31.3                                                    | 30.5                                                    | 32.0                                                    | 29.6                                                    | 28.2                                                    | 37.0                                                    |
| Temp. máx. media (°C)                                   | 23.0                                                    | 24.6                                                    | 27.6                                                    | 29.5                                                    | 30.7                                                    | 29.2                                                    | 26.9                                                    | 26.8                                                    | 25.7                                                    | 25.9                                                    | 24.5                                                    | 23.5                                                    | 26.5                                                    |
| Temp. media (°C)                                        | 15.1                                                    | 16.2                                                    | 18.7                                                    | 20.7                                                    | 22.5                                                    | 21.9                                                    | 20.4                                                    | 20.3                                                    | 19.5                                                    | 18.6                                                    | 16.9                                                    | 15.5                                                    | 18.9                                                    |
| Temp. mín. media (°C)                                   | 7.1                                                     | 7.8                                                     | 9.8                                                     | 12.0                                                    | 14.3                                                    | 14.6                                                    | 13.9                                                    | 13.7                                                    | 13.3                                                    | 11.2                                                    | 8.9                                                     | 7.5                                                     | 11.2                                                    |
| Temp. mín. abs. (°C)                                    | −2.8                                                    | −1.8                                                    | 0.5                                                     | 2.6                                                     | 1.9                                                     | 4.5                                                     | 4.4                                                     | 8.6                                                     | 5.6                                                     | 1.8                                                     | −1.5                                                    | −1.5                                                    | −2.8                                                    |
| Precipitación total (mm)                                | 15.3                                                    | 8.8                                                     | 3.6                                                     | 15.2                                                    | 42.8                                                    | 95.4                                                    | 130.8                                                   | 84.9                                                    | 70.1                                                    | 40.4                                                    | 9.9                                                     | 10.3                                                    | 527.5                                                   |
| Días de precipitaciones (≥ 0.1 mm)                      | 2.8                                                     | 2.2                                                     | 1.2                                                     | 2.3                                                     | 6.4                                                     | 8.7                                                     | 12.1                                                    | 8.9                                                     | 8.2                                                     | 4.7                                                     | 1.9                                                     | 1.8                                                     | 61.2                                                    |
| Fuente: Servicio Meteorológico Nacional                 |                                                         |                                                         |                                                         |                                                         |                                                         |                                                         |                                                         |                                                         |                                                         |                                                         |                                                         |                                                         |                                                         |

## Demografía

### Población

Vista panorámica de Juriquilla, en la zona norte de Querétaro.

En 2005, la población de la ciudad de Santiago de Querétaro era de 596 450 habitantes, y, la del municipio, de 732 222 habitantes, mientras que su zona metropolitana alcanzaba una población de 950 828 habitantes. De acuerdo con los resultados preliminares del XIII censo de población y vivienda, al 12 de junio de 2010 había 626 517 habitantes en la ciudad y 801 940 habitantes en el municipio, mientras que su zona metropolitana alcanzó 1 286 978 habitantes, mientras que el censo de 2020 arroja una población para la ciudad de 794 798 y 1 049 077 en el municipio, mientras que su Zona Metropolitana alcanzó 1 594 212, lo que la convirtió en la octava zona metropolitana más grande del país superando a La Laguna y Ciudad Juárez que en 2010 eran más pobladas. Además, Santiago de Querétaro es la segunda ciudad más grande de la macrorregión del bajío, solo después de León, Guanajuato.
Notas
      Fuente:Instituto Nacional de Estadística y Geografía
- Censos de población (1895 - 1990, 2000, 2010 y 2020)[30]
- Conteos de Población (1995 y 2005)[30]

La esperanza de vida al nacer para hombre y mujeres queretanos es igual al promedio nacional: 71.8 años y 71.3 años, respectivamente. Debido al cambio de condiciones de vida de 10 de los municipios del Estado que están dejando de ser agricultores o campesinos para albergar desarrollos inmobiliarios o centros comerciales, presentan alto grado de marginación, lo cual aumenta el número de queretanos que emigra a los Estados Unidos o a la Gran Capital de Querétaro en busca de una mejor calidad de vida, ahora se sabe que 9 de cada 1000 habitantes del estado emigran cada año, encontrándose bajo de la media nacional donde el promedio nacional es de 16 de cada 1000.
El nivel de escolaridad promedio para los habitantes mayores de 15 años es de 8,3 años, promedio superior al nacional. Por lo tanto, el 10 % de los mismos ha completado su educación profesional. Sin embargo, el 5 % de los niños menores de 15 años no asiste a la escuela.
En cuanto a diversidad cultural, el 2 % de los queretanos pertenecen a alguna etnia indígena, la mayoría de los cuales habla otomí. El náhuatl, el mazahua y el zapoteco también cuentan con representantes en el estado.
El 83 % de la tradicional sociedad queretana declara profesar la religión católica.

### Zona metropolitana
La Zona Metropolitana de Querétaro, es un conjunto de poblaciones conurbanas y relacionadas por su cercanía a la población de Santiago de Querétaro, en el estado de Querétaro. De acuerdo con el último conteo y delimitación oficial realizada en 2010 en conjunto por el INEGI, el CONAPO y la SEDESOL, es la décima zona metropolitana más poblada de México al acumular un total de 1 323 640 habitantes en 2015.

#### Partes integrantes
- 22014 Querétaro
- 22006 Corregidora
- 22011 El Marqués
- 22008 Huimilpan

### Migración a Santiago de Querétaro
Por factores tan diversos como la educación, la economía, la seguridad y la calidad de vida, en los últimos años ha habido una migración de habitantes del norte y centro del país hacia la ciudad de Santiago de Querétaro.
Querétaro es uno de estados que ganan más población por efecto de la migración interna, precedido por Baja California Sur, Quintana Roo y Colima, Querétaro, donde la ganancia neta de hombres y mujeres representa entre el 2.2 y 10.1 % de su población de 5 años y más.
En el año 2010 el promedio de escolaridad de las mujeres y hombres migrantes es mayor que el de los no migrantes. Los migrantes tienen un
promedio de escolaridad de 10.2 años aprobados, mientras que en los no migrantes es de 8.6 años.
A pesar de estas diferencias entre migrantes y no migrantes, el promedio de escolaridad de los primeros solamente cubre la educación secundaria.
Al observar la distribución de la población migrante con base a su promedio de escolaridad, se puede afirmar que la migración en los estados, a la vez que es selectiva, establece también jerarquías o estatus que obedecen bien sea a la especialización, la vocación o el nivel de desarrollo de los lugares de destino. Querétaro, catalogado como una entidad de emergente industrialización se caracteriza por atraer o ser lugar de destino de los migrantes recientes con mayor promedio escolar (11.9 años). En tanto que Baja California y Oaxaca son receptores de los migrantes recientes con menor promedio educativo (9 años).
Los estados con más población que emigra a Querétaro es D.F., Edo. de México, Veracruz, Oaxaca, entre otros. Siendo el principal motivo reubicación por motivos laborales. Por ese motivo la movilización de la población es constante. Según el censo de Inegi del 2010 cerca del 23.8 % de la población del estado no nació en él siendo bastante común que en la ciudad convivan personas de distintos estados y ciudades, volviendo a sí a la población local como minoría.

### Comunidades extranjeras
La capital cuenta con una población de unos 10,000 residentes extranjeros, provenientes de alrededor de 44 naciones, lo que incrementa la diversidad cultural de la ciudad. Existe un festival anual llamado Festival de Comunidades Extranjeras.
Entre las comunidades más destacadas están la española, que es la segunda comunidad más numerosa del estado, después de la estadounidense. En el estado residen 1935 personas adultas de ciudadanía española según estadísticas de la embajada de España en México realizadas en 2007, de las cuales el 75 % viven en la capital del estado. Otras comunidades importantes son la alemana, la guatemalteca, la italiana, la rusa, la argentina, la griega, la canadiense, la colombiana, la francesa, la ucraniana, la croata, la japonesa, la salvadoreña, la china, la libanesa, la coreana, la polaca, la chilena, la cubana y la peruana.

## Política

### Gobierno
El gobierno del municipio le corresponde al Ayuntamiento, este está conformado por el alcalde y el cabildo integrado por diez regidores, todos son electos mediante voto universal, directo y secreto para un periodo de tres años no reelegibles para el periodo inmediato pero si de forma no continua; las elecciones se llevan a cabo el primer domingo de junio del año correspondiente y el ayuntamiento electo entra a ejercer su cargo el día 1 de octubre siguiente.

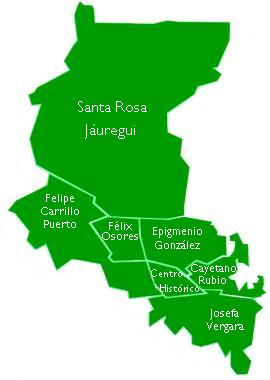
División del municipio de Querétaro.

### Subdivisión administrativa
Para su gobierno interior el municipio de Querétaro se divide en siete delegaciones, las cuales son:
- Centro histórico
- Cayetano Rubio
- Epigmenio González
- Felipe Carrillo Puerto
- Félix Osores Sotomayor
- Josefa Vergara y Hernández
- Santa Rosa Jáuregui

### Representación legislativa
Para la elección de Diputados locales al Congreso de Querétaro y de Diputados federales al Congreso de la Unión, el municipio de Querétaro se encuentra integrado en los siguientes distritos electorales:
Local:
- Distrito Local Electoral 1 de Querétaro con cabecera en la ciudad de Santiago de Querétaro.
- Distrito Local Electoral 2 de Querétaro con cabecera en la ciudad de Santiago de Querétaro.
- Distrito Local Electoral 3 de Querétaro con cabecera en la ciudad de Santiago de Querétaro.
- Distrito Local Electoral 4 de Querétaro con cabecera en la ciudad de Santiago de Querétaro.
- Distrito Local Electoral 5 de Querétaro con cabecera en la ciudad de Santiago de Querétaro.
- Distrito Local Electoral 6 de Querétaro con cabecera en la ciudad de Santiago de Querétaro.

Federal:
- Distrito electoral federal 1 de Querétaro con cabecera en la ciudad de Santiago de Querétaro.
- Distrito electoral federal 2 de Querétaro con cabecera en la ciudad de Santiago de Querétaro.
- Distrito electoral federal 3 de Querétaro con cabecera en la ciudad de Santiago de Querétaro.
- Distrito electoral federal 4 de Querétaro con cabecera en la ciudad de Santiago de Querétaro.
- Distrito electoral federal 5 de Querétaro con cabecera en la ciudad de Santiago de Querétaro

### Presidentes municipales
| Presidente municipal                | Periodo                 | Partido |
| ----------------------------------- | ----------------------- | ------- |
| Braulio Guerra Malo                 | 1988 - 1991             |         |
| Alfonso Ballesteros Negrete         | 1991 - 1994             |         |
| Jesús Rodríguez Hernández           | 1994 - 1997             |         |
| Norandino Rubio Espinoza (interino) | 1997                    |         |
| Francisco Garrido Patrón            | 1997 - 2000             |         |
| Rolando García Ortiz                | 2000 - 2003             |         |
| Armando Rivera Castillejos          | 2003 - 2006             |         |
| Manuel González Valle               | 2006 - 2009             |         |
| Francisco Domínguez Servién         | 2009 - 2011             |         |
| María del Carmen Zúñiga Hernández   | 2011 - 2012             |         |
| Roberto Loyola Vera                 | 2012 - 2015             |         |
| Marcos Aguilar Vega                 | 2015 - 2018             |         |
| Luis Bernardo Nava Guerrero         | 2018 - 2021 2021 - 2024 |         |
| Felipe Fernando Macías Olvera       | Desde 2024              |         |

## Economía

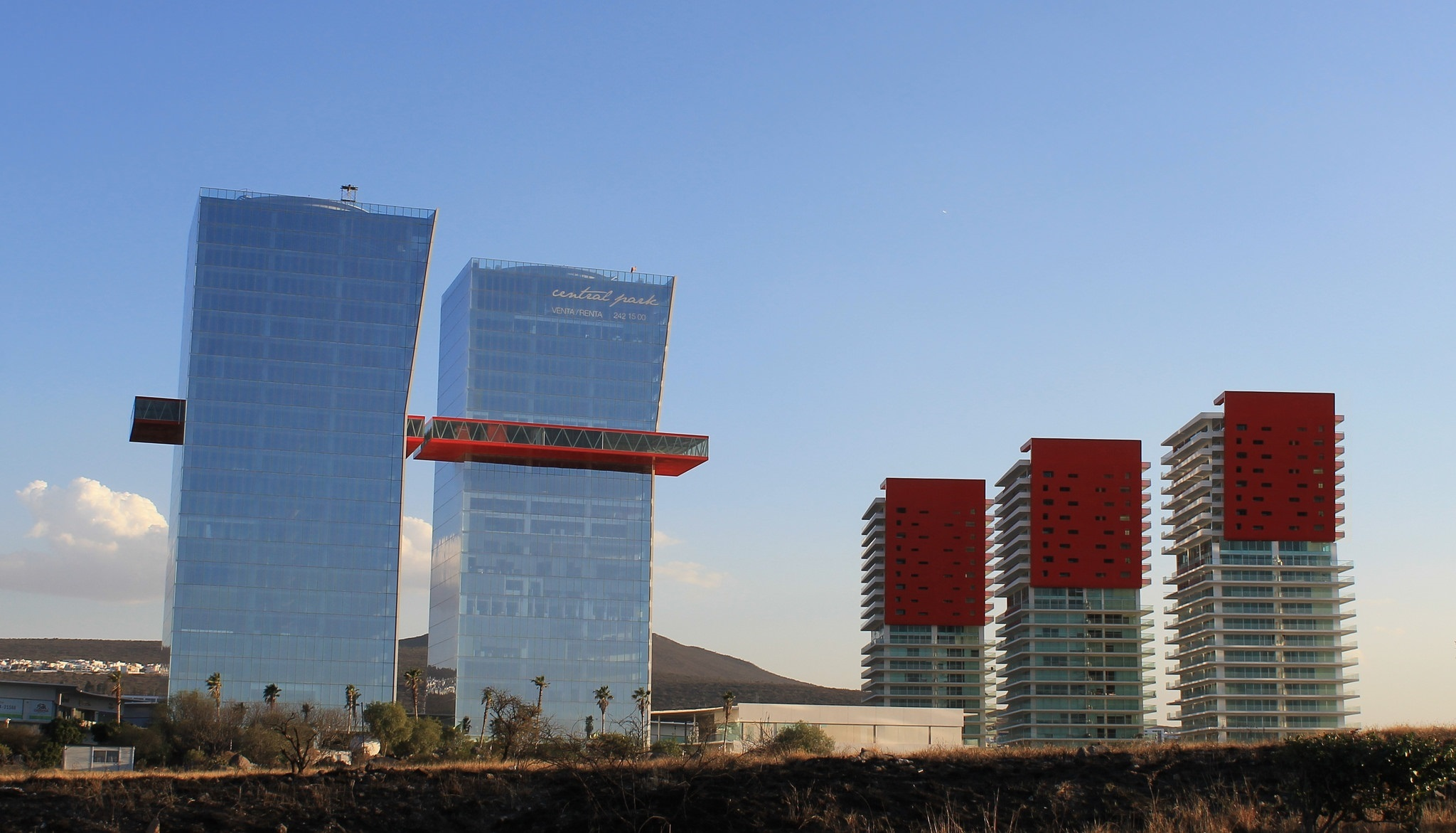
Complejo Central Park.

Al inicio del siglo XX la principal actividad económica era la agropecuaria, y en la segunda parte de dicho siglo comenzaron a desarrollarse con mayor intensidad los sectores industrial, de comercio y de servicios. El lento crecimiento industrial de la ciudad, iniciado en los años 50’s, empezó a desarrollarse a partir de 1960-1970, cuando se abrieron las zonas o parques industriales que forman el corredor industrial Querétaro-San Juan del Río. La ciudad de Santiago de Querétaro, ha captado el mayor crecimiento industrial de la entidad y es el principal núcleo industrial en la zona central de México conocida como el El Bajío. Destacan la “Zona Industrial Benito Juárez”, el “Parque Industrial Querétaro”, el “Parque Industrial Jurica”, el "Parque Industrial Peñuelas", y finalmente el “Parque La Montaña”.
Por su privilegiada situación geográfica Santiago de Querétaro es desde el siglo XVII una ciudad con gran intercambio comercial, al estar situada entre la Ciudad de México y el norte de México, las principales actividades de la ciudad son la industria siendo una de las poblaciones de mayor actividad económica en México: industria automotriz, aeronáutica, alimentos, lácteos, comercio, investigación y desarrollo, educación superior, producción de vinos y vid, vidrio y turismo.
Para inicios del 2011 se estima que la ciudad de Santiago de Querétaro y área metropolitana aportan el 67 % del PIB del estado, teniendo un PIB la ciudad de $14 466,173 913.04 dólares americanos y un PIB per cápita de $13 628.42 por lo que se le puede considerar una ciudad rica en el estándar mexicano que cuenta con un PIB per cápita medio de $10 170.35.
En 2010 la ciudad presentó un crecimiento económico de 7.20 % muy superior al crecimiento nacional de 4.2 %.
En el 2010 la ciudad también presentó un crecimiento acelerado en los bienes raíces. Los bienes inmuebles en Querétaro al 2020 siguen manteniendo mejores precios que la Ciudad de México por lo que se está convirtiendo en una ciudad satélite.
En mayo de 2011 la ciudad de Santiago de Querétaro contaba con una tasa de desempleo de 5.46 %, muy similar a la nacional.
Han influido varios factores para el desarrollo de la economía queretana, entre los que pueden citarse: La cercanía geográfica con la Ciudad de México, a menos de 250 kilómetros; la migración que ha recibido de todo el país; su red carretera; el "clúster" industrial (Celaya, Estado de México y DF); la inversión extranjera directa; el "territorio" turístico que se ha formado con San Miguel de Allende (Guanajuato) y la reserva ecológica en la Sierra Gorda; el turismo nacional e internacional; y por supuesto la alternancia política, que se ha dado en sus cuadros gubernamentales.

### Clúster aeroespacial
Se considera que Querétaro más que un clúster es un modelo de desarrollo para el sector aeronáutico mundial, prueba de ello es que en el año 2005 se creó la Universidad Aeronáutica en Querétaro (UNAQ), la cual es una institución pública de educación superior especializada en formaciones aeronáuticas, en 2009 esta institución había ya capacitado a 189 personas en el ámbito aeronáutico, y fue así que se dio un paso trascendente en su historia por conquistar uno de los sectores más competitivos de la industria internacional aeronáutica,  ya que gracias a su iniciativa se logra que México sea el quinto proveedor de piezas aeronáuticas hacia Europa y el octavo para Norteamérica. No se trata tan sólo de un proyecto manufacturero o fabril, sino la integración de diversos factores como el educativo y las comunicaciones que facilitan y mejoran la producción y la competitividad.

Universidad Aeronáutica de Querétaro

## Turismo
La Zona de Monumentos Históricos de Querétaro, declarada por la Unesco como Patrimonio Cultural de la Humanidad en 1996, es una visita recomendada para el turista, que encuentra una ciudad barroca perfectamente conservada con templos, conventos, edificios civiles y calles armoniosamente trazadas, y con una notable limpieza y seguridad. Actualmente la ciudad es un foco para turistas internacionales y nacionales posicionándose como el destino sin playa más visitado de México.
|                        |
| Acueducto de Querétaro |

|                       |
| Catedral de Querétaro |

|                                 |
| Templo de San Francisco de Asís |

|                                    |
| Panteón de los Queretanos Ilustres |

|                        |
| Casa de la Corregidora |

### QuereBús

QuereBus.

Sistema de tranvía moderno de 2 pisos con capacidad de 45 personas que realizan recorridos turísticos por varios puntos de la ciudad como lo son:
- Jardín de la corregidora.

- Templo de san Antonio.
- Monumento a Ignacio Pérez.
- Río Querétaro.
- Molino san Antonio.
- El acueducto.
- Descenso en el mirador.
- Fuente del márques.
- Fuente del ahorcado.
- Alameda Miguél Hidalgo.
- Bellas artes.
- Plaza constitución.
- Templo de san Francisco.
- Jardín Zenea.

### Hotelería
En el año 2000 Santiago de Querétaro contaba con 59 hoteles (desde 1 a 5 estrellas) con un nivel anual de ocupación para el primer semestre del 2002 del 63.66 %. El total de turistas que estuvieron y visitaron en el 2000 Santiago de Querétaro fue de 1 070 685. A partir del año 2004 comenzó un gran auge en la construcción de hoteles de 5 estrellas.

## Monumentos y sitios de interés

### Patrimonio de la Humanidad
En octubre de 1995 se inició el expediente respectivo, habiéndose convocado a 22 dependencias, empresas, asociaciones e instituciones relacionadas con el patrimonio cultural de Querétaro. Partiendo de aquí, el Instituto Nacional de Antropología e Historia (INAH) elaboró el expediente definitivo. Mediante gestiones realizadas por el gobernador y el alcalde, México presentó a Querétaro en la lista de sitios candidatos a formar parte del patrimonio mundial de la Organización de las Naciones Unidas para la Educación, la Ciencia y la Cultura (Unesco).
- El 5 de diciembre de 1996, durante la XX reunión del Comité del Patrimonio Mundial verificada en Mérida, se inscribió la Zona de Monumentos de Santiago de Querétaro en la Lista del Patrimonio Cultural de la Humanidad. Con esta designación, el pueblo y el gobierno se obligan a proteger, conservar, revalorar, difundir y rehabilitar la herencia cultural de la ciudad.
- El 2 de agosto de 2010, el Comité del Patrimonio Mundial reunido en Brasilia en su XXXIV sesión, inscribió como Patrimonio Cultural de la humanidad al "Camino Real de Tierra Adentro", del que la ciudad ha sido siempre considerada como "puerta" de tan importante "Ruta de la Plata".

### Arquitectura civil
- Acueducto de Querétaro: Símbolo de la ciudad desde que se terminó en 1735. El acueducto completo mide 8932 m de longitud y la monumental arquería es de 1280 m. Su altura máxima exacta es de 28.42 m, con 75 arcos de medio punto, similar a las construcciones romanas de su tipo.
- Teatro de la República: originalmente llamado "Iturbide", fue sede de 3 eventos cruciales en la historia mexicana:

1. Estreno del Himno Nacional Mexicano, simultáneamente con otras ciudades, en 1854.
2. El juicio al emperador Maximiliano de Habsburgo y de sus generales Miguel Miramón y Tomás Mejía, en 1867.
3. Debate y promulgación de la Constitución Política de los Estados Unidos Mexicanos de 1917, en enero y febrero de ese año.

- Casa de la Corregidora: (doña Josefa Ortiz de Domínguez) sede del corregimiento de Querétaro, donde se reunían Hidalgo, Allende y otros para planear la Independencia de México. El 15 de septiembre de 1810 se adelantaron los planes, y de aquí salió el mensaje que desencadenó el Grito y la Guerra de Independencia. Actualmente es Palacio de Gobierno del Estado.
- Academia de Bellas Artes: construcción de estilo neoclásico inaugurada en 1805. En su salón de actos o "salón ovalado" fue donde el presidente Don Manuel de la Peña y Peña citó al Congreso Nacional para tratar el cese de las hostilidades entre México y los Estados Unidos por medio del tratado de Guadalupe Hidalgo. Este fue firmado en la casa provisional del presidente, que también se encuentra en Querétaro.
- Reales Colegios de San Ignacio y San Francisco Javier: fundados como colegios jesuitas, no recibieron el título de Reales y Pontíficios Colegios Seminarios sino hasta la segunda mitad del siglo XVIII. La expulsión de la Orden de la Compañía de Jesús el 25 de junio de 1767 ocasionó su clausura. Fueron reabiertos en 1771 y entre 1863 y 1950 se le llamó Colegio Civil de Querétaro. Actualmente es sede de algunas facultades de la Universidad Autónoma de Querétaro.
- Gran Hotel de Querétaro: en el lugar donde se encontraban las ruinas de las 4 capillas del Convento Grande de San Francisco de Asís, se propuso construir un nuevo palacio de gobierno, pero no se llevó a cabo y el predio fue vendido a Don Cipriano Bueno quien construyó entre 1890-1893 este lujoso hotel.
- Casa de la Marquesa: Esta casa fue construida para don Francisco Alday, en ella vivió un descendiente indirecto del II Marqués del Villar del Águila, cuando este ya había muerto, por lo que realmente no fue construida por él para su esposa. Aquí se hospedó Agustín de Iturbide en 1824. Actualmente es uno de los hoteles más exclusivos de México.
- Casa de Ecala: Construcción con fachada de cantera labrada al estilo barroco del siglo XVIII, representa un ejemplo de la arquitectura civil de la época;[46] perteneció al Regidor don Tomás López de Ecala y Baquedano. Fue sede de la Secretaría de Comunicaciones y Transportes, siendo presidente don Venustiano Carranza. Actualmente se encuentran allí las oficinas de Sistema para el Desarrollo Integral de la Familia del Estado de Querétaro.[47]
- Otras casonas queretanas: ejemplos de bellas construcciones del siglo XVIII, siglo de máximo esplendor para la ciudad, son las casonas que principalmente se encuentran en los alrededores del Andador 5 de Mayo, la plaza de la Independencia y la calle de Hidalgo: casa de Don Bartolo, sede de una de las leyendas más famosas de la ciudad; la “Casa de los Perros”, llamada así por las gárgolas que lo adornan en forma de canes; La Casona de los Cinco Patios, que sirvió como residencia provisional a Maximiliano y luego a Porfirio Díaz.
- Fuentes queretanas: con la llegada del agua gracias al acueducto, se construyeron bellas fuentes barrocas de las cuales se conservan sólo algunas y no todas corresponden a la misma época. En la primera mitad del siglo XVIII la ciudad contaba con más de 70 fuentes públicas y otras más en residencias privadas

Arquitectura civil en el estado de Querétaro.
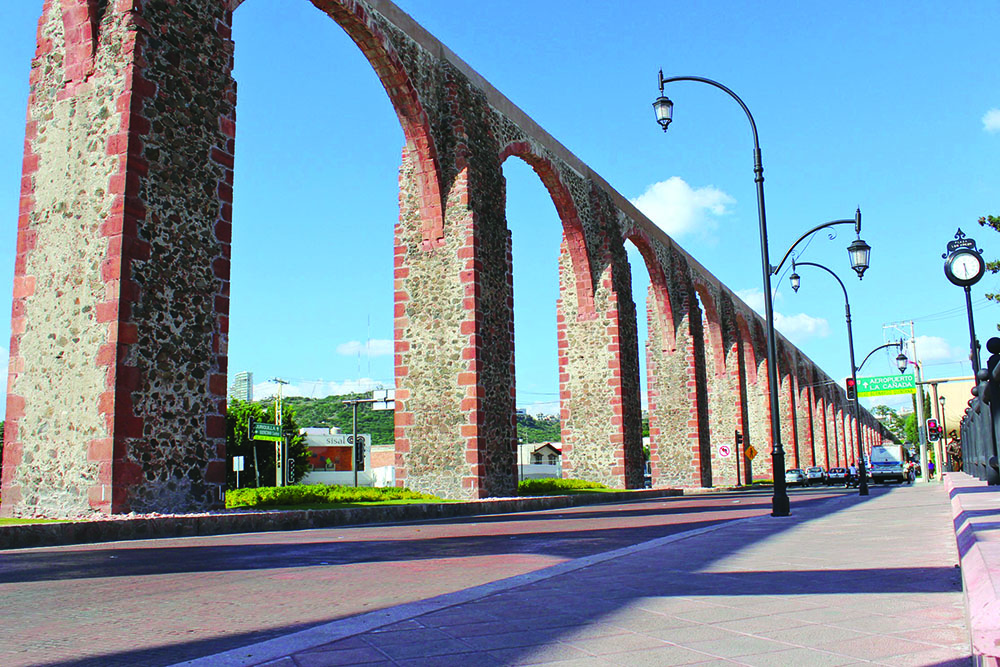
Acueducto de Querétaro
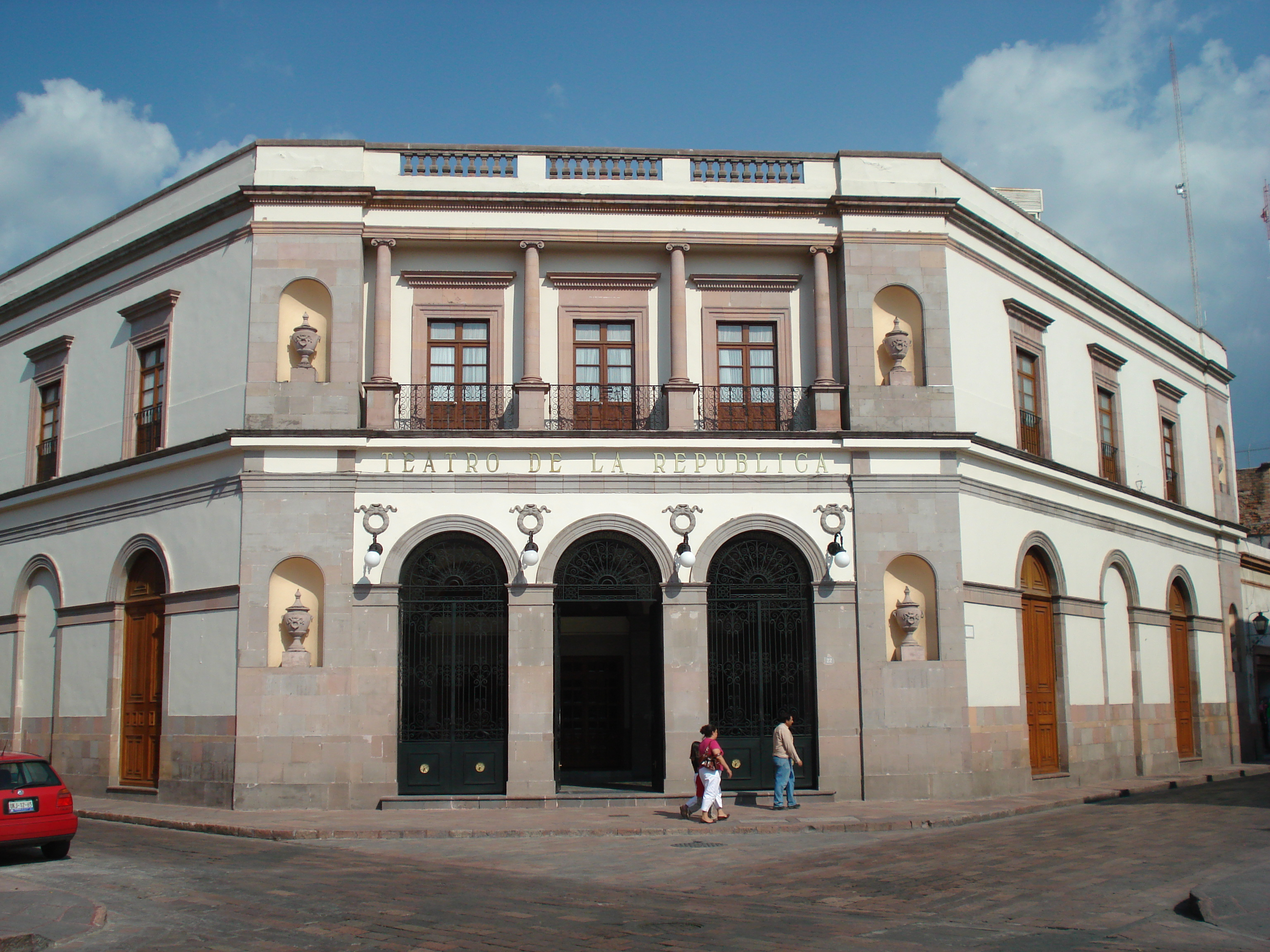
Teatro de la República
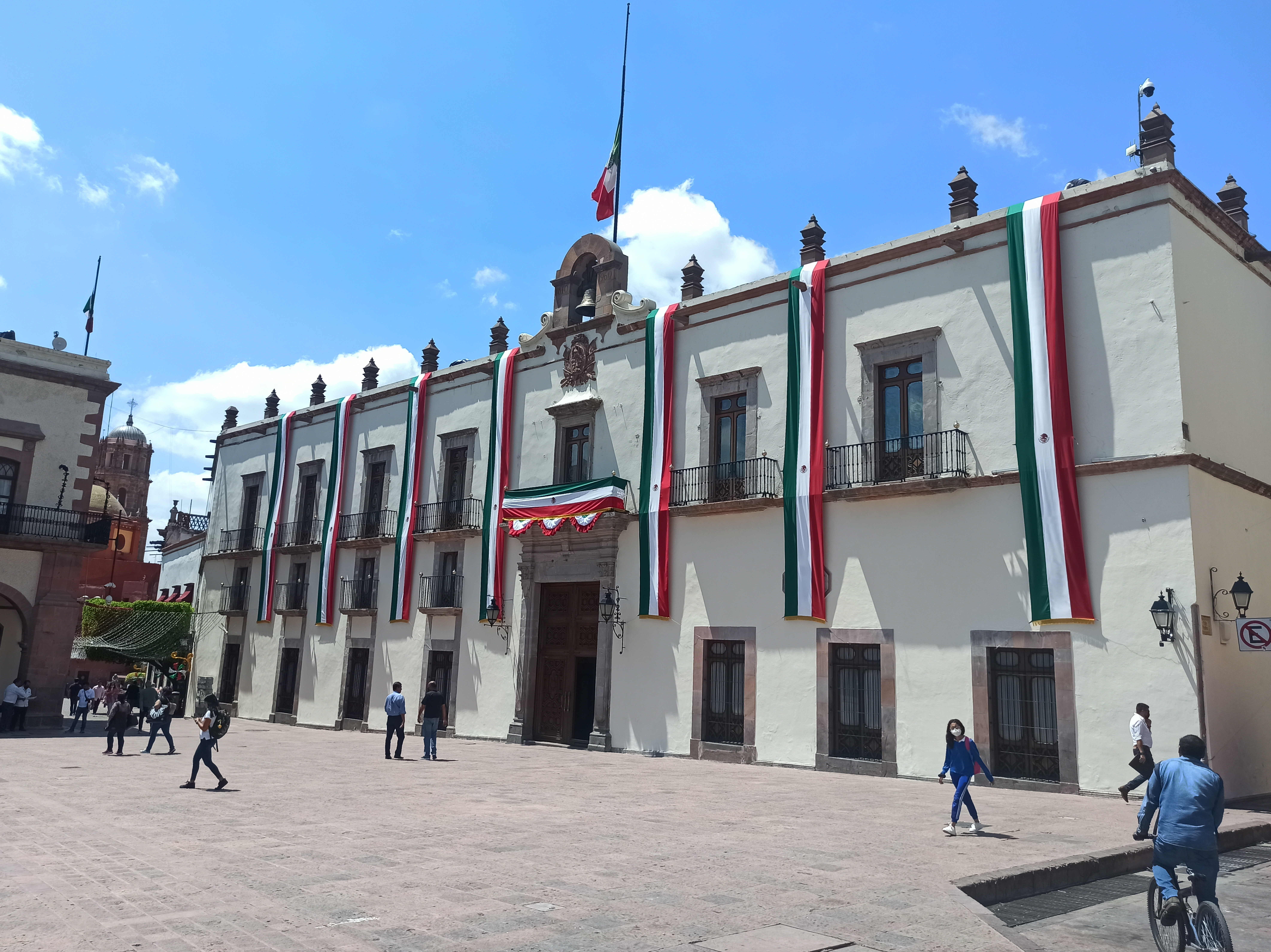
Casa de la Corregidora
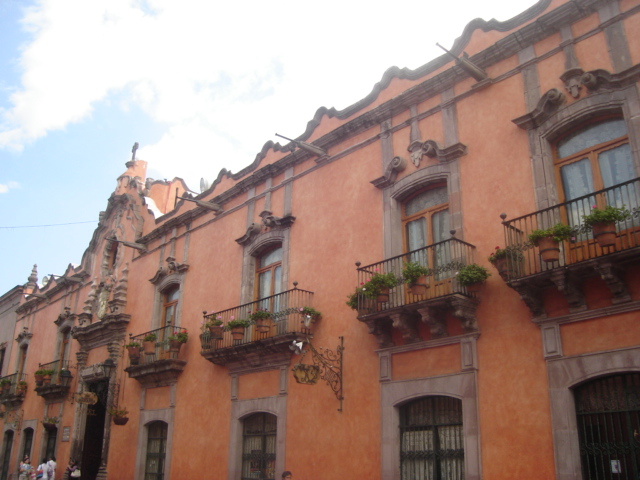
Casa de la Marquesa
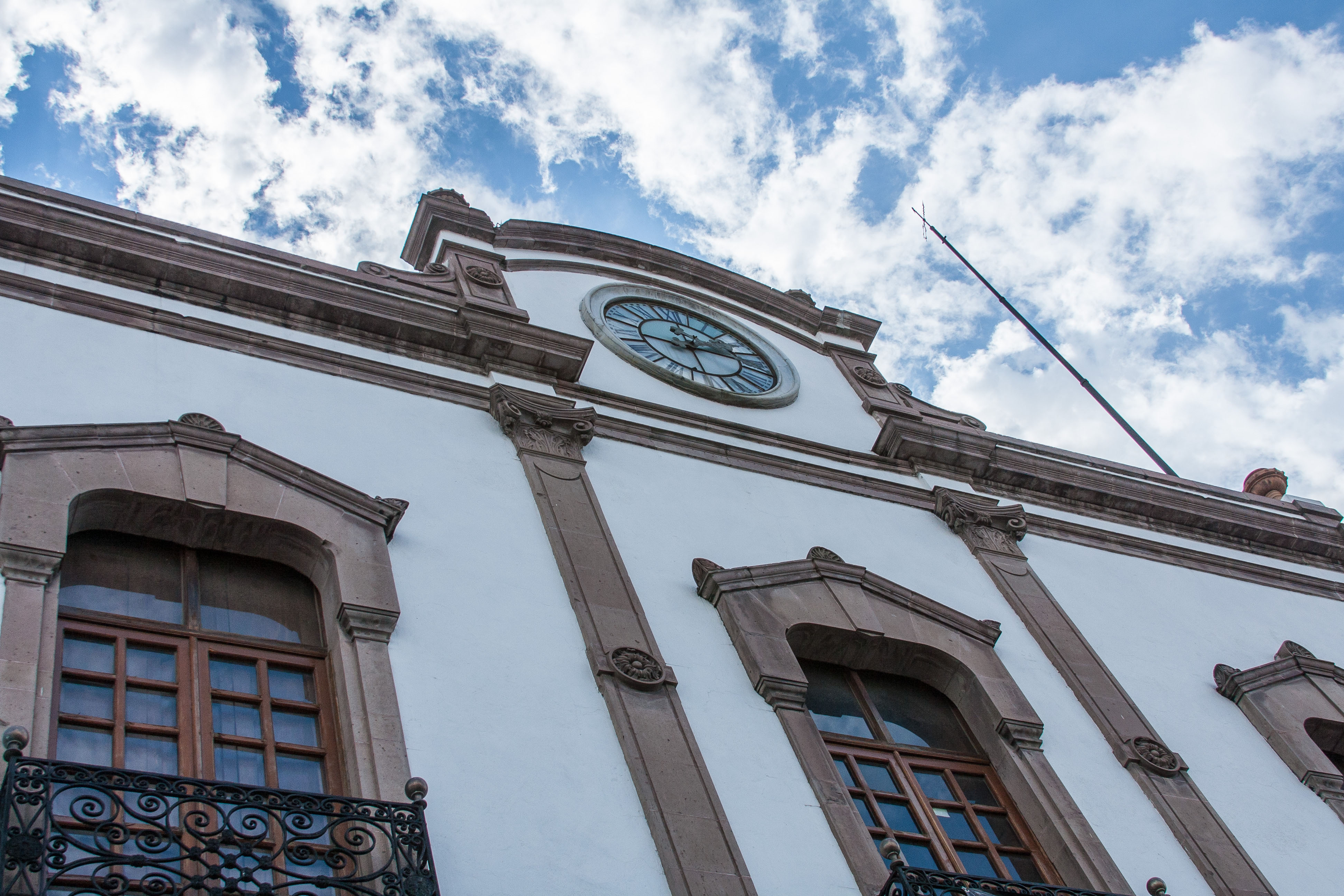
Biblioteca Central del Estado
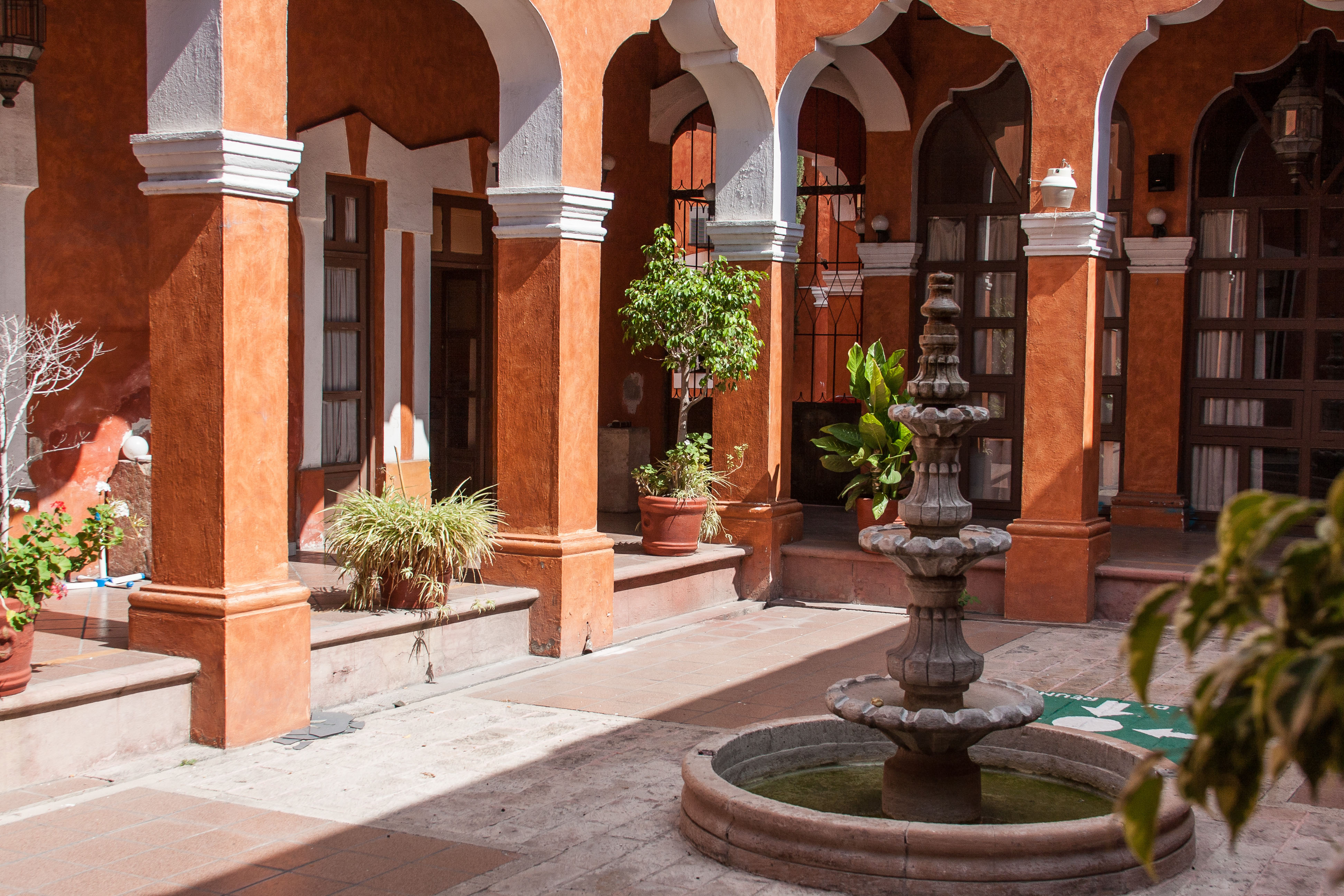
Servicio Postal Mexicano
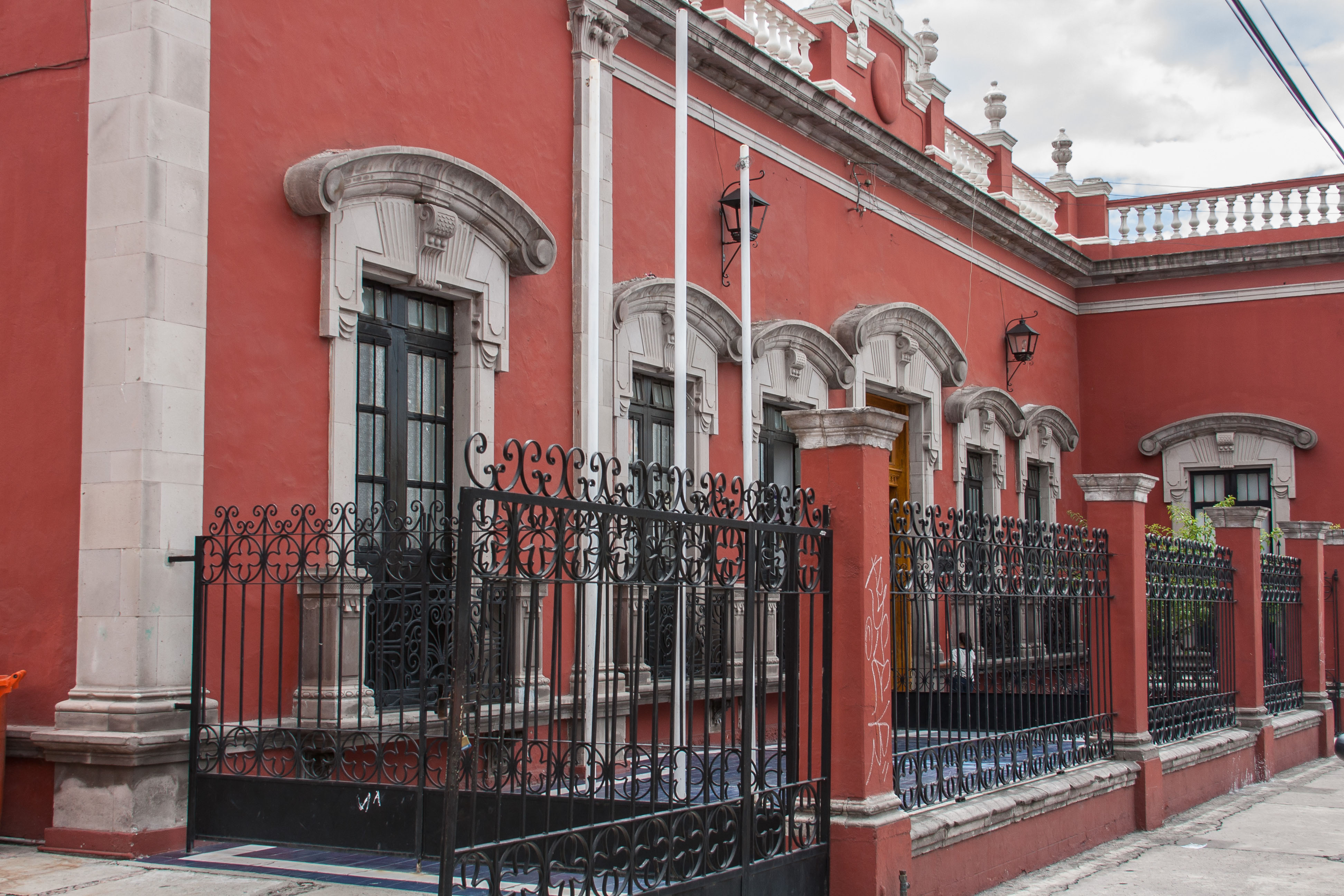
Archivo Histórico
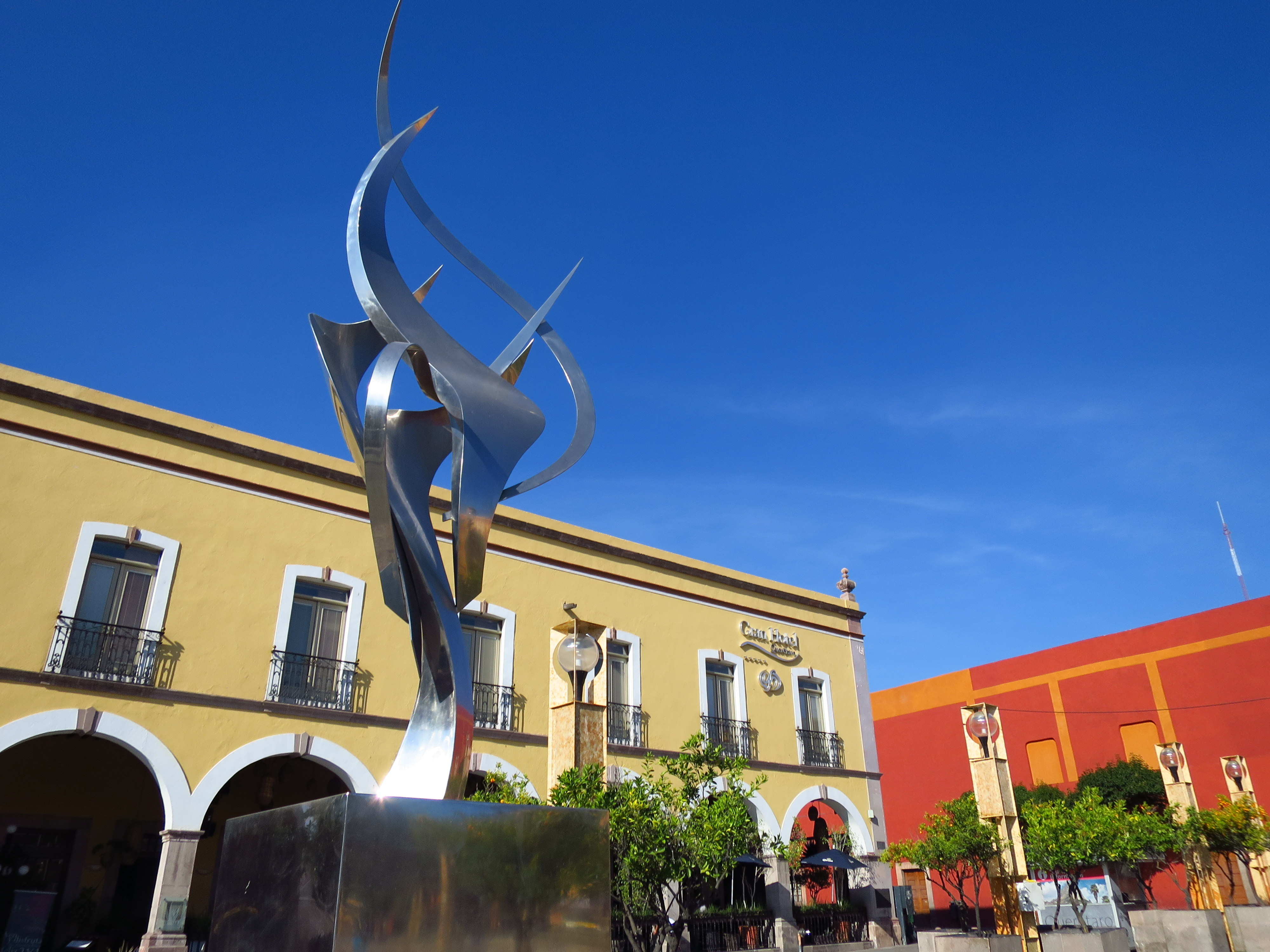
Gran Hotel de Querétaro
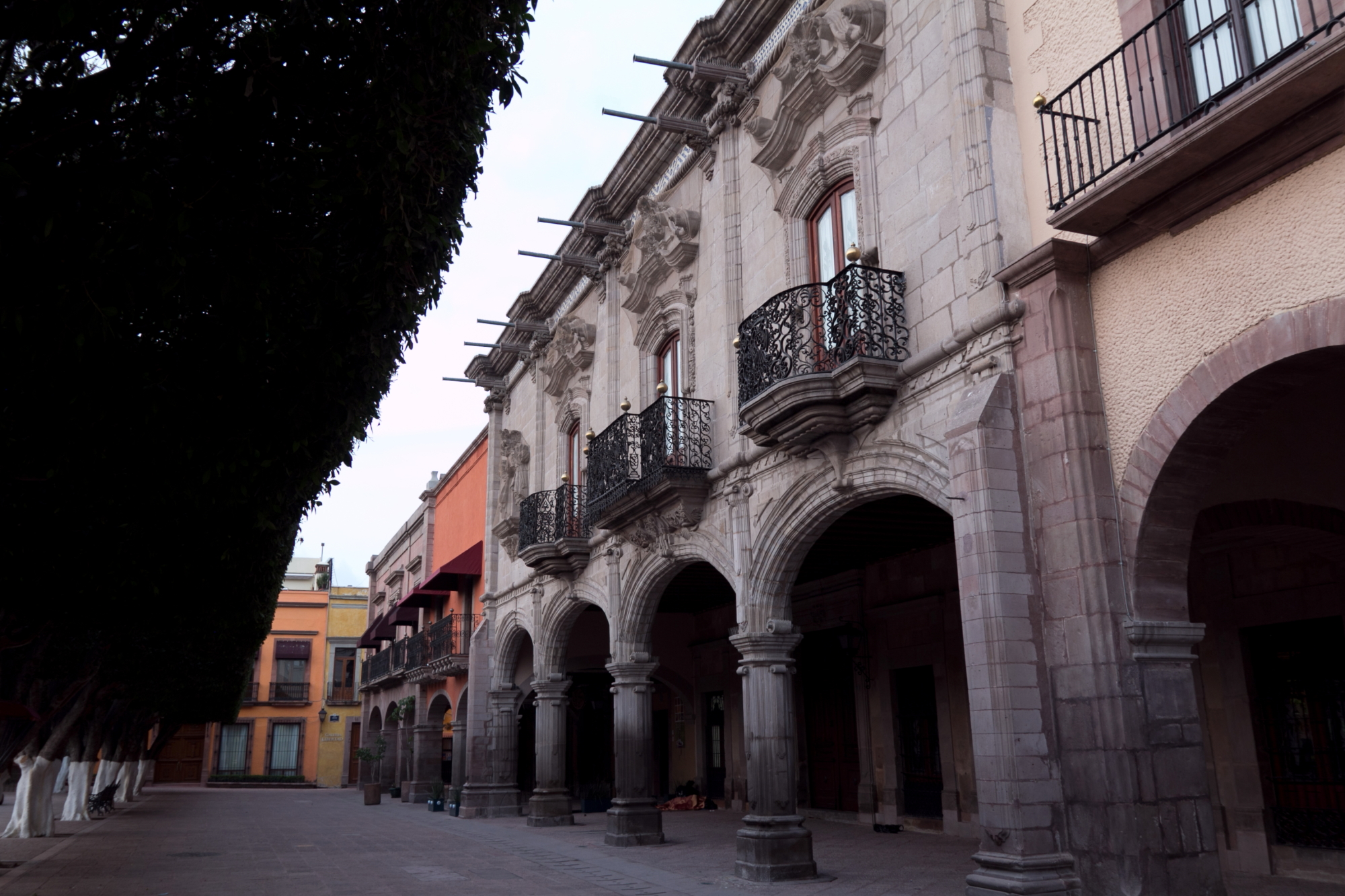
Casa de Ecala

### Arquitectura religiosa
- Templo y exconvento de San Agustín: cuenta con una fachada con esculturas de Cristo crucificado, San José, La Virgen de los Dolores, Sta. Mónica, Sta. Rita, San Fco. y San Agustín. Su cúpula es de las más hermosas de México, por las 8 esculturas de ángeles que rodean su base, vestidos de indios de la región y tocando instrumentos musicales. La torre del templo nunca fue terminada, como la de la catedral, probablemente por falta de presupuesto. Su claustro es considerado el patio barroco más bello de América y una de las mejores muestras del barroco en todo el mundo. El ex convento alberga desde 1988 el Museo de Arte de Querétaro.

- Real Beaterio de Santa Rosa de Viterbo: representa el máximo esplendor que alcanzó el barroco en esta ciudad; con una influencia de arquitectura mudéjar única, es la obra máxima de Ignacio Mariano de las Casas, quien también construyó el reloj monumental (el primer reloj de repetición de América), su órgano y sus bellos retablos. En la sacristía se encuentra el retrato de Sor Ana María de San Francisco y Neve, uno de los mejores cuadros del siglo XVIII.

- Templo y convento de la Santa Cruz: en este templo se venera una cruz de cantera del siglo XVI labrada por manos chichimecas, que representa a la que se vio en la fundación de la ciudad durante la batalla de la loma del Sangremal, el 25 de julio de 1531. El convento fue el primer Colegio Eclesiástico de Propaganda de la Fe en América. De ahí salieron numerosos misioneros como Fray Junípero Serra, constructor de las misiones franciscanas de la Sierra Gorda y de la Alta California. También ha sido de gran importancia para la historia del país: sirvió de prisión para Don Miguel Domínguez y Epigmenio González durante la conspiración, fue tomado por Iturbide para poner fin al régimen virreinal en Querétaro, y fue cuartel y primera prisión de Maximiliano durante el sitio de Querétaro en 1867.

- Templo y exconvento de San Francisco de Asís: primera construcción religiosa de la ciudad, es el templo de mayores dimensiones y fue catedral a principios del siglo XX. Actualmente el ex-convento es ocupado por el Museo Regional.
- Antiguo oratorio de San Felipe Neri, Catedral de Querétaro: A diferencia de casi todas las catedrales del mundo, la de Querétaro no se ubica en a la plaza principal. Es uno de los templos más grandes de la ciudad, y posee la fachada más completa, con una mezcla ecléctica entre Barroco y Neoclásico. Es Catedral de Querétaro desde 1920, aunque el oratorio data de 1786, y fue bendecida por don Miguel Hidalgo, quien ofició la primera misa en 1805.
- Templo de Santa Clara de Asís: lo único que resta del Real Convento de Santa Clara de Asís, uno de los más grandes e importantes de la época colonial (ocupó 4 cuadras y llegaron a vivir dentro más de 500 mujeres), destruido durante la guerra de Reforma. El templo es el más adornado de la ciudad, resaltando sus retablos, rejas y coros. Los retablos fueron construidos entre 1740 y 1770 y han sido considerados como los más exuberantes churriguerescos de la época.
- Santuario de la Congregación: Único templo con dos torres gemelas en Querétaro. Carlos de Sigüenza y Góngora dedicó un libro a las fiestas que se celebraban en honor a la Virgen de Guadalupe en este templo. En el interior se aprecia un majestuoso órgano tubular y la bella pintura de la Virgen de Guadalupe, de Miguel Cabrera.
- Exconvento de las Capuchinas: sede de dos museos, sirvió de última prisión de Maximiliano. Cabe destacar que las monjas capuchinas fueron las que pidieron al marqués la construcción del acueducto.
- Templo y exconvento de Teresitas: máxima expresión del neoclásico en Querétaro. El exconvento funcionó como cuartel y la 2.ª prisión de Maximiliano; actualmente es sede del Obispado de Querétaro y del Conservatorio de Música, fundado por José Guadalupe Velázquez Pedraza.
- Templo y ex convento de El Carmen: uno de los primeros templos de la ciudad, famoso por la cantidad de palomas que se congregan en su plazoleta adyacente.
- Templo de Santo Domingo: con su hermosa capilla del Rosario, fue el cuartel central de operaciones de los misioneros dominicos de la Sierra Gorda.
- Parroquia de Santiago de Querétaro: originalmente templo jesuita de San Ignacio de Loyola, aquí se cantó por primera vez el himno patriótico a la virgen de Guadalupe, en la época que sirvió como Catedral (1887).
- Templo de la Merced.
- Templo de las Carmelitas.
- Templo de San Antonio.
- Parroquia de Santa Ana.
- Templo de San Sebastián.

Arquitectura religiosa en el estado de Querétaro.
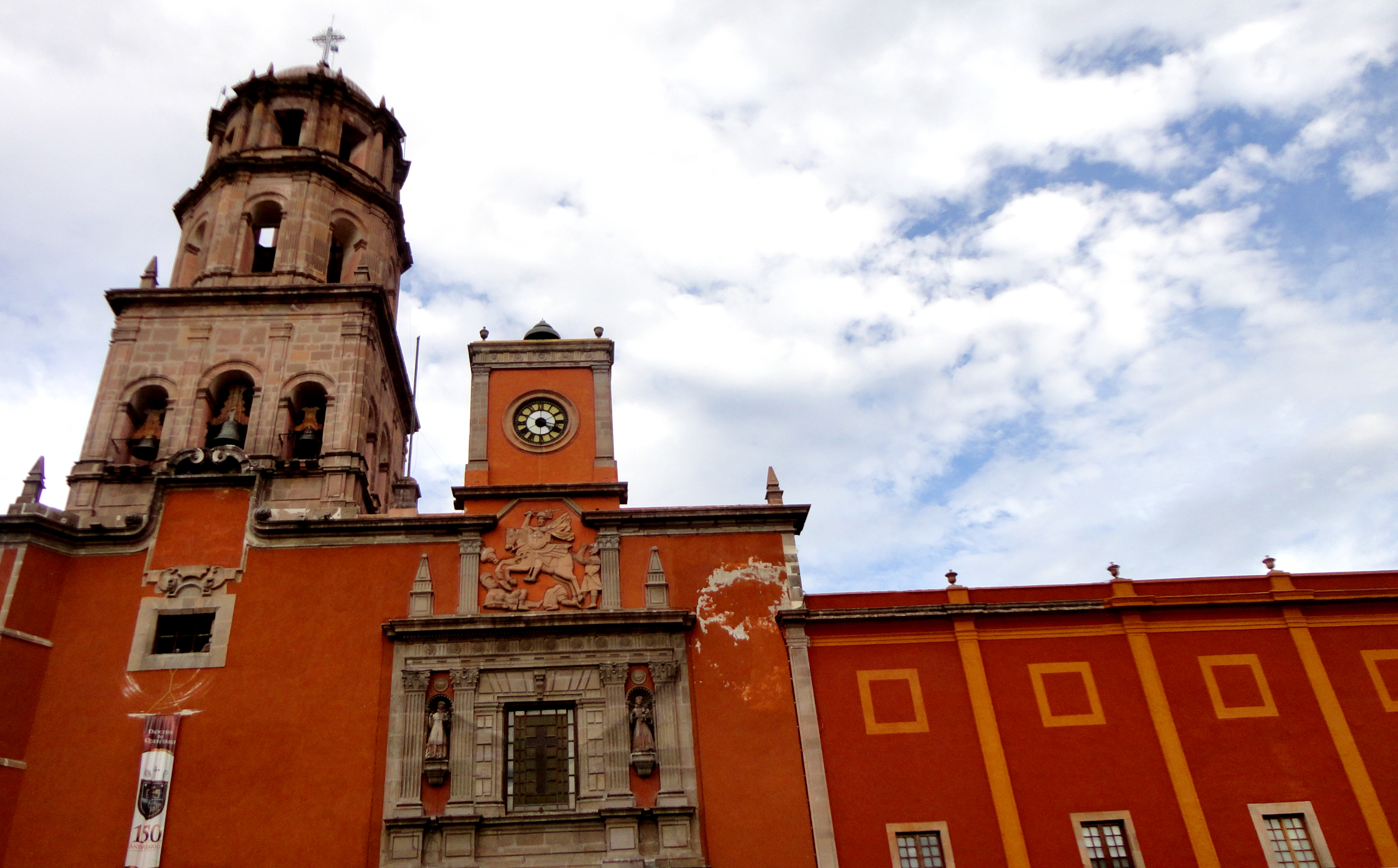
Templo de San Francisco de Asís.
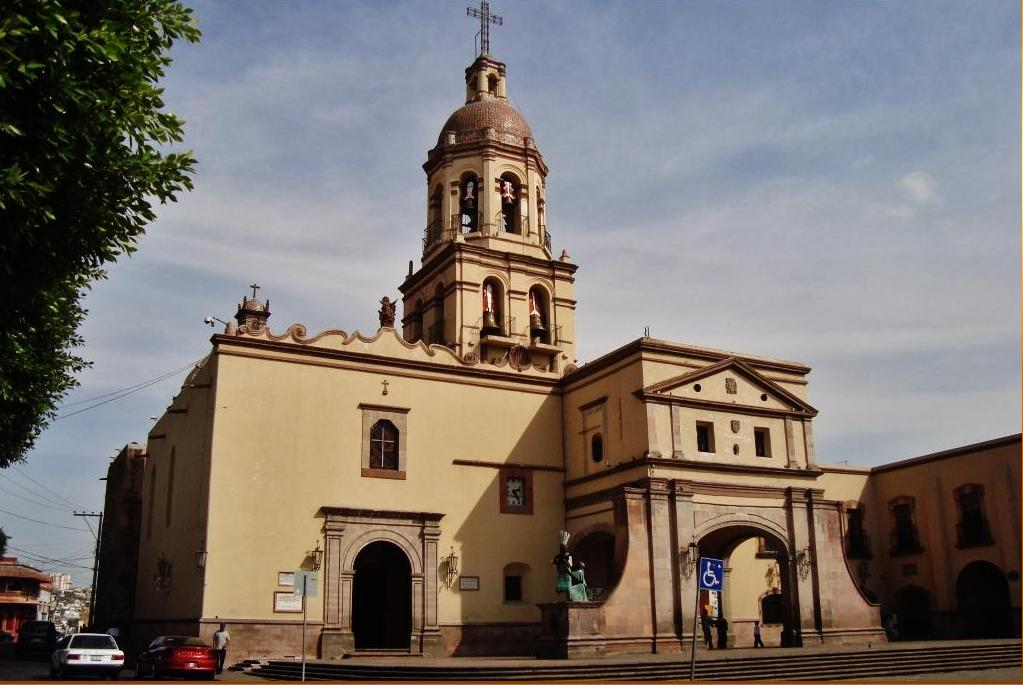
Templo y exconvento de la Cruz.
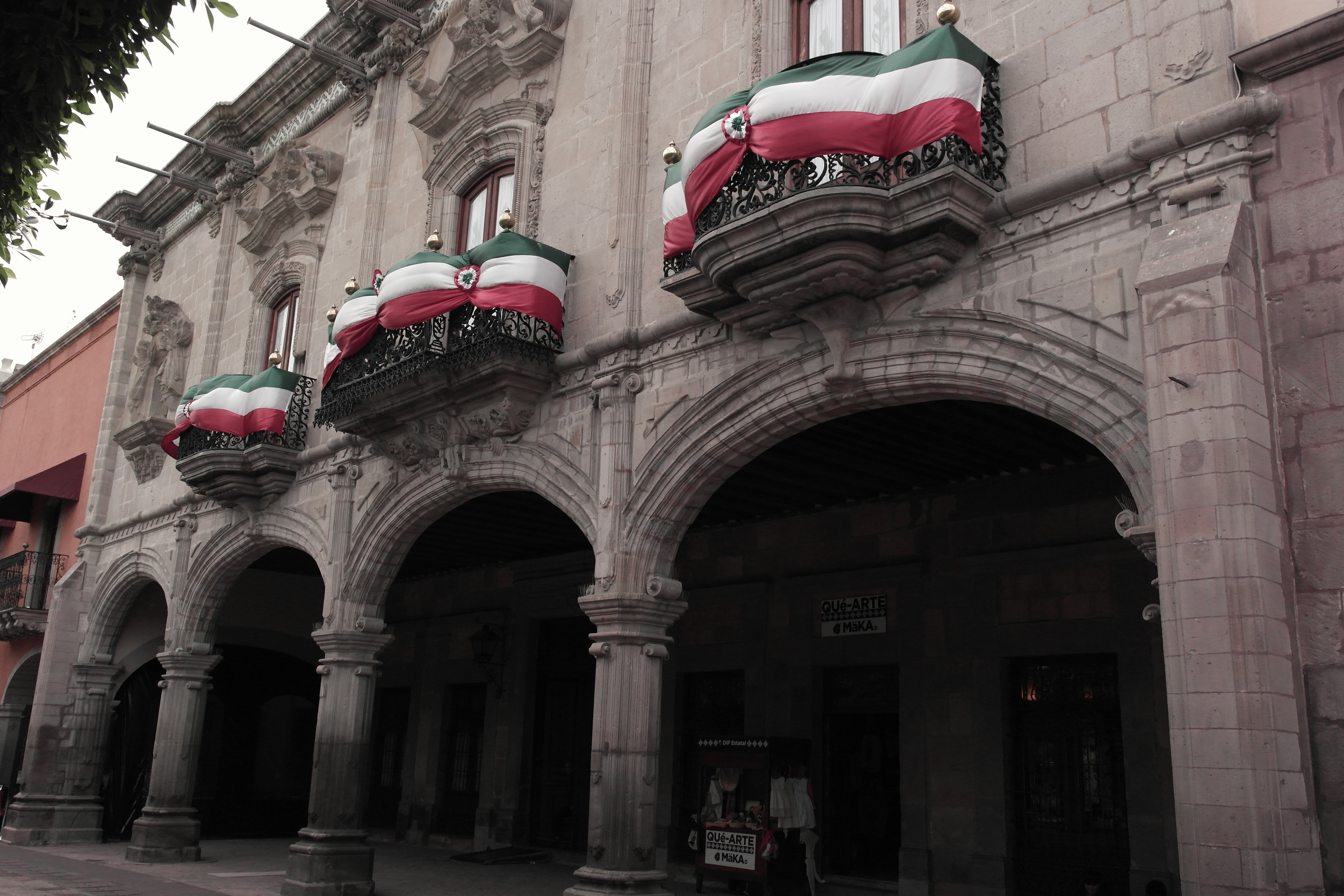
Casa de Ecala
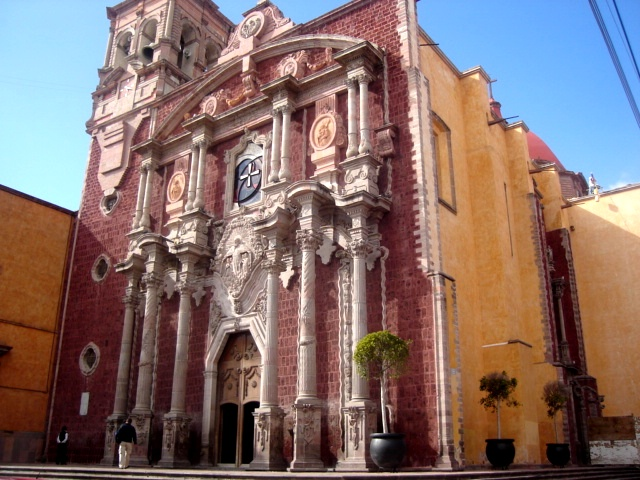
Catedral de Querétaro.
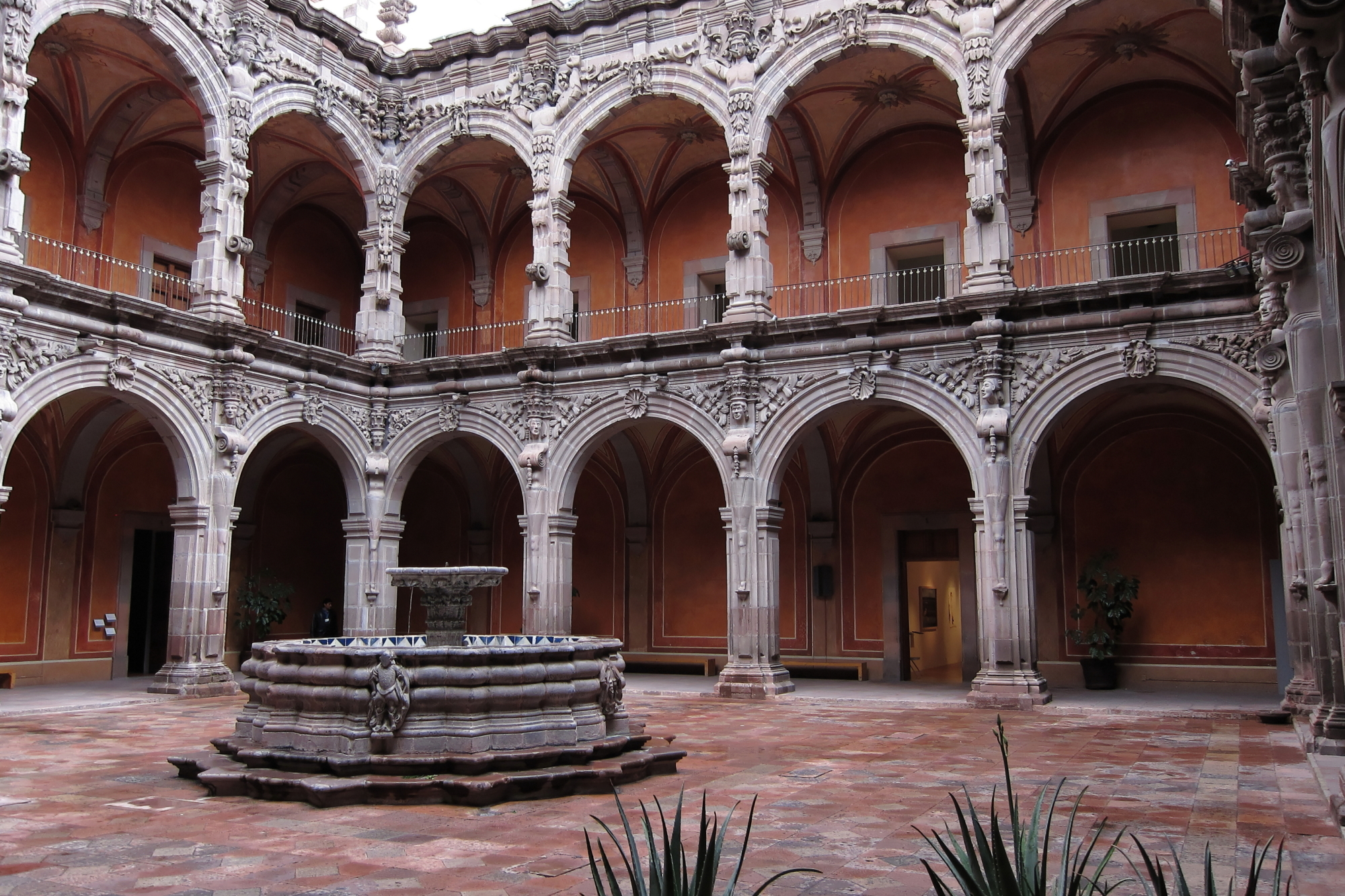
Templo de San Agustín.
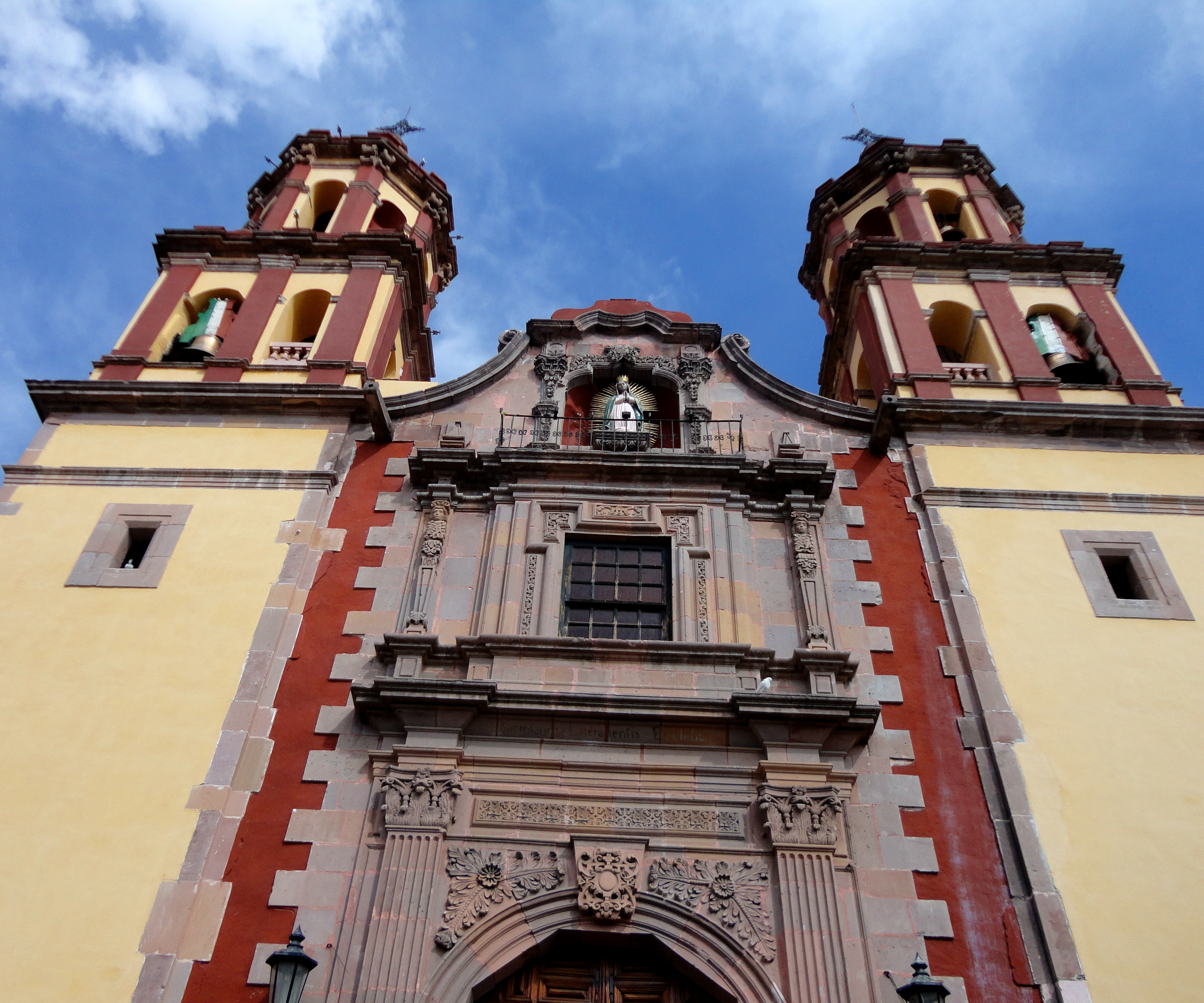
Santuario de la Congregación.
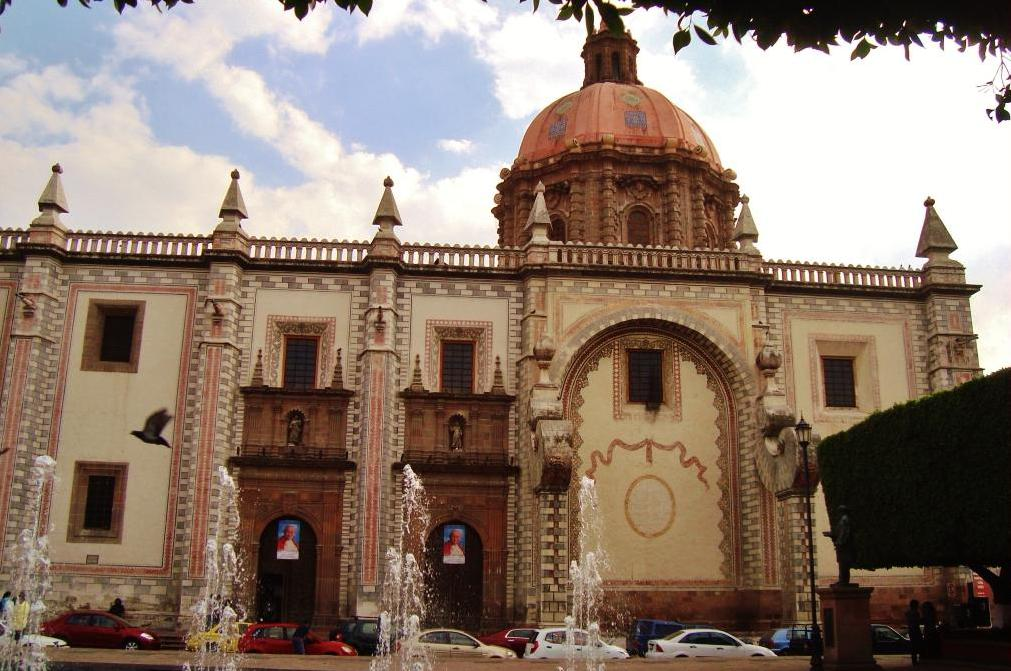
Templo de Santa Rosa de Viterbo.
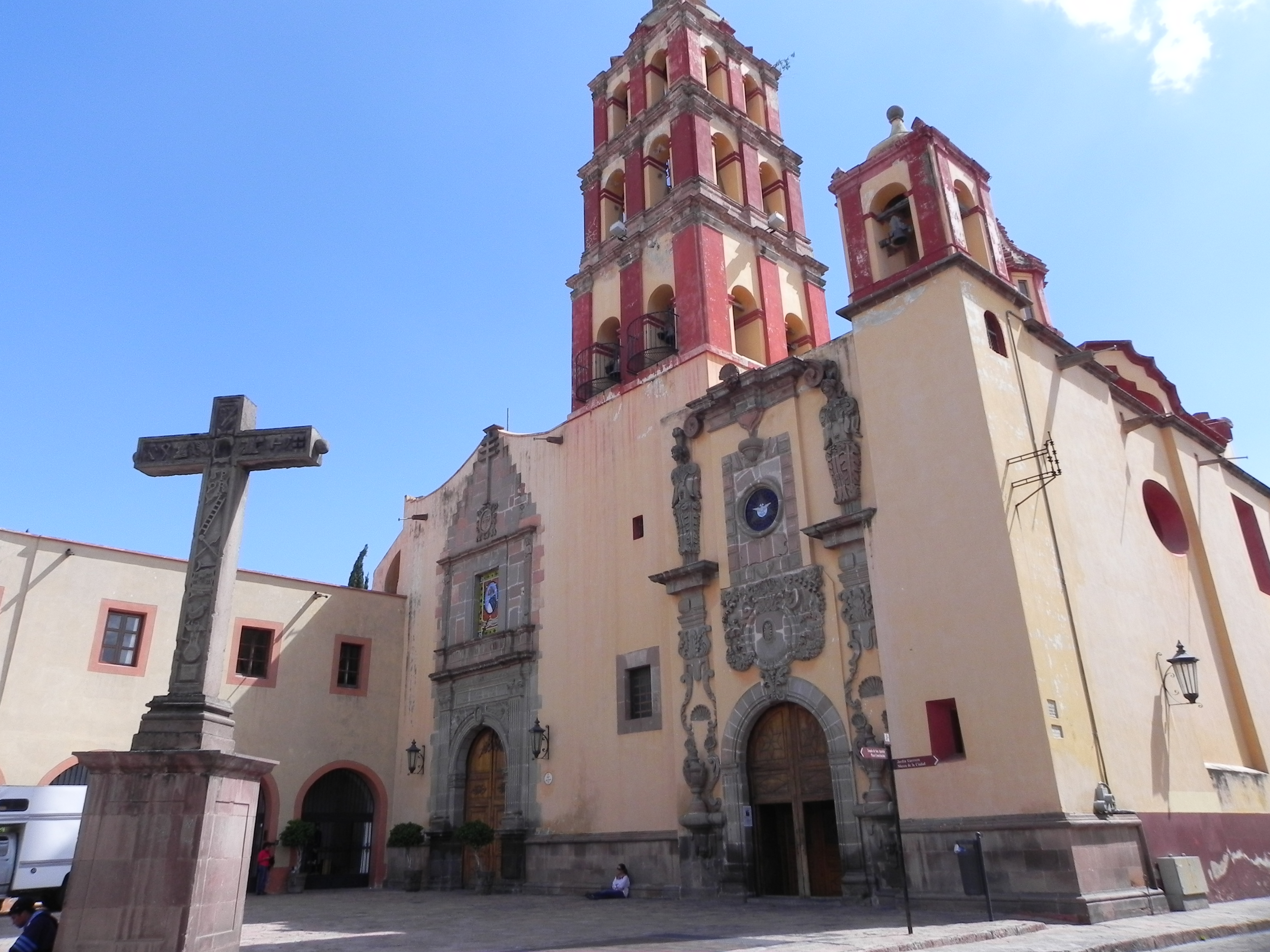
Templo de Santo Domingo
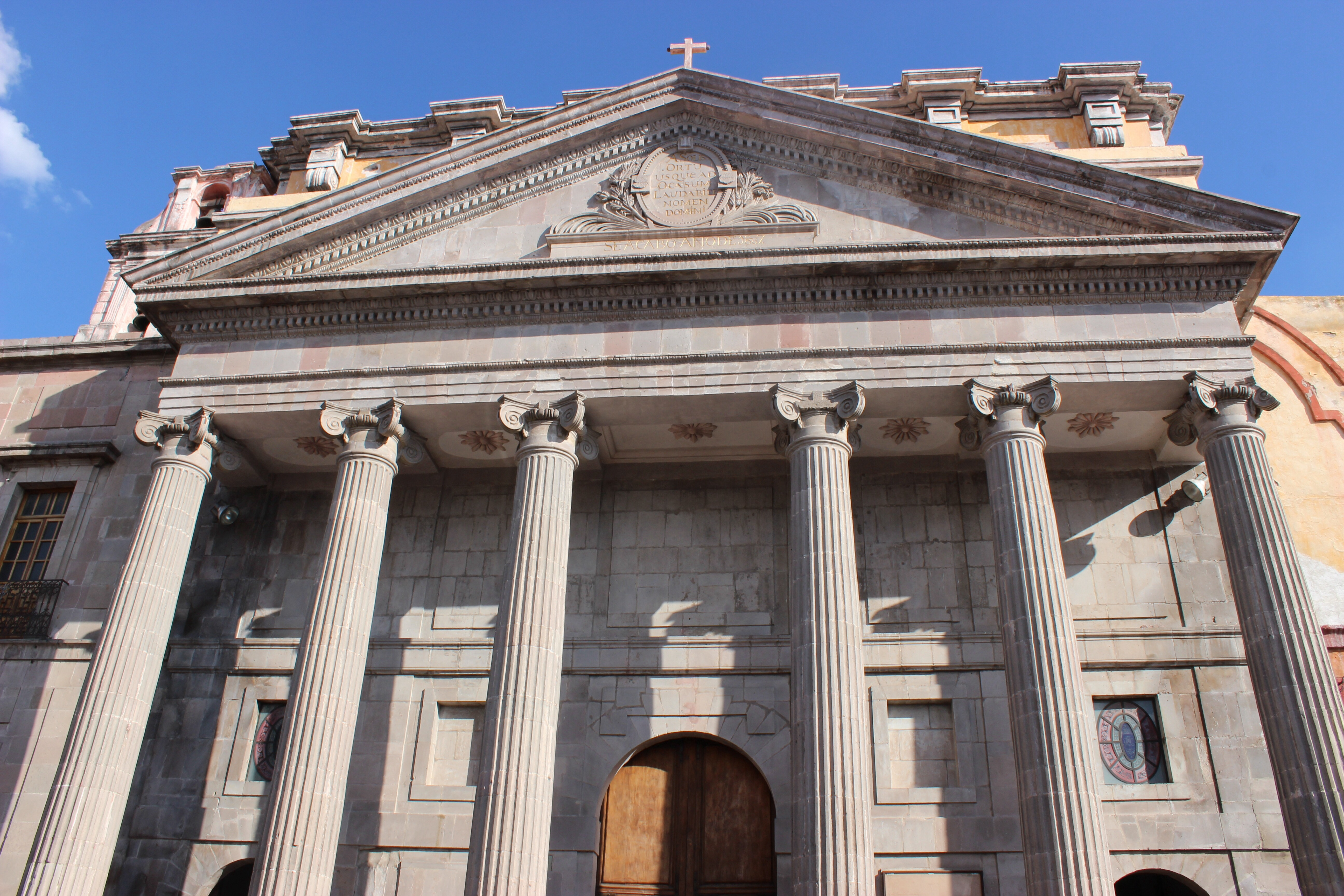
Templo y exconvento de Teresitas.
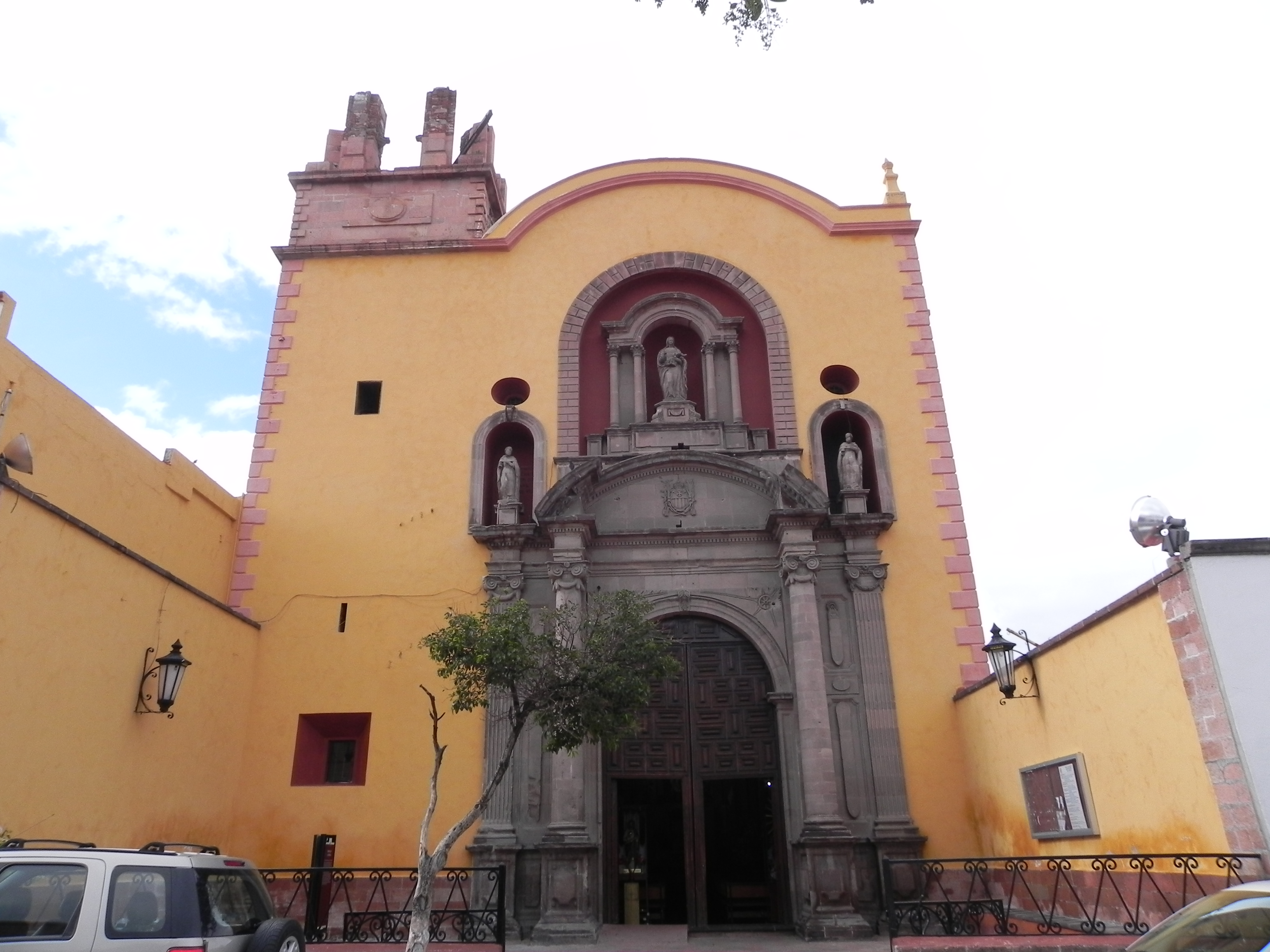
Templo de la Merced.
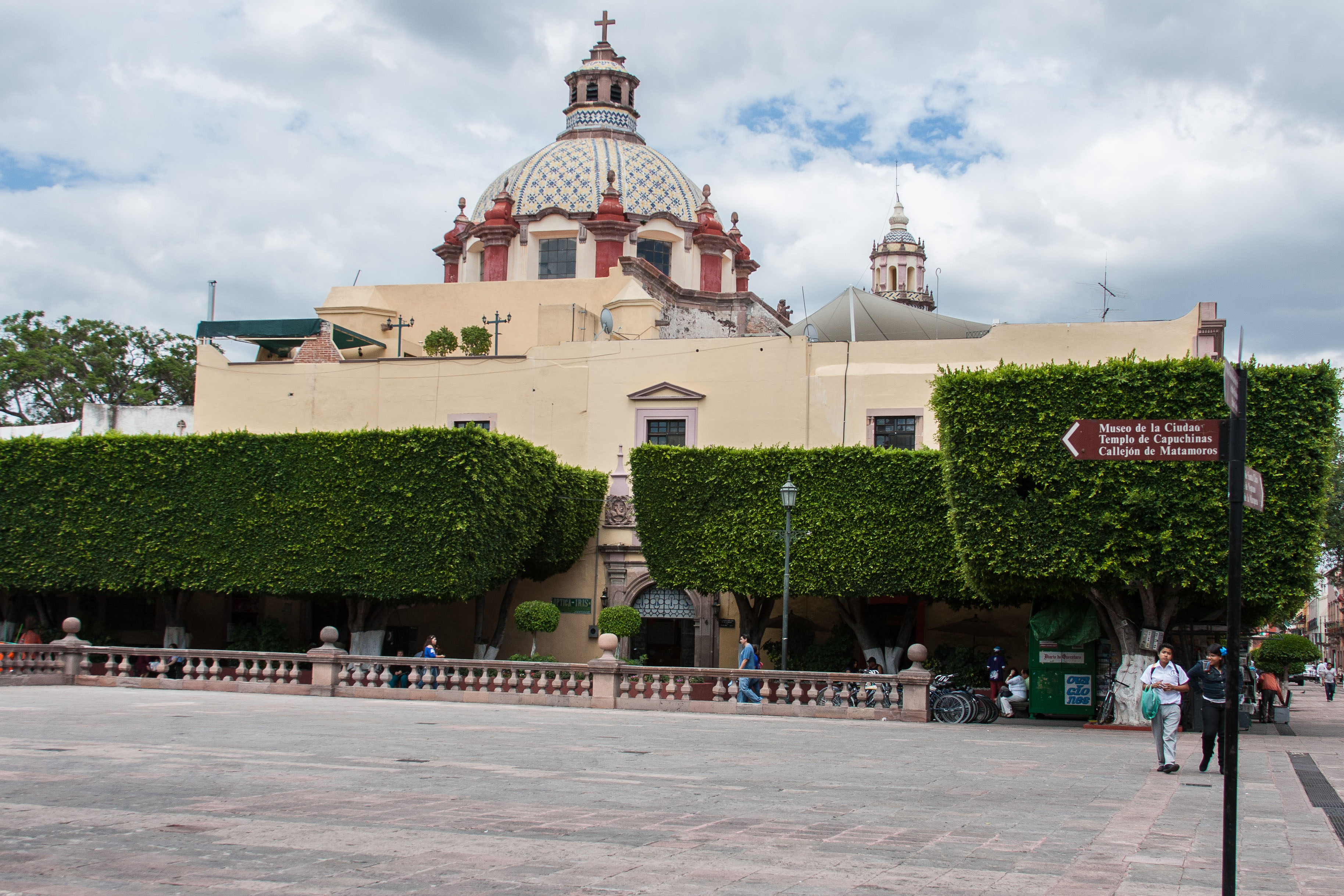
Templo de Santa Clara.
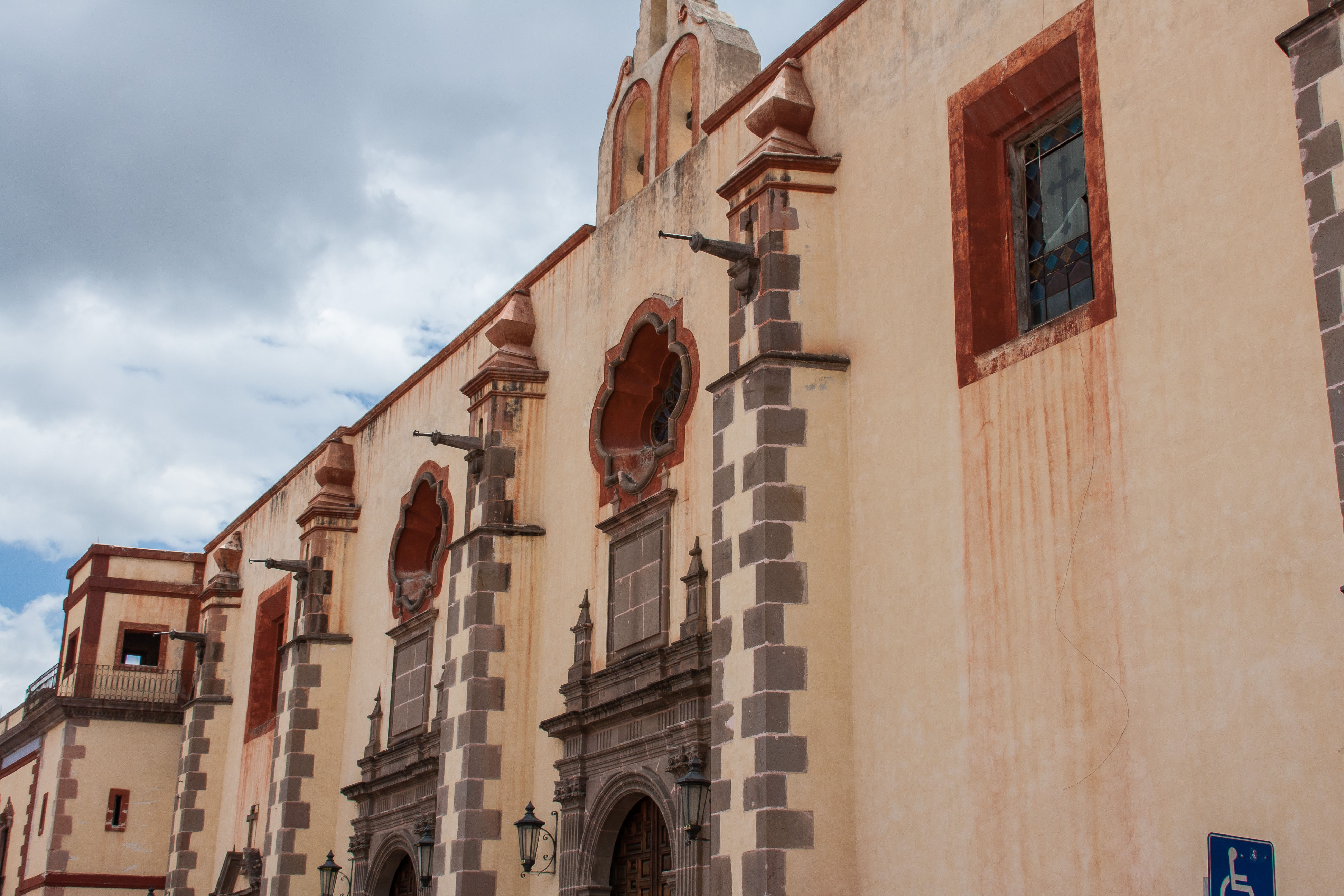
Templo San José de Gracia.

### Museos
En la ciudad se pueden visitar los siguientes museos:
- Museo Regional: Situado en el antiguo convento de San Francisco, cuenta con seis salas dedicadas a la historia de Querétaro y de México contando con importantes colecciones históricas y culturales, además la estructura del museo en sí es atractiva debido a su rico pasado virreinal.
- Museo de Arte: situado en el exconvento de San Agustín, posee una colección permanente de pintura y escultura mexicana y europea, principalmente del siglo XVIII.
- Museo de la Ciudad: localizado en el exConvento de Capuchinas, muestra exposiciones temporales de arte contemporáneo (pintura, escultura, fotografía, instalación, cinematografía y teatro).
- Museo de la Restauración de la República: se muestran armas, uniformes y otros objetos de la época del Segundo Imperio Mexicano y del Sitio de Querétaro, cuando el Ejército Republicano venció a los extranjeros en 1867. Además muestra cómo era la vida de las monjas capuchinas (por localizarse en una sección de dicho convento).
- Museo de la Magia del Pasado: localizado en el cerro de las Campanas, es un museo interactivo que muestra a Querétaro a lo largo de su historia y hasta el siglo XX.
- Museo Casa de la Zacatecana: se encuentra en sede de una leyenda de Querétaro. El museo cuenta con 12 salas con antigüedades del siglo XIX, entre las que destaca el Salón de los Relojes, que posee 39 relojes ingleses, americanos, franceses y alemanes de los siglos XVII, XVIII y XIX.
- Museo de la Matemática: ubicado en la ex-preparatoria del Centro, este museo ayuda de manera interactiva a entender mejor esta ciencia, con maquetas, ejercicios, etc.
- Museo del Péndulo: dentro del centro cultural Manuel Gómez Morín, está dedicado a exposiciones temporales de carácter científico para niños.
- Museo Indígena Querétaro: dentro del Centro de Desarrollo Artesanal Indígena (CEDAI, Allende Sur núm. 20, centro histórico), el recorrido aborda desde la diversidad natural y cultural de América hasta la historia y etnografía de los pueblos originarios del estado. El CEDAI cuenta con talleres de especialización artesanal y con un amplio espacio para la comercialización directa entre productores y público en general.

### Plazas y jardines
Dentro de la Zona de Monumentos Históricos de Querétaro se encuentran estas bellas áreas abiertas:
- Jardín Zenea: el más representativo de la ciudad, lleva el apellido del gobernador queretano Benito Santos Zenea (1870). Se aprecian en él una bella fuente hierro dedicada a la diosa griega Hebe y un kiosco, ambos del siglo XIX. En fechas decembrinas se instala en sus jardineras un Nacimiento Monumental, con esculturas de tamaño natural. sus dimensiones son de 56.63 m x 97.3 m.
- Plaza de la Independencia o Plaza de Armas: es la plaza principal. En su lado norte se encuentra el Palacio de Gobierno del Estado o Casa de la Corregidora. El resto se encuentra rodeado por renombrados restaurantes y casonas del siglo XVIII, como la del Casa de Ecala o la de Timoteo Fernández de Jáuregui. Al centro se ubica la fuente del Marqués, benefactor de la ciudad.

- Plaza de los Fundadores: está en el legendario lugar donde nació la ciudad. La rodean las estatuas de los primeros colonizadores españoles, y se pueden visitar pequeños puestos para comprar artesanías.
- Plaza de la Cruz: originalmente atrio del convento del mismo nombre. En su perímetro se ubican tres esculturas: al este la de los Concheros, y al oeste otras dos dedicadas a importantes figuras que vivieron aquí: Fray Junípero Serra y Fray Antonio Margil de Jesús.
- Plazuela de la Merced: también llamada "del quemadero", pues ahí se ejecutaban las sentencias de la Inquisición. Ubicada detrás de la iglesia de la Merced.
- Plazuela Don Juan Caballero y Osio: tiene una fuente de dicho benefactor al centro. Conocida por los puestos en que se venden los tradicionales buñuelos queretanos.
- Atrio del Carmen: es conocido por la constante afluencia de palomas.
- Jardín del Arte: construida en lo que fuera parte del convento de San Francisco. Espacio dedicado al teatro y la venta de antigüedades los fines de semana.
- Plaza de la Constitución: se ubica entre el Gran Hotel y la Academia de Bellas Artes. Debajo se ubica un estacionamiento subterráneo con capacidad para 300 vehículos. Originalmente un mercado, en 1963 se construyó la plaza con una columna por cada estado del país, y en cada una inscritos los nombres de sus diputados firmantes en la Constitución de 1917. Cerca del año 2000 todo eso se quitó, en una controvertida remodelación, cuando también fue colocada la escultura de Leonardo Nierman. Su fuente circular fue transformada desde 2008 en una fuente danzarina.
- Jardín de la Corregidora: luce en su centro el Monumento a la Corregidora, erigido con motivo del Centenario de la Independencia en 1910. Alrededor se ubican diversos restaurantes.
- Jardín Francisco I Madero: más conocido como de Santa Clara, pues se ubica al costado de dicha iglesia. Aquí se ubica la afamada fuente de Neptuno, del celayense Francisco Eduardo Tresguerras.
- Jardín Guerrero: junto a la delegación del centro histórico (antiguo palacio municipal). Formaba parte del convento de Santa Clara y originalmente se pensó utilizar para construir una nueva catedral, proyecto que no prosperó por el inicio de las revueltas revolucionarias.
- Plaza Ignacio Mariano de las Casas: fue construida para dar una mejor vista al templo de Santa Rosa de Viterbo. Actualmente posee en su centro otra fuente danzarina.
- Jardín Niños Héroes de Chapultepec: o comúnmente conocido como "Jardín de los Platitos", se ubica en la llamada "otra banda" del Río de Querétaro, muy cercano a la vieja estación. Se le conoce así por el acabado que tiene, ya que está conformado por piezas de porcelana y otros materiales, donadas por la ciudadanía durante su construcción.

Plazas y Jardines de Querétaro
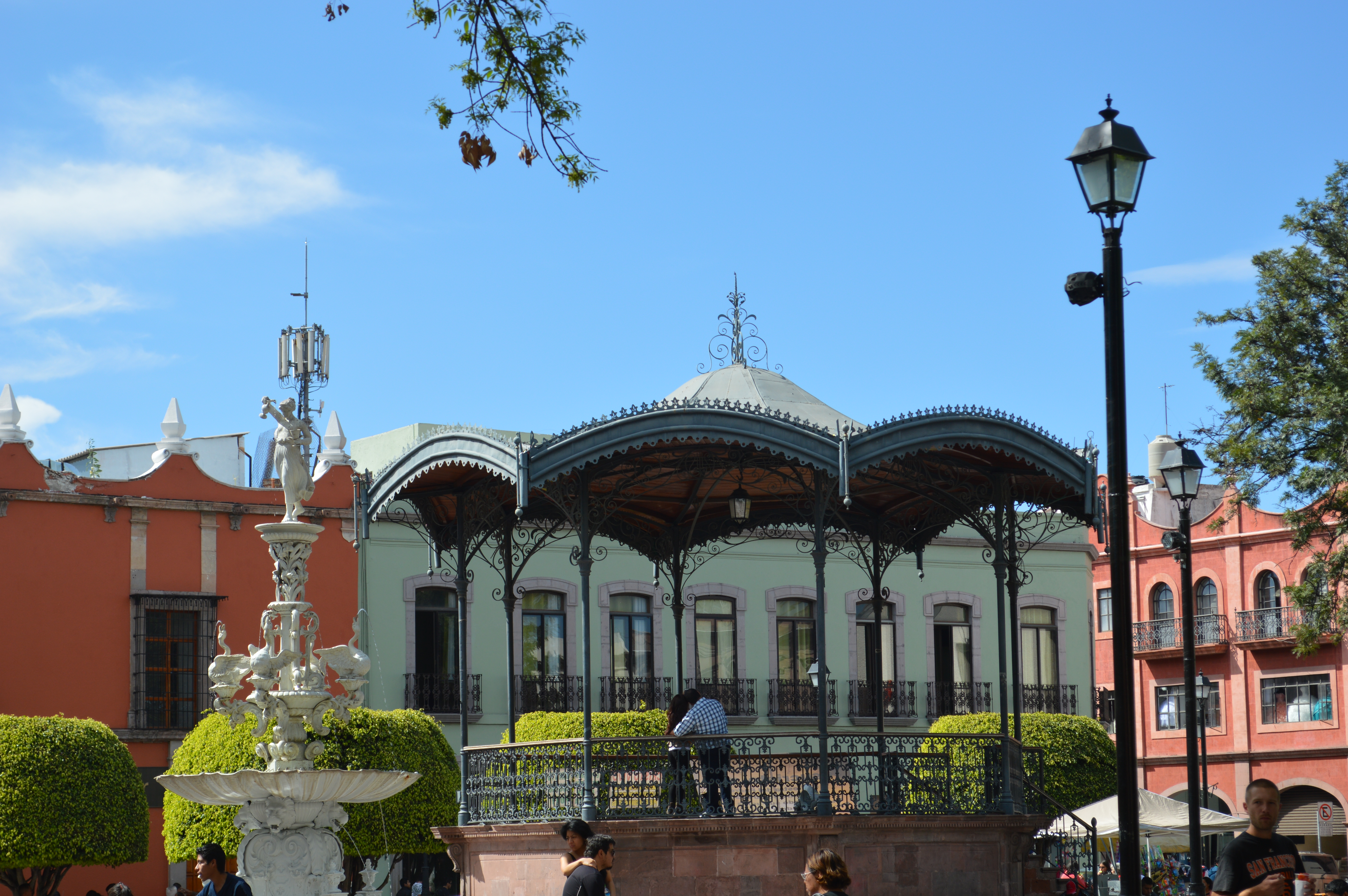
Jardin Zenea
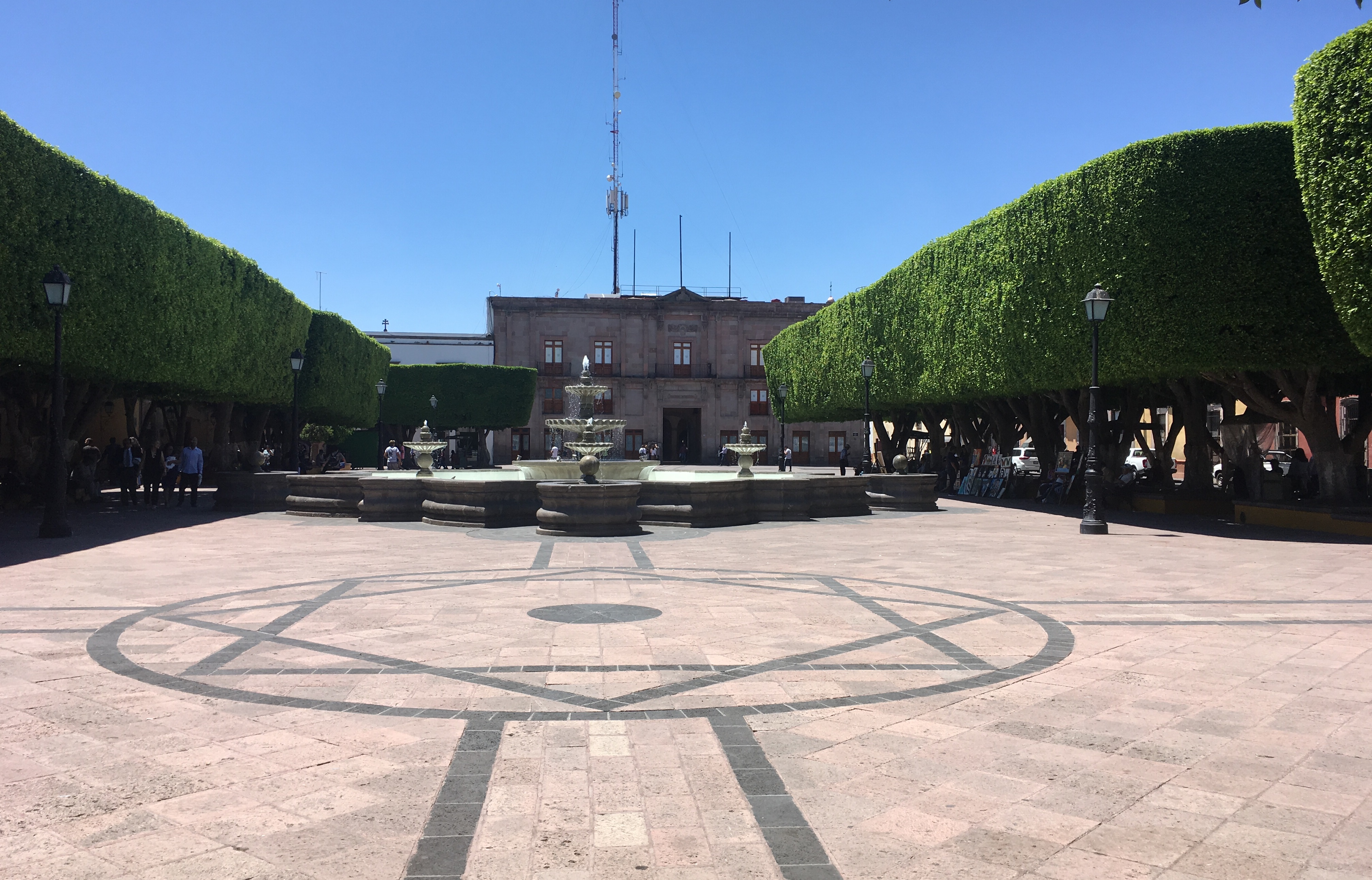
Jardín Guerrero
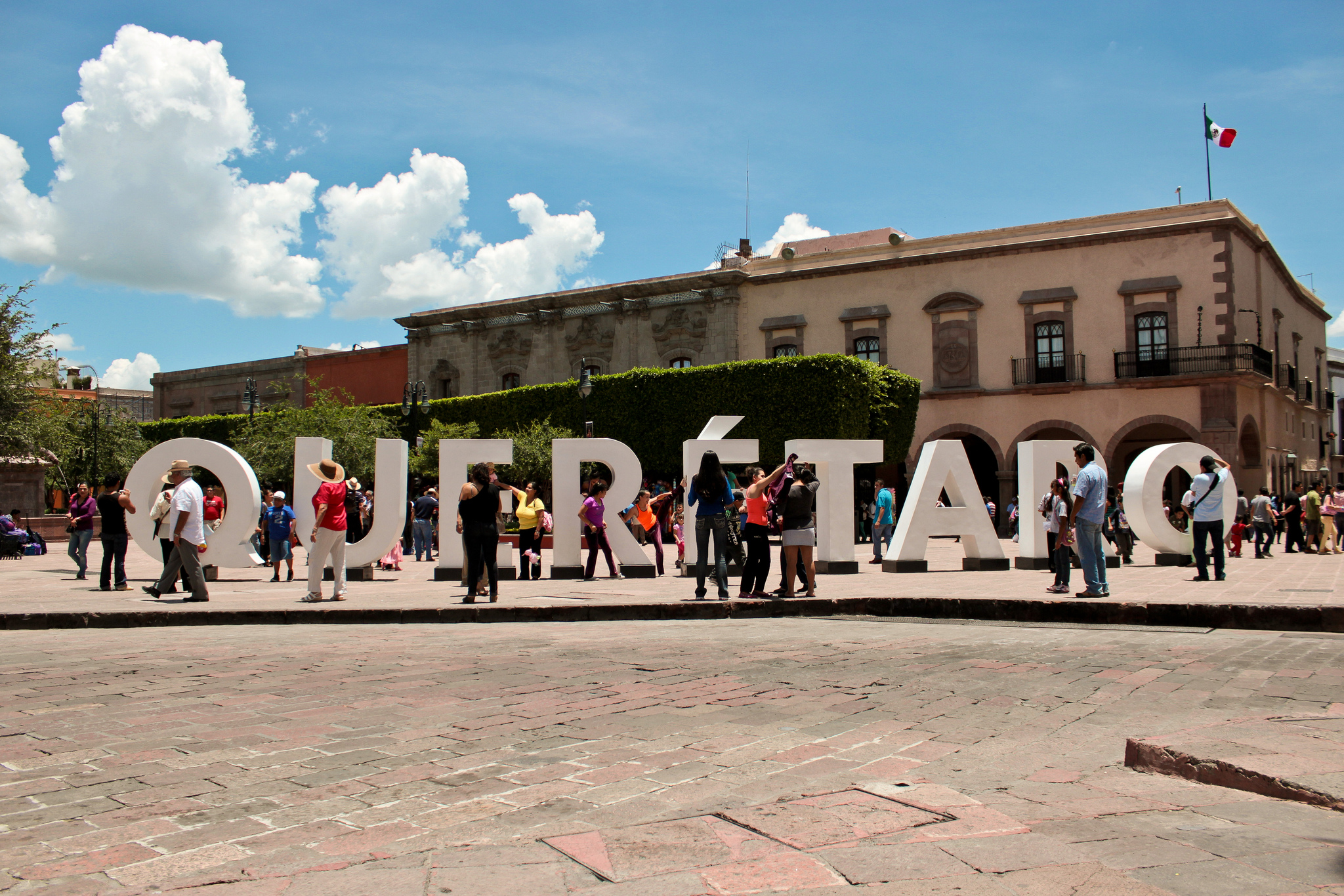
Plaza de Armas
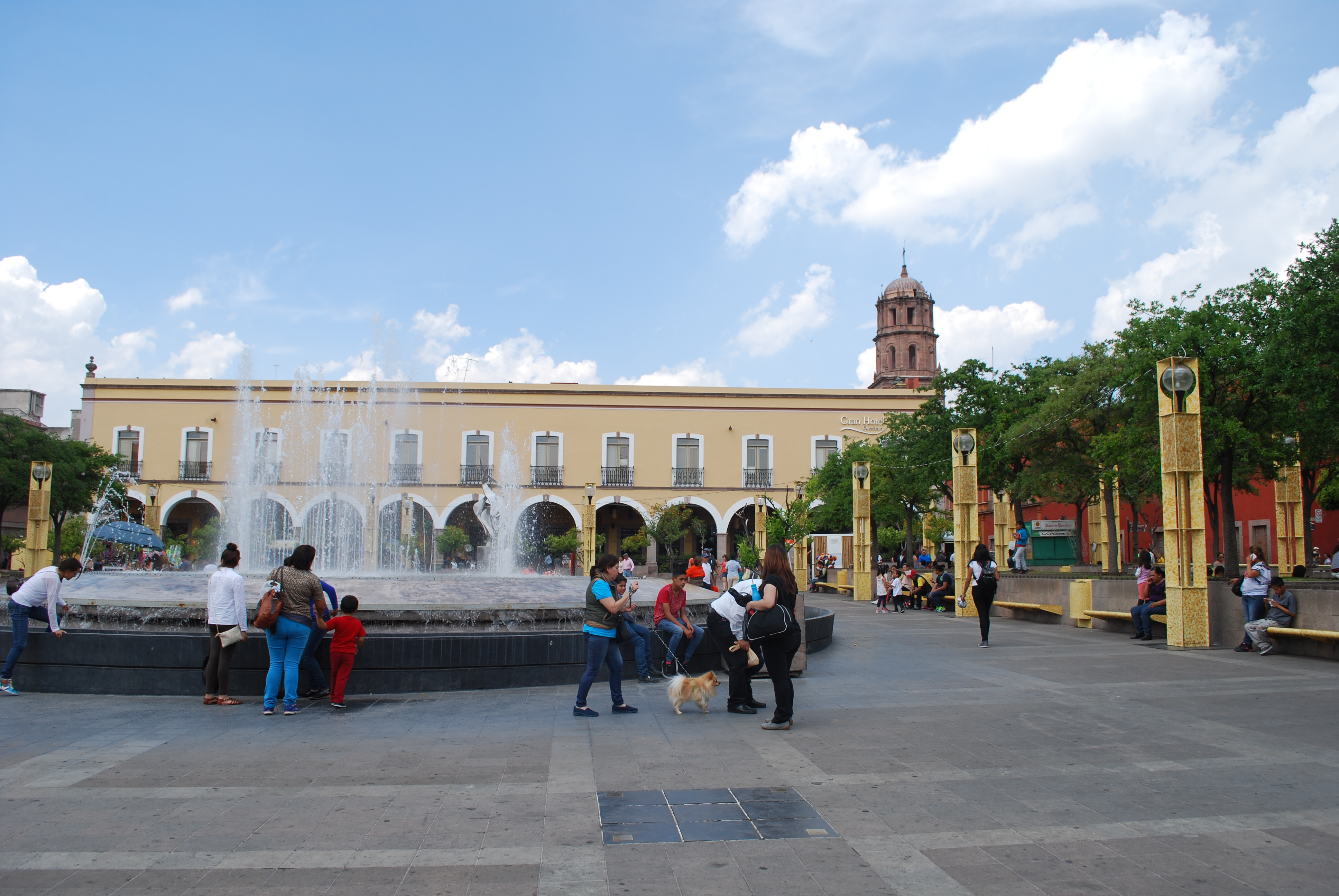
Plaza de la Constitución
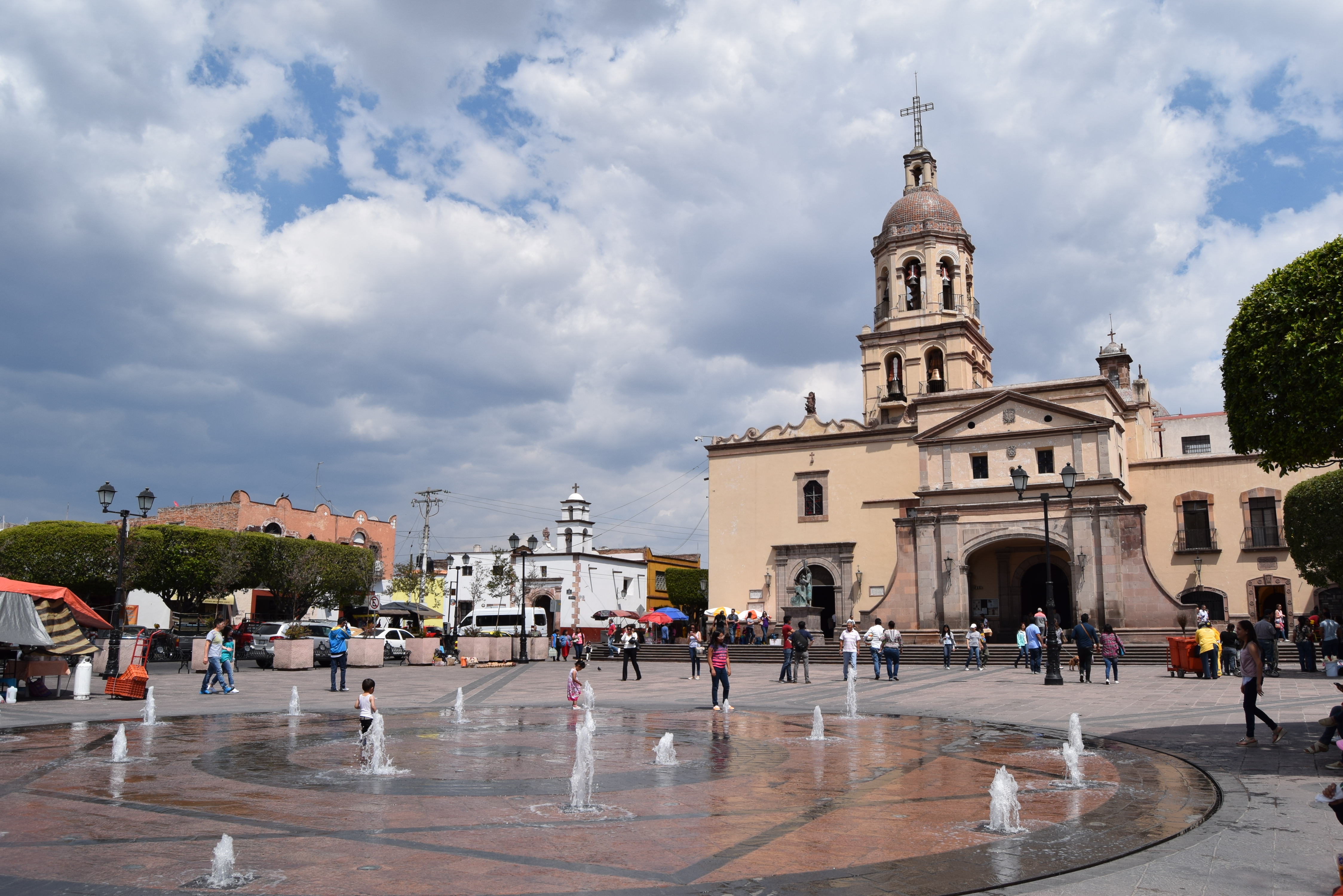
Plaza de la Cruz
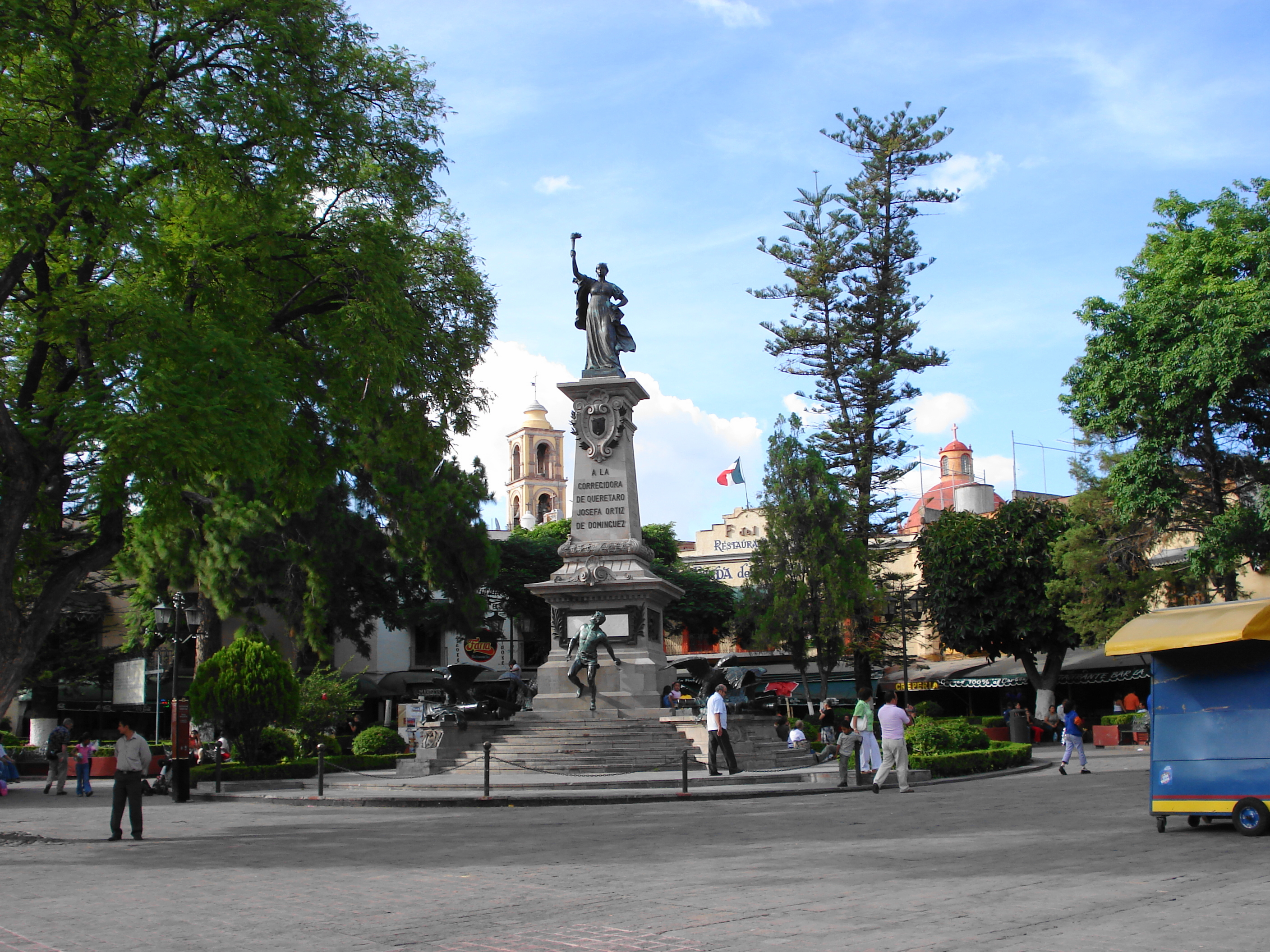
Jardín de la Corregidora

### Parques
En Querétaro, hay tres parques nacionales:
- El cerro de las Campanas, dentro de la zona Patrimonio de la Humanidad de la UNESCO.
- El parque nacional El Cimatario, al sur de la ciudad. Reserva ecológica en donde es protegido principalmente el Venado cola blanca y que su principal razón de ser es la mejora del ambiente en Querétaro. En la reserva en general se protegen más de 100 especies desde reptiles hasta varios tipos de mamíferos.Ha sido reforestada debido a que había sufrido muchos deterioros al estar abierta al público pero principalmente por los asentamientos irregulares y la tala clandestina; por la parte del venado cola blanca principalmente por la cacería furtiva.Se protege también la vegetación propia de nuestro ecosistema principalmente cactus y arbustos.

El parque recreativo Mundo Cimacuático cuenta con las siguientes atracciones.
Cancha de básquetbol, lanchas de pedales, cancha de futbolito, mini ciudad vial, mini tranvía, cuatrimotos, venadario, campismo, safari turístico, barco pirata, granja didáctica, línea acuática, montaña tobogán, palapas, juegos infantiles, palapa el galeón, juegos inflables, muro de escalada y lanchas de remos.
El Safari Turístico sale los sábados y domingos de la Alameda Central, por el lado de Constituyentes a las 11:00 y 12:00 horas, regresa del parque a la Alameda a las 16:00 y 17:00 horas. En temporada vacacional (julio 4 a agosto 15) el servicio de safari turístico se presta todos los días en el mismo horario.
- El parque Joya La Barreta, parque recreativo para el desarrollo de actividades ecoturísticas.

Otros Parques importantes son:
- Alameda Miguel Hidalgo: una de las alamedas más grandes del país, forma parte del Patrimonio de la Humanidad. En el centro se aprecia la estatua de bronce recubierta de oro de don Miguel Hidalgo y Costilla, padre de la patria. Aquí compuso su famosa "Canción Mixteca" el oaxaqueño José López Alavez, a su paso por la ciudad como soldado villista.
- Alcanfores: en realidad son dos parques (norte y sur) divididos por una ferrovía. Ambos parques poseen varios árboles entre los más viejos de la ciudad.
- Querétaro 2000: posee albercas olímpica y semiolímpica, pista de carreras, gimnasio, auditorio, teatro (concha acústica) y campos de fútbol y béisbol, además de otros servicios.
- Parque Bicentenario: parque construido debido a los festejos del Bicentenario de la Independencia de México, construido en los alrededores de la población de Santa Rosa Jáuregui, a las afueras de la ciudad. Este parque tiene buenas instalaciones: juegos mecánicos, una montaña rusa, parque acuático, bachillerato público y una clínica de salud.
- Parque de Carretas: Es un parque ubicado en la periferia del centro de la ciudad, cercano al Acueducto.
- Parque de Jardines de la Hacienda: parque ubicado en la zona surponiente de la ciudad.
- Parque Holland Míchigan: ubicado entre la Delegación Epigmenio González y el centro comercial Pie de la Cuesta, detrás de él se ubica la Universidad Pedagógica Nacional unidad Querétaro. Como particularidad: fue regalo de la sociedad de Holland, Míchigan, Estados Unidos para enaltecer la cooperación entre las dos ciudades.

- Alfalfares: con más de 240 000 metros cuadrados de superficie es el mayor parque de la ciudad de estilo moderno con un pequeño lago artificial.

Existen otros 9 parques, construidos recientemente junto a vecindarios con el mismo nombre, y oscilan entre los 3000 y 22 000 metros cuadrados.

### Centros Comerciales más importantes.
La ciudad de Querétaro se caracteriza por tener los centro comerciales más importantes y variados del Bajío Mexicano, lo que da como resultado una extensa variedad para el consumidor, no sólo local, sino aquellos que vienen de las ciudades colindantes a realizar sus compras. 
Antea LifeStyle Center: Es un centro comercial desarrollado por el importante despacho arquitectónico Sordo Madaleno, en Santiago de Querétaro, México, que se inauguró en noviembre del 2013. La construcción comenzó en junio del 2011, el costo total es aproximadamente USD 1000 millones y su superficie total es de 271 000 m² de construcción. Es el centro comercial más grande e importante del Bajío Mexicano, y uno de los más grandes de toda Latinoamérica.
Cuenta con cientos de marcas como Victoria's Secret, Scotch & soda, Coach, Bimba y Lola, Tommy Hilfiger, Lacoste, Massimo Dutti, A capela, Adidas, Aeropostale, American Eagle, Lacoste, Old Navy, entre muchas otras. Además de ser de los pocos centros comerciales en el país en tener a 2 marcas importantes en un solo lugar como Liverpool y Palacio de Hierro. Cuenta también con un supermercado, City Market, haciendo que la plaza tenga prácticamente todo lo que necesites en un solo lugar.
Paseo Querétaro: Está localizado en la zona colindante al antiguo aeropuerto de la ciudad de Querétaro, sobre el Vial Junípero Serra, el cual actualmente es el mayor desarrollo planeado en cuanto a componente residencial, área comercial y de servicios médicos y educativos. Alberga tiendas departamentales, de ropa, calzado, servicios, cines, gimnasio, área de entretenimiento infantil, así como una extensa variedad de restaurantes. el centro comercial ha contado con una inversión que ronda los 2197 millones de pesos y en sus cerca de 60 000 metros cuadrados de superficie comercial y 15 000 metros cuadrados para el desarrollo de oficinas. El complejo cuenta con la presencia de la cadena Liverpool, además de firmas internacionales como Zara, Sunglass Hut, Calvin Klein, Steve Madden, Levi's, Guess, Tommy Hilfiger y Studio F, por mencionar sólo algunas. Opera bajo el formato Malltertainment, un concepto creado por la desarrolladora mexicana Gicsa que ofrece a sus visitantes una propuesta comercial mixta con opciones de entretenimiento y espacios de recreación. 
Puerta La Victoria: Puerta La Victoria se inauguró el 22 de septiembre del 2017, es un centro comercial Fashion Mall único y exclusivo al destacarse con un estilo muy particular que incluye área comercial, 2 lonarias iluminadas de origen alemán, hotel de 120 habitaciones, gimnasio, por lo que se convierte en el centro comercial más importante del corazón de la ciudad de Querétaro ya que se encuentra a 5 min del centro histórico, siendo una excelente opción tanto para los residentes de esta ciudad como para el turismo.
Cuenta con más de 100 locales de diversos giros para ofrecer a sus visitantes la más completa gama de tiendas de moda, servicios y entretenimiento, podrás disfrutar con tus familiares y amigos de los Restaurantes con vista panorámica y Food Hall al aire libre, lo cual atiende perfectamente las necesidades de recreación y esparcimiento que las familias buscan.
Algunos comercios con los que cuenta son: Steve Madden, JULIO, iShop Mixup, Prada, Bershka, American Eagle, Pull & Bear, Hooters, Dairy Queen, H&M, Sears, entre muchas otras más.

## Arte y cultura en Querétaro

Centro de Congresos de Querétaro y el Teatro Metropolitano.

El estado de Querétaro ha sido claramente un ejemplo de cultura y arte, pues ha estado ligado a ellas desde sus comienzos; los primeros pobladores lo enriquecieron con la talla de cantera, que después se utilizó por los colonizadores, lo que dio lugar a la creación de varios edificios, fuentes, iglesias, monumentos, casonas e incluso el acueducto. Querétaro fue conquistado y colonizado por religiosos que fundaron varias misiones en la capital del estado y en la Sierra Gorda para más que nada educar a los indígenas religiosamente, pero también fomentaban las artes plásticas como la pintura, la escultura y la música, que se ve muy reflejado en la ciudad de Querétaro principalmente, por ejemplo en el arte del centro histórico, nombrado patrimonio cultural de la humanidad por la UNESCO.
A continuación nombraremos algunos de los lugares en la ciudad de Querétaro que representan enteramente su arte; como en la danza, la pintura, la escultura y la música.
La ciudad cuenta con galerías de artes plásticas y diferentes teatros, así como exhibiciones públicas de arte en la Alameda Central, jardines del centro histórico y calzada de los Arcos.
En promedio se presentan en la ciudad 25 obras de teatro, de jueves a domingo.
Algunos teatros en la ciudad son:
- Teatro Metropolitano
- Centro de Congresos de Querétaro
- Teatrito "La Carcajada"
- Teatro "La Casona del Árbol"

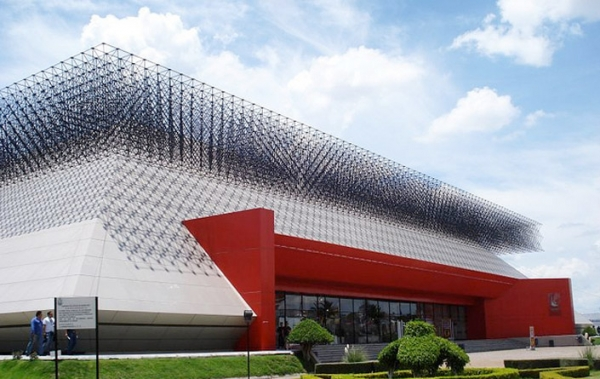
Auditorio Josefa Ortiz de Domínguez

- Auditorio Josefa Ortiz de Domínguez
- Teatro de la República
- CineTeatro Rosalío Solano
- Centro Académico Cultural UNAM
- CECUCO
- Corral de Comedias (Teatro Medieval)
- Mesón de los Cómicos de la Legua
- Foro del Museo de la Ciudad
- Auditorio Cirilo Conejo Roldan (Conservatorio de Querétaro)
- Teatro Sol y Luna
- Teatro "La Fábrica"
- Teatro del Pueblo
- Teatro del Seguro Social
- Teatro La Tercera Llamada

Santiago de Querétaro cuenta también con la mayor cantidad de librerías por habitante de México y con una de las bibliotecas públicas y centros culturales más grandes de México, el centro Cultural Manuel Gómez Morín.
Cuenta además con al menos 12 instituciones de educación artística y la única escuela de laudería de América Latina.
El Museo Casa de la Zacatecana obtuvo su nombre de una tétrica leyenda: la Zacatecana, dueña de la casa, mandó a matar a su marido para luego matar también al asesino que había contratado. Ambos fueron enterrados sigilosamente en las caballerizas quedando los crímenes ocultos. Poco tiempo después, la Zacatecana amaneció asesinada. Nadie supo jamás quién fue el autor de la venganza.
La casona es ahora un museo que revive la leyenda en cada uno de sus salones, exhibiendo además el arte y la tradición queretana.

## Infraestructura

Terminal del AIQ.

### Aeropuerto Intercontinental de Querétaro
El Aeropuerto Intercontinental de Querétaro comenzó a operar como tal en octubre de 2004, sustituyendo al antiguo aeropuerto "Ingeniero Fernando Espinosa Gutiérrez". Se ubica a 16 kilómetros de la capital y cuenta con una terminal para vuelos comerciales, así como una de operaciones de carga, en donde ofrecen sus servicios aerolíneas nacionales e internacionales
Actualmente el aeropuerto cuenta con 24 destinos directos que son a las ciudades de Atlanta, Chicago, Houston, Dallas, Monterrey, Guadalajara, Ciudad Juárez, Chihuahua, Hermosillo, Durango, San Luis Potosí, Tampico, Puerto Vallarta, Ixtapa, Acapulco, Puerto Escondido, Huatulco, Oaxaca, Tijuana, Veracruz, Mérida, Cancún, Ciudad de México y Torreón.
Las aerolíneas que dan servicio a éstas rutas son: United Airlines, Aeroméxico, Volaris, TAR y American Airlines.
Dentro del conglomerado se está creando ahí mismo un Centro de Formación Aeroespacial, con la intención de forjar a los mejores especialistas de este ramo de toda América Latina.

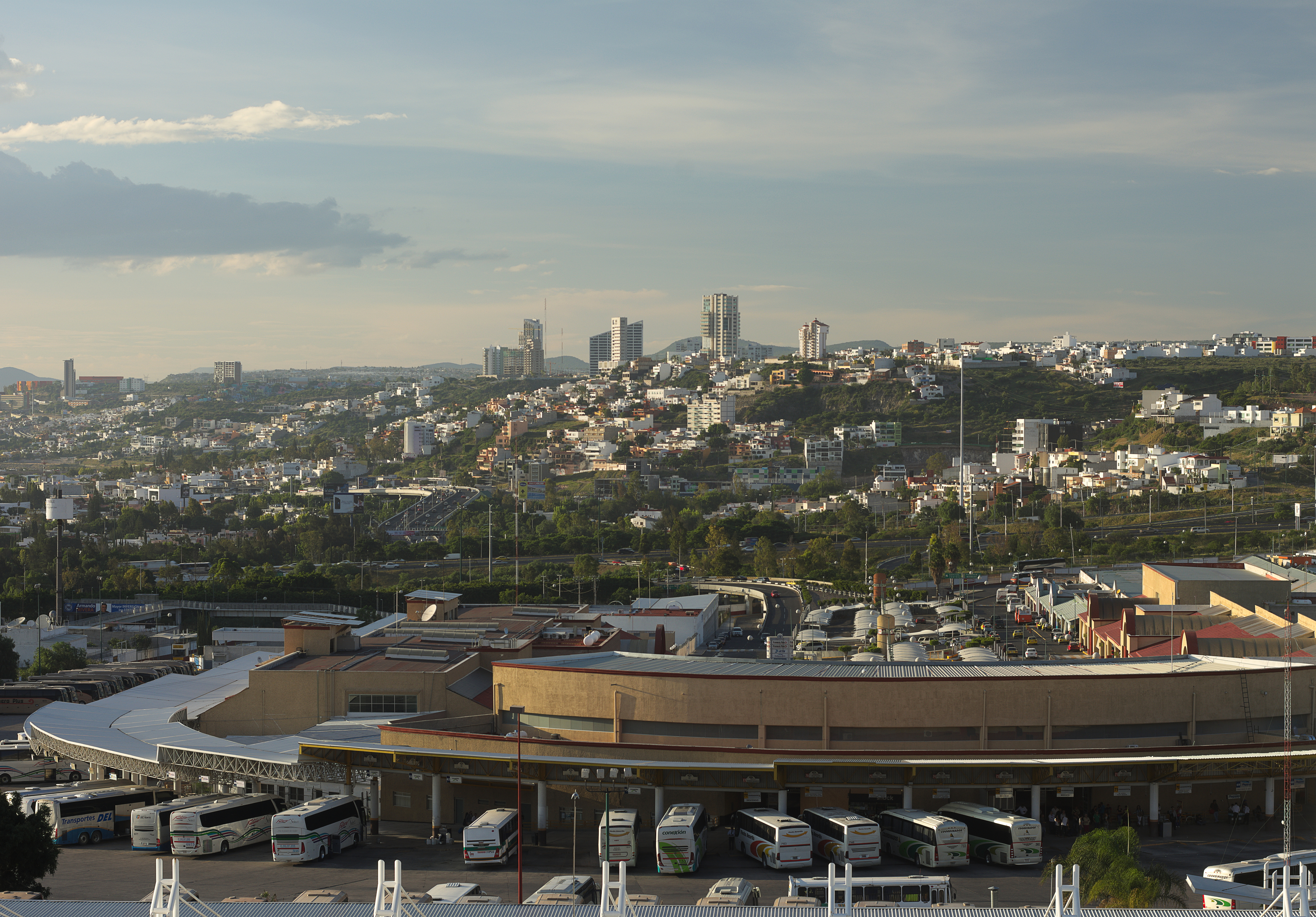
Terminal de autobuses de Querétaro.

### Terminal de autobuses
Por un tiempo, en la población de Santiago de Querétaro no hubo una terminal de autobuses moderna y funcional.
La principal y actual terminal de autobuses de Querétaro fue construida en 1991 a iniciativa de empresas privadas como Grupo Flecha Amarilla y Grupo Estrella Blanca, con apoyo del entonces gobernador del estado de Querétaro, Enrique Burgos García.
Actualmente la ciudad cuenta con una terminal de autobuses adicional construida y operada exclusivamente por Grupo Flecha Amarilla; denominada "terminal norte".

### Vías Rápidas en Santiago de Querétaro

#### Vías rápidas
La ciudad cuenta con una moderna infraestructura vial, las tres principales vías rápidas de la ciudad son: 
- Blvd. Bernardo Quintana, que anteriormente era el libramiento San Luis Potosí-México DF, ubicada al este de la ciudad y la conecta de sur a norte, una vez que por el crecimiento de la ciudad quedó el libramiento rodeado por la ciudad, dejó de usarse como carretera y se empezó a utilizar de mane ra cotidiana, a su alrededor se ubican las principales zonas comerciales de la ciudad.

- Av. 5 de Febrero, localizada al poniente de la ciudad que también conecta al norte con el sur, es la antigua carretera Querétaro-San Luis Potosí.

- Lo que hasta hoy se conoce como la carretera a México, ubicada al oriente de la ciudad, conecta de la ciudad de sur-poniente a sur-oriente debido a que las principales vialidades solían ser carretera y al crecimiento no planeado de la ciudad, los ciudadanos para poder movilizarse por la ciudad, es necesario tomar por lo menos una de estas tres vialidades, el tráfico a pesar de que la ciudad no es muy grande se ve afectado por esta situación, remarcando la falta de vialidades alternas, el mal planeamiento de la ciudad.

#### Libramientos
La ciudad también cuenta actualmente con 3 libramientos que desahogan el tráfico de la ciudad.
- Libramiento Norponiente, anteriormente carretera a Tlacote, que conecta la comunidad de Santa Rosa Jáuregui en el municipio de Querétaro, iniciando por el municipio de corregidora por la carretera Federal 45, cruzando por carretera Federal 45D, avenida Tlacote, avenida de la Luz, Blvd. Peñaflor, Anillo Vial Junípero Serra hasta la carretera federal 57. Comúnmente el libramiento pasa más camiones de carga para poder cruzar por la carretera Paramericana para evitar en cruzar la zona metropolitana.

Ciclistas sobre avenida Constituyentes.

- Libramiento Sur-Poniente, que conecta al municipio de Corregidora con el Blvd. Bernardo Quintana y sirve como límite urbano al sur de la ciudad. Que actualmente a pesar de que aún no tienes servicios de vialidad de una ciudad es usada por los ciudadanos, más que por transportistas o viajeros que no desean entrar a la ciudad.
- Anillo Vial Junípero Serra, su construcción comenzó en el 2006 y tuvo fin en el 2009, conecta al Blvd. Bernardo Quintana con Juriquilla, con la carretera Querétaro-San Luis Potosí y con la Querétaro-San Miguel de Allende, además sirve como límite urbano al norte.

#### Avenidas principales
La avenidas principales de la ciudad de Santiago de Querétaro son:
- Avenida Universidad, que recorre la ciudad de oriente a poniente siguiendo el cauce del Río Querétaro, comienza en Blvd. Bernardo Quintana y desemboca en Paseo 5 de Febrero, donde se ubica el Centro Universitario de la Universidad Autónoma de Querétaro.
- La avenida Constituyentes, antiguamente parte de la carretera panamericana a México.  Atraviesa la ciudad de este o oeste, iniciando en las inmediaciones del Eco-Centro Expositor, cruzando el Bulevar Bernardo Quintana y el Paseo 5 de Febrero. Termina en el municipio de Corregidora, donde se convierte en la carretera libre a Celaya.
- La avenida Zaragoza, que en su inicio se llama Calzada de los Arcos, porque en ella se ubica el histórico Acueducto de Querétaro, la avenida comienza en el punto de inicio de los arcos, donde cruza con el Blvd. Bernardo Quintana y termina en Candiles, municipio de Corregidora, pasando por La Avenida Paseo Constituyentes, La Avenida Zaragoza es la principal arteria en el centro de la ciudad.
- La avenida de la Luz, hace un recorrido una parte de la ciudad de oriente a poniente siguiendo el cauce de torre de electricidad, iniciando desde el Acceso III en la Zona Industrial Benito Juárez, cruzando las colonias Satelite, Cerrito Colorado y Las Azucenas, pasando por Prologación Bernado Quintana y finaliza por el Libramiento Norponiente.
- Paseo 5 de Febrero, anteriormente llamado avenida 5 de Febrero, también parte de la carretera Federal 57 hace un recorrido de norte a sur, comenzando desde Avenida Constituyentes pasando por Avenida Zaragoza, Aveinda Tlacote (anteriormente Carretera a Tlacote), Avenida Universidad, Avenida Epigmenio González, Avenida Coahuila, Blvd. Bernado Quintana, Acceso IV y finaliza en la zona Industrial Benito Juárez en Jurica, donde se convierte en Paseo de la República.

### Transporte público

#### Líneas de Autobús
Actualmente existen 95 rutas locales en la ciudad entre las diferentes compañías de autobuses (Flecha Azul, TSQA, etc.), las cuales abarcan prácticamente todo el municipio de Querétaro y parte de los municipios vecinos de El Marqués y de Corregidora debido a la conurbación. 

##### REDQ
REDQ fue un proyecto que inicio en agosto del año 2013 como iniciativa de los concesionarios en conjunto con el Gobierno del Estado de Querétaro para ofrecer un sistema de transporte público urbano de primer mundo, garantizando así la imagen, la calidad, el servicio y la seguridad. Como primera etapa del proyecto, se colocó en todas las unidades un sistema de monitoreo y de recaudo electrónico a través de un Sistema de Prepago (Tarjeta RedQ, monedero electrónico recargable para pagar en pasaje en unidades RedQ, que al caducar, hay que renovar la tarjeta, con un costo de $20 pesos) que cuenta con una tarifa preferencial para Estudiantes, Adultos mayores, y personas con discapacidad de $4.00 pesos, se crearon y modificaron rutas con la finalidad de mejorar el servicio y así evitar la competencia entre las empresas, para el año 2014 se inicia con la modernización de las unidades renovando la flota y promoviendo el respeto al medio ambiente a través de unidades que operan con motores a Gas Natural.
Se crearon 4 nuevas rutas 130, 131, 132 y 133 para atender la demanda en la zona norponiente y nororiente, teniendo como principal cobertura las Universidades y las zonas industriales de la zona metropolitana de la Capital.

##### QroBús
En 2016 el gobernador Francisco Domínguez Servién, declaró la desaparición del sistema REDQ para dar lugar a un nuevo sistema moderno y más eficaz, el cual sería denominado "Qrobús." 
Para esto se crearon los ejes, conformados del E01 al E04, de los cuales solo se masificó el primero.Se modernizaron las avenidas Constituyentes de 1917 y Avenida de la luz, construyendo un carril confinado para el transporte público.En 2017 se comprando nuevas unidades de transporte público enviadas en China para disminuir el tiempo del trayecto.
Más tarde en 2019, se modernizaron las avenidas Cerro Sombrerete, Aveida Belén, avenida de la Patria y avenida Pie de la Cuesta, añadiendo la adaptación del carril confinado para el transporte público.

##### Modernización y Nuevas unidades de QroBús
en noviembre de 2021 el actual gobernador Mauricio Kuri Gonzáles anucio la entrará en operación la tarjeta tarifa preferencial para usuarios de QroBús, UniDOS, con la que adultos mayores, personas con discapacidad y estudiantes podrán pagar $2 pesos por viaje y de forma gratuita el transbordo. 
En octubre de 2022 la Agencia de Movilidad del Estado de Querétaro (AMEQ) inicio la etapa de estandarización de frecuencias Qrobús que consiste de disminuir hasta en un 30 por ciento el tiempo de traslado y espera de las rutas para los pasajeros, elimininado y creando nuevas rutas del tranporte público consistiendo de 6 etapas que finalizó en julio de 2023.
En agosto de 2023 el gobierno de Mauricio Kuri compraron más de 400 unidades de transporte público de la marca de Mercedes-Benz traídas en Colombia, se pusieron en circulación el 12 de septiembre de 2023 usando las nuevas rutas T11 y T12.

##### +QroBús
+Qrobus es una estrategia de la Agencia de Movilidad del Estado de Querétaro (AMEQ) para optimizar el transporte público durante 2 rutas, diseñadas para las áreas de mayor demanda, ofreciendo rutas directas sin paradas intermedias, esto reducciendo los tiempos de viaje hasta en un 50%. Las rutas son:
- R301: Hacienda Mompaní-La Alameda Hidalgo en tan solo 32 minutos.

- R302: UTEQ - La Alameda Hidalgo en tan solo 20 minutos.

#### Bici Pública
El sistema de bicicletas compartidas inició en el primer cuadro de la ciudad, con la posibilidad de extenderse a otras zonas de la Zona Metropolitana de Querétaro.
En 2011 se creó una ley, única en el país, que establece normas para que las personas que adopten este vehículo como medio de transporte cuenten con protección legal y que poco a poco en Querétaro sea una realidad la infraestructura ciclística y se convierta en la primera ciudad de esta clase en México, tomando como ejemplo los casos de Ámsterdam y Copenhague. 
En el artículo 2 se establece el derecho a la movilidad del ser humano con sus propios medios en las vías públicas del territorio estatal, en las mismas condiciones que los usuarios de vehículos motorizados y en condiciones preferentes en infraestructura ciclística.
De este modo se ordena que de ahora en adelante, “toda vía pública que sea construida, deberá contemplar la posibilidad de incorporar derechos de vía para la circulación gratuita de bicicletas”.

## Servicios públicos

### Medios de comunicación
En la ciudad circulan varios periódicos de circulación local algunos de ellos son: Plaza de Armas www.plazadearmas.com.mx Diario de Querétaro, el Noticias, el AM, y el Rotativo de Querétaro. Además de La Prensa, El Universal, La Jornada, y El Diario Reforma, por mencionar algunos diarios de circulación nacional.
En la radio queretana, existen 17 radiodifusoras; 9 de AM y 8 de FM, además de estaciones de localidades vecinas que alcanzan señal en esta ciudad, destacando las operadas por Grupo ACIR, Grupo Radio Centro, Grupo Imagen y por la Universidad Autónoma de Querétaro.
Algunas de las carreteras más importantes del estado confluyen en la ciudad de Santiago de Querétaro. Algunos tramos son Querétaro-San Luis, Querétaro-Celaya, Querétaro-San Miguel de Allende, Querétaro-Tequisquiapan, Querétaro-Tlacote, Querétaro-San Pedro Mártir, Querétaro-Chichimequillas, Querétaro-La Negreta y Querétaro-Huimilpan.
El Servicio Telefónico se inició en Santiago de Querétaro en 1883, con cobertura a todos los distritos y cabeceras en los municipios, actualmente las empresas Telmex, Alestra, Axtel, Yoo, Megacable y Maxcom operan los servicios de larga distancia, con infraestructura suficiente para cubrir las necesidades de la ciudad.
En diciembre de 2000 se contabilizaron 161 315 líneas telefónicas. Hoy existen 7649 aparatos telefónicos de uso público, y 35 centrales en la ciudad, así como 332 agencias de servicios. De este modo, se rebasan las 10.8 líneas por cada 100 000 habitantes con un 100 % de digitalización.
Respecto a la telefonía celular, los servicios son ofrecidos por empresas concesionadas como Telcel, Iusacell, Nextel, Movistar, MegaCel y Unefón.

#### Canales de televisión en Querétaro
Santiago de Querétaro cuenta con siete televisoras locales (XHQCZ Canal 21 de Televisa Querétaro, XHQUE Canal 36 y XHQUR Canal 9 de TV Azteca, XHPBQR Canal 11 de la Universidad Autónoma de Querétaro, XHSECE Canal 50 de Radio y Televisión Querétaro, Visión Cablecom canal 10 y Canal 4 de Telecable). Además de las repetidoras de Televisa, TV Azteca y del Canal Once IPN. En la siguiente tabla, se han añadido los canales disponibles en televisión abierta. La sigla “NE” refiere a un canal que no dispone de señal analógica (No Existente).
| Canal Análogo (NTSC) | Canal Digital HD (ATSC) | Canal físico TDT | Indicativo de señal | Canal de televisión                                  | Concesionario                     | Ubicación del transmisor                             | Razón legal                                          |
| -------------------- | ----------------------- | ---------------- | ------------------- | ---------------------------------------------------- | --------------------------------- | ---------------------------------------------------- | ---------------------------------------------------- |
| 9                    | 1.1 ATSC                | 26 TDT           | XHQUR               | Azteca Uno Querétaro                                 | TV Azteca Querétaro               | Cerro del Cimatario, QRO.                            | Televisión Azteca S.A.B                              |
| N/D                  | 1.2 ATSC                | 26 TDT           | XHQUR               | adn40                                                | TV Azteca Querétaro               | Cerro del Cimatario, QRO.                            | Televisión Azteca S.A.B                              |
| 5                    | 2.1 ATSC                | 32 TDT           | XHZ                 | Las Estrellas                                        | Televisa Querétaro                | Cerro del Zamorano, QRO.                             | Televisora de Guanajuato, S.A.                       |
| N/D                  | 2.2 ATSC                | 32 TDT           | XHZ                 | FOROtv                                               | Televisa                          | Cerro del Zamorano, QRO.                             | Televisora de Guanajuato, S.A.                       |
| N/D                  | 3.1 ATSC                | 15 TDT           | XHCTCY              | Imagen Televisión                                    | Grupo Imagen                      | Cerro del Cimatario, QRO.                            | Cadena Tres I, S.A. de C.V.                          |
| N/D                  | 3.4 ATSC                | 15 TDT           | XHCTCY              | Excélsior TV                                         | Grupo Imagen                      | Cerro del Cimatario, QRO.                            | Cadena Tres I, S.A. de C.V.                          |
| 3                    | 5.1 ATSC                | 29 TDT           | XEZ                 | Canal 5*                                             | Televisa Querétaro                | Cerro del Zamorano, QRO.                             | Televisora del Centro, S.A.                          |
| 36                   | 7.1 ATSC                | 34 TDT           | XHQUE               | Azteca 7                                             | TV Azteca Querétaro               | Cerro del Cimatario, QRO.                            | Televisión del Centro, S.A.                          |
| N/D                  | 7.2 ATSC                | 34 TDT           | XHQUE               | a+ 7.2 Querétaro                                     | TV Azteca Querétaro               | Cerro del Cimatario, QRO.                            | Televisión del Centro, S.A.                          |
| 21                   | 9.1 ATSC                | 18 TDT           | XHQCZ               | NU9VE                                                | Televisa Querétaro                | Cerro del Zamorano, QRO.                             | RadioTelevisora de México Norte, S.A. de C.V.        |
| 50                   | 10.1 ATSC               | 14 TDT           | XHSECE              | Radio y Televisión Querétaro                         | Radio y Televisión Querétaro      | Querétaro, QRO.                                      | Sistema Estatal de Comunicación Cultural y Educativa |
| N/D                  |                         |                  |                     |                                                      |                                   |                                                      |                                                      |
| 11.1 ATSC            | 30 TDT                  | XHOPMQ           | once                | Instituto Politécnico Nacional                       | Cerro del Zamorano, QRO.          | Sistema Público de Radiodifusión del Estado Mexicano |                                                      |
| 14.1 ATSC            | 30 TDT                  | XHOPMQ           | Canal Catorce       | Sistema Público de Radiodifusión del Estado Mexicano | Cerro del Zamorano, QRO.          | Sistema Público de Radiodifusión del Estado Mexicano |                                                      |
| 20.1 ATSC            | 30 TDT                  | XHOPMQ           | TV UNAM             | Universidad Nacional Autónoma de México              | Cerro del Zamorano, QRO.          | Sistema Público de Radiodifusión del Estado Mexicano |                                                      |
| 22.2 ATSC            | 30 TDT                  | XHOPMQ           | Canal 22            | Conaculta                                            | Cerro del Zamorano, QRO.          | Sistema Público de Radiodifusión del Estado Mexicano |                                                      |
| N/D                  | 24.1 ATSC               | 11 TDT           | XHPBQR              | TvUAQ                                                | Universidad Autónoma de Querétaro | Querétaro, QRO.                                      | Universidad Autónoma de Querétaro                    |

### Salud
La prestación de los Servicios de Salud en la ciudad se sustenta en una planeación rigurosa, tomando en cuenta los requerimientos de la población usuaria. Para este fin, la Secretaría de Salud del Estado de Querétaro, el IMSS, el ISSSTE y la medicina privada han aportado su trabajo y recursos para lograr los avances que hoy tiene Santiago de Querétaro.
El impacto de los Programas de Salud en la ciudad han permitido beneficios importantes tales como la reducción de la tasa de mortalidad por enfermedades diarreicas e infecciones respiratorias agudas en menores de cinco años; la ampliación de la cobertura de vacunación a 99.7 de cada 100 infantes de 1 año de edad y, para el caso de los niños en edad Preescolar, el 99.8 tienen su esquema de vacunación cubierto; situación que ha contribuido a mantener en el nivel cero los casos de sarampión y tétanos neonatal. Especial mención merece la ausencia de casos de cólera, paludismo o dengue.

### Educación Superior

Rectoría de la Universidad Autónoma de Querétaro

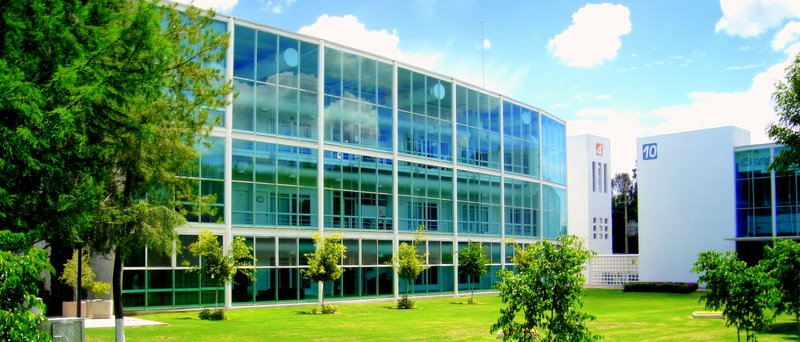
Instituto Tecnológico y de Estudios Superiores de Monterrey, Campus Querétaro.

La Educación Superior en sus tipos Universitaria, Tecnológica y Normal, cuenta con más de 20 instituciones públicas y privadas, entre las que destacan:
| - Instituto Tecnológico de Querétaro - Universidad Autónoma de Querétaro - Universidad del Valle de Atemajac - Centro de Física Aplicada y Tecnología Avanzada - Instituto Tecnológico y de Estudios Superiores de Monterrey - Universidad Pedagógica Nacional - Universidad Anáhuac - Universidad del Valle de México - Universidad Tec Milenio - Universidad Marista - Universidad Contemporánea - Universidad Nacional Autónoma de México - Escuela Bancaria y Comercial - Universidad Cuauhtémoc - Instituto de Neurobiología, UNAM - Escuela Normal del Estado - Universidad Politécnica de Querétaro - Universidad Politécnica de Santa Rosa Jauregui - Universidad Corregidora de Querétaro - Universidad Veracruzana - Universidad Tecnológica de Querétaro - Universidad Aeronáutica en Querétaro - Instituto Gastronómico y de Estudios Superiores - Centro de Estudios Universitarios Londres | - Liceo Estudios Superiores - Universidad Tecnológica de Querétaro - Centro de Estudios en Ciencias de la Comunicación - Centro de Formación de Recursos de Enfermería de Querétaro - Instituto Tecnológico de la Construcción - Centro de Estudios Odontológicos - Centro Universitario Andamaxei - Centro de Estudios Superiores del Bajío - Universidad del Golfo del México - Colegio Universitario de Humanidades - Universidad Metropolitana Latina - Centro de Estudios de Posgrado en Salud Mental - Universidad CNCI - Colegio Universitario de Formación Empresarial, Querétaro - Universidad Interglobal - Universidad de León - CUDH - Universidad Marista de Querétaro - Universidad del Desarrollo Profesional UNIDEP |

## Deportes
La ciudad de Santiago de Querétaro es la casa del equipo de fútbol de primera división Querétaro FC. Su sede es el estadio Corregidora que tiene una capacidad aproximada de 40 000 espectadores y fue sede de la Copa Mundial de Fútbol Sub-17 de 2011. También fue sede en el Mundial de Fútbol de 1986.
En la ciudad radican los Libertadores de Querétaro, que son parte de la Liga Nacional de Baloncesto Profesional de México y juegan en el auditorio José Arteaga, localizado sobre la avenida Universidad, en la esquina con Juárez, en el centro de la ciudad. En 2022 se creó la franquicia de Gallos Negros de Querétaro de la LFA.

### Complejos

#### Autódromo de Querétaro
Además cuenta con el Autódromo de Querétaro, en el cual se efectúa una cantidad importante de carreras de campeonatos nacionales, como la NASCAR Corona Series, el LatAm Challenge Series y el Campeonato CARreras, además de campeonatos regionales y locales.

#### Querétaro 2000
En el parque Querétaro 2000 se ubica un importante complejo acuático, donde se ubica la 'Alberca olímpica de Santiago de Querétaro, una de las más modernas, funcionales y cómodas de todo el país tanto para público, como para jueces, nadadores y entrenadores, Fue sede de la Olimpiada Nacional en el año posterior a su inauguración. En el año 2009 albergó el "Torneo Nacional de Curso Largo" y en el año 2010 el "Campeonato Regional Curso Largo, Zona Centro". Este complejo acuatíco es normalmente la sede del torneo "Futuros Talentos Querétanos", una serie de competencias de nivel medio-bajo que se dan lugar durante todo el año, así mismo alberga diversos torneos y copas donde participan nadadores de alto rendimiento. 

#### Plaza de Toros Colón
Santiago de Querétaro es una ciudad con gran tradición taurina, la quinta plaza de toros en la ciudad fue la plaza de toros Colón, ubicada en el centro de la ciudad; actualmente en esas instalaciones se encuentra una torre de consultorios médicos, oficinas y, al pie de estas, restaurantes. Actualmente la ciudad cuenta con dos funcionales plazas de toros, la plaza de toros Santa María, ubicada en La zona centro-poniente de la ciudad frente al paseo Constituyentes, vialidad que cruza de oriente a poniente de la ciudad casi en su totalidad. Asimismo La plaza de toros Provincia Juriquilla, localizada al norte de la ciudad. La ciudad ha visto nacer a muchos "Matadores" importantes, entre los cuales destaca Octavio García "El Payo".
Es tal la afición de los queretanos a la fiesta brava que varios ciudadanos destacados se encuentran involucrados en el desarrollo de este deporte entre los cuales se encuentran el Vocero del Obispo de Querétaro el Padre José Morales Flores (muerto) que cuenta con una colección personal de artículos taurinos, los cuales alberga en una sala conocida como "El Taurino", conocido principalmente por los habitantes del barrio de Santa Ana, y el empresario Nicolás González Rivas quien es propietario de la plaza de toros Santa María. Ambos se encuentran involucrados en el desarrollo de la Escuela Taurina de Querétaro.

#### Campos de golf
Hay cuatro campos de golf en la ciudad, el Club de Golf Campestre localizado al sureste de la ciudad, sobre el paseo Constituyentes y el club de golf El Campanario, localizado el este de la ciudad, en el fraccionamiento del mismo nombre, el club de golf Provincia Juriquilla, localizado al norte de la ciudad, en el fraccionamiento del mismo nombre, y el Campo de Golf Balvanera Polo & Country Club localizado al sur de la ciudad en el municipio conurbado de Corregidora.

## Fiestas y tradiciones

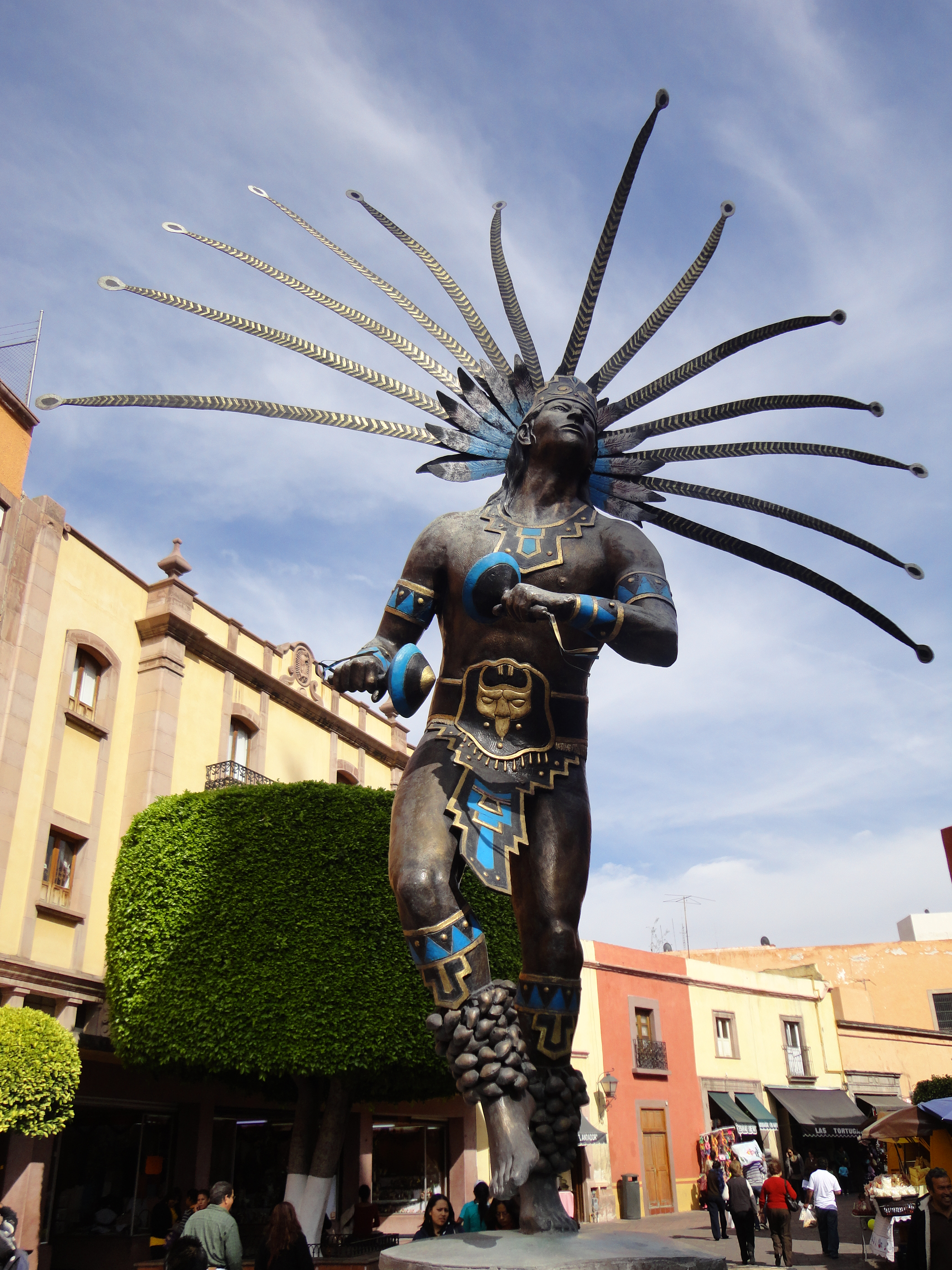
Monumento al Danzante Conchero Chichimeca.

En Querétaro se celebran alrededor de treinta festividades, acompañadas de muestras gastronómicas, verbenas populares, palenques, corridas de toros y espectáculos culturales; sin embargo, las más antiguas son dos: el Desfile de Carros Bíblicos, en la que se representan pasajes de la Biblia para la celebración de la Navidad y la danza de los concheros.
En estas celebraciones se realizan exposiciones, conciertos, teatro, desfiles y torneos.
Una tradición importante es la feria del 15 de agosto en Peñamiller, en honor de la virgen de la Asunción, se representa con ocho palmas en la rama del nogal, que indican que es el octavo mes. Asimismo, las quince hojas en la rama del sauce significan el día en que se celebran las fiestas patronales.
Algunas de las tradiciones queretanas más importantes:
- Equinoccio de Primavera
- Fiesta de los Concheros
- Procesión del silencio
- La exaltación de la cruz
- La fundación de Querétaro
- Día de Muertos
- La Cabalgata
- El gallo

Fiestas de Diciembre
Conocida como La cabalgata se realiza del 16 al 24 de diciembre, tradición desde 1850.
Consiste en un desfile de carros alegóricos, mojigangas, coronación de la reina, baile y actividades culturales, los días 8 y 12 hay danzas de chinchines y concheros.
Fiestas Religiosas
Los pueblos Otomíes organizan su actividad comunitaria de acuerdo con el ciclo agrícola, que se complementa con un ciclo religioso ritual católico, con rasgos de sincretismo indígena, que va marcando momentos tradicionales para la vida del pueblo; la lluvia la siembra, la cosecha, en una estrecha relación entre la divinidad, humanidad y naturaleza.
La exaltación de la cruz:
Del 12 al 15 de septiembre se celebra la principal fiesta conchera en Querétaro que celebra la Santísima Cruz de los Milagros, siendo el día principal el 14 de septiembre día de la exaltación de la Santa Cruz. Llegan danzantes de todo el país y aún de la Unión Americana a unir sus diferentes bailes y representaciones. Los concheros bailan por tres días consecutivos al ritmo de las guitarras, mandolinas y sonajas (instrumentos de tradición indígena), vistiendo colores metálicos, grandes penachos de plumas, huaraches y cascabeles en los tobillos, esta fiesta data, al menos, de la conquista del cerro del Sangremal (hoy barrio de La Cruz) en donde, según el mito, el 25 de julio de 1531 se apareció el apóstol Santiago tras lo cual se fundó la ciudad de Santiago de Querétaro, primero como pueblo de indios y luego como ciudad del reino de la Nueva España.
Equinoccio de primavera:
La gente se reúne en la peña de Bernal a recibir energía.
Pamplonada:
Evento que se realiza cada 26 de julio y se caracteriza porque se cierran las calles para soltar vaquillas con el fin de torearlas.
La Procesión del Silencio:
Se realiza desde hace más de 50 años. Alrededor de 500 hombres se cubren el rostro, visten túnicas y una cadena atada al pie; cargan pesadas cruces de mezquite, recorriendo las principales calles de la ciudad, partiendo del Templo de la Cruz; además, llevan imágenes que representan la pasión y muerte de Cristo; las hermandades o cofradías, representadas por colores, simbolizan cada momento en que Cristo fue crucificado.
El gallo:
Se realiza el 7 de diciembre para celebrar a la Virgen de la Purísima Concepción en Hércules. Las se personas se reúnen afuera de la capilla, hay kermés con antojitos mexicanos,  hacen gallos de papel maché y estrellas de carrizo enormes, para presentarlos en la capilla y llevar gallo (música); llegan bandas a tocar las mañanitas a la virgen y se hace una caminata por las calles soltando cuetones mientras replican las campanas.

## Religión
Según el censo general de población y vivienda del 2010, en Santiago de Querétaro el 83 % de la población profesaba la religión católica, el 2.5 % la evangélica o algunas otras denominaciones cristianas, el 0.2 % otras; el 0.7 % alguna otra no especificada y el 1.2 % ninguna.

### Iglesia católica

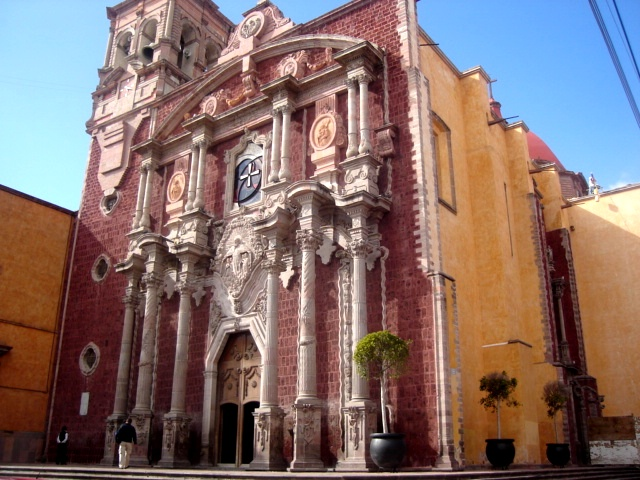
Catedral de Santiago de Querétaro

La diócesis de Querétaro depende de la arquidiócesis de León. Por mucho tiempo Querétaro ha sido considerada una de las ciudades más conservadoras de la República mexicana, pero debido al gran crecimiento de la población y desarrollo, Querétaro sigue siendo una ciudad conservadora sin embargo va ahora influenciada por otro tipo de doctrinas espirituales, a lo cual la población se ha tenido que moldear a través de los años, ya que siempre que hay crecimiento en un lugar, hay cambios.
Querétaro ocupa el quinto lugar en el país con mayor número de católicos, ya que el 92.5 por ciento de su población profesa esta religión, solo por debajo de Zacatecas, Guanajuato, Jalisco y Michoacán.
Como particularidad la Catedral de Santiago de Querétaro no se encuentra frente a la plaza principal ni es de los templos más grandes como normalmente lo es, es un pequeño templo ubicado en la esquina de Madero y Ocampo en el centro de la ciudad. En 1996 fue declarada Patrimonio de la Humanidad.

## Gastronomía
La comida y los antojitos también son muy importante dentro de las tradiciones queretanas. Y es un legado que nos han dejado los viejos pueblos queretanos.
La ciudad de Querétaro cuenta con una gastronomía amplia, estos son algunos ejemplos de los platillos, antojitos y dulces que se preparan en la ciudad y municipios conurbados:
- Gorditas Queretanas (Rellenas de queso y migajas).
- Gorditas de Maíz Quebrado (Rellenas de queso enchilado) comunes en Bernal.
- Enchiladas Queretanas (Tortilla enchilada y frita, rellenas de queso con cebolla picada).
- Nieve de mantecado (Preparado con vainilla, canela, pasas y nueces).
- "Natilla Queretana" (Nieve de dulce de leche con nuez).
- Guajolotes (Bolillo enchilado y frito, rellenos con lechuga, papas y zanahorias cocidas, frijoles, queso y crema).
- Camote Horneado (achicalado).
- Buñuelos (Remojados en jarabe de piloncillo con guayaba y canela).
- Barbacoa de borrego (cocinada en hoyo con hojas de maguey) Común en Miranda.
- Fruta cristalizada.
- Quiote (Tallo del maguey, el cual se pone a cocer con piloncillo).
- Garbanza (Flor del garbanzo cocido en agua)
- Carnitas de Santa Rosa Jáuregui.
- Revoltillo (Huevo con salsa verde, se prepara principalmente en la Sierra Gorda - Jalpan).
- Atole de Teja (Elaborado con semillas de girasol, lo acostumbran en la Sierra Gorda - Pinal de Amoles).
- Dulces de Leche Típicos de Bernal.
- Pedos de Monja, trufas de chocolate. El dulce típico de la ciudad pulque de rancho.

## Personalidades
- 1916-2013: Pedro "El Mago" Septién, locutor de radio y cronista deportivo.
- 1937: María Duval, actriz y cantante de la Época de Oro del Cine Mexicano.
- Fernando Alonso, actor.
- 1944: Carlos Villagrán Eslava, actor y humorista.
- 1948: Silvia Hernández Enríquez, política mexicana, senadora por Querétaro, y secretaria nacional de Turismo entre 1994 y 1997.
- 1959: Arturo Zaldívar Lelo de Larrea, abogado, ministro de la Suprema Corte de Justicia de la Nación.
- 1965: L.A. Park luchador profesional
- 1973: Víctor González Reynoso, actor.
- 1976: Grettell Valdez, actriz.
- 1980: Erik Hayser, actor, productor de cine y empresario.
- 1992: Ela Velden actriz

## Relaciones Internacionales

### Consulados
Querétaro cuenta con 2 consulados.
- Consulado honorario de Francia
- Consulado honorario de Suiza

### Ciudades Hermanas
Santiago de Querétaro cuenta con 18 hermanamientos con ciudades en el exterior y en México:
| - Orange, Estados Unidos (desde 1973). - Santiago de Cuba, Cuba (desde 1995). - Santiago de Compostela, España (desde 1996). - Santiago de Chile, Chile (desde 1996). - Shijiazhuang, China (desde 1996). - Holland, Estados Unidos (desde 1996). - Guácimo, Costa Rica (desde 1996). - Heredia, Costa Rica (desde 1996). - Moravia, Costa Rica (desde 1996). | - Yeosu, Corea del Sur (desde 2002). - Bakersfield, Estados Unidos (desde 2005). - San Miguel de Allende, México (desde 2006). - Morelia, México (desde 2016). - Mérida, México (desde 2016). - Tuxtla Gutiérrez, México (desde 2017). - Cancún, México (desde 2019). - Indianápolis, Estados Unidos (desde 2024). - San Antonio, Estados Unidos (desde 2025). |